# 81-717/714
81-717/714 (также неоф. «Номерной») — тип электровагонов метрополитена, разработанный и выпускавшийся Мытищинским машиностроительным заводом (позже — «Метровагонмаш») с 1976 по 2021 годы, Ленинградским вагоностроительным заводом им. И. Е. Егорова (с 1990-х по 2013 годы — ЗАО «Вагонмаш») с 1980 по 1995 годы и Октябрьским электровагоноремонтным заводом (отдельные модификации серий 81-540.2/541.2 и 81-717.5П/714.5П для Петербургского метрополитена).
Вагоны 81-717 — головные, а 81-714 промежуточные; все вагоны указанных выше заводов являются моторными. В 2021 году стало известно об испытаниях прицепного промежуточного (безмоторного) вагона 81-714Уз, созданного на базе модели 81-714 на АО «Ташкентский завод по строительству и ремонту пассажирских вагонов» (ТВСРЗ).
Вследствие неудачи наладки тири́сторно-и́мпульсной системы управления (позже применённой сначала в вагонах 81-718/719, а затем — в 81-720/721 «Яуза») и прохождения требований противопожарной безопасности алюминиевых кузовов вагонов типа «И», для тестирования части электрооборудования которых вагоны 81-717/714 изначально планировались временным и переходным вариантом между вагонами типа «Е» и «И», вагоны 81-717/714 стали самыми массовыми в мире с самой широкой в мире географией эксплуатации из всех остальных эксплуатирующихся и когда-либо эксплуатировавшихся (более 7500 единиц со всеми модификациями, общее количество которых составляет свыше 24, произведённых с 1976 по 2021 год с последней поставкой вагонов 81-717.4К/714.4К в Софийский метрополитен, наибольшее количество из которых эксплуатируется в Петербургском метрополитене).
Известны как 81-я серия (так их, в частности, официально называет Петербургский метрополитен (упоминая не везде)), однако данное наименование в корне некорректно, поскольку цифровой индекс «81» используется не только в обозначении всех вагонов метрополитена, произведённых на территории РФ (в Праге, Тбилиси и Ереване после капитально-восстановительного ремонта в 1996—2011 гг. — 81-71М и 81-717М/714М), но и сама модель по счёту не является «81-м произведённым типом вагона» (начиная с первого выпущенного Мытищинским машиностроительным заводом вагона типа «А»). Также «81» — это в принципе не серия.
От предыдущих моделей отличаются не только экстерьером кабины головного вагона и более мощными двигателями, но и отсутствием кабин машиниста в промежуточных вагонах, а также более широким применением электроники в приборах управления. Конструктивно представляют собой промежуточное звено между вагонами типов «Е» и «И» и имеют множество различных модификаций. В метрополитенах ряда городов стран постсоветского пространства, бывш. Варшавского договора, соцлагеря и Евросоюза вагоны модели 81-717/714 и их модификации выполняют или выполняли основной объём перевозок, однако с 2010-х годов, начиная с Московского метрополитена, ведётся их поэтапная замена на вагоны нового поколения.
В семействе вагонов 81-717/714 было создано большое количество различных модификаций, а ряд существующих вагонов подвергался глубоким модернизациям с заменой кабины машиниста, электроборудования (в частности — контакторно-транзисторной системы управления для Тбилиси и Еревана вместо реостатно-контакторной), кабины и салона, как со сменой обозначения типа, так и без. Также существуют случаи полной переделки вагонов из одной модели в другую и всемирно беспрецедентной модернизации головных вагонов 81-717 в два отдельных двухкабинных вагона-электромотрисы, эксплуатируемых на челночном ответвлении в Ереванском метрополитене, а также переоборудования головного вагона (81-540.8, обе разновидности с разным видом переда — дизайном т. н. «маски») в промежуточный путём демонтажа кабины машиниста.
Планируется, что вагоны серии 81-717/714 к 2030 году окончательно покинут три линии Московского метрополитена — Сокольническую, Замоскворецкую и Люблинско-Дмитровскую, обновление подвижного состава на последней из которых начнётся приблизительно в 2027 году, после завершения обновления Замоскворецкой линии.

## Неофициальные названия
Серия вагонов 81-717/714 имеет неофициальное название «Номерно́й», упоминающееся в официальных источниках — в частности, эксплуатанта Московского метрополитена, будущего Музея транспорта Москвы и городских СМИ; ранее использовалось только цифровое обозначение, так как это единственная модель из в принципе когда-либо существовавших и использовавшихся в СССР (кроме 81-718/719), существующих и использующихся в городах стран постсоветского пространства (кроме Алма-Аты, Киева и Харькова), а также в городах стран её экспортных поставок — Венгрии, Польше, Болгарии и Чехии — столицах — Будапеште, Варшаве, Софии и Праги, находящаяся и находившаяся в пассажирской эксплуатации, не имеющая никакого буквенного обозначения типа, лишь цифровое наименование, в связи с чем была введена единая система классификации подвижного состава (впоследствии распространившаяся на все вагоны, выпускавшиеся в СССР, а также ранее уже выпущенных, выпускающихся в России и выпущенных на постсоветском пространстве (в частности, на Украине)), что, в свою очередь, связано с тем, что вагоны 81-717/714 изначально предполагались временными — для тестирования части оборудования, которое позже собирались использовать на планирующихся быть более совершенными для того времени моделях — вагонах типов 81-715.1/716.1 «И» и их модификациях. В частности также своё неофициальное название имеют модели вагонов 81-540.2/541.2, 81-540.1/541.1 и 81-540.8/541.8 (две разновидности по внешнему виду лобовой части, т. н. «маски») — «Пришелец», «Боинг», «Саблезуб» и «Головастик», что связано с нетипичной формой лобовой части головного вагона 81-540.2, изобилием новаторской для 1990-х годов техники в кабине, напоминающей кабину пилота самолёта у предшественника моделей 81-540.1/541.1 — 81-550/551/552 (вагоны 81-540.1/541.1 переоборудованы из 81-550/551/552 и эксплуатируются только в Петербургском метрополитене на Московско-Петроградской линии).

## Предыстория

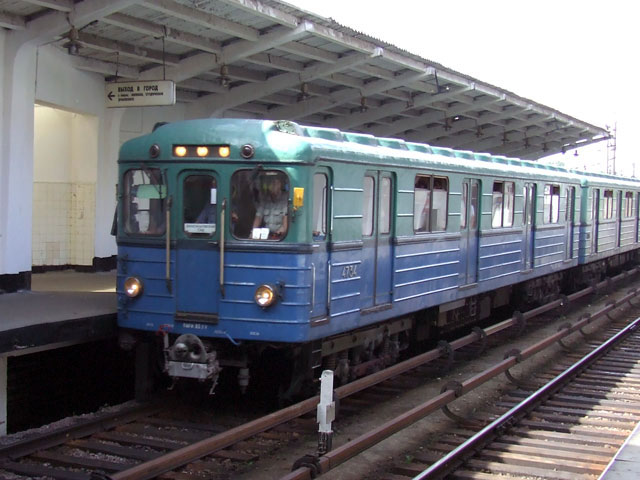
Электропоезд серии «Е» в 2006 году

К 1970-м годам основу вагонного парка метрополитенов в ряде городов Советского Союза и некоторых других стран Варшавского договора составляли вагоны типа Е и их разновидности (Еж, Ем, Ечс и другие). Они выпускались советским Мытищинским машиностроительным заводом с 1959 года (серийное производство с 1963 года) и так же, как их предшественники, имели стальные кузова и реостатно-контакторную систему управления (электрооборудование поставлял завод «Динамо»). Ускорение при пуске осталось практически без изменений, так как была облегчена конструкция кузова (его сделали цельнонесущим, как, например, на электропоезде ЭР1) и одновременно снижена мощность тяговых двигателей (с целью снижения энергопотребления). Реостатно-контакторная система имеет ограничения по быстродействию, что, в сочетании с недостаточной мощностью двигателей, не позволяло поднять пусковое ускорение, а, следовательно, и техническую скорость, что, в свою очередь, ограничивало провозную способность на линиях метрополитена с большим пассажиропотоком. Решений в данном случае было несколько, в частности:
- повысить мощность тяговых двигателей;
- применить импульсное регулирование напряжения и возбуждения тяговых двигателей;
- снизить вес кузова за счёт более лёгких материалов.

Здесь применялось импульсное регулирование. Оно было установлено уже на вагонах разновидности Ечс. В 1972 году были установлены тиристорные импульсные преобразователи для регулирования возбуждения тяговых двигателей при пуске и реостатном торможении. В дальнейшем эти преобразователи были улучшены (устранено влияние токов пульсаций на систему АРС) и применены на вагонах разновидности Еж3 (1973—1975 годы). Импульсное регулирование напряжения на зажимах тяговых двигателей было применено на вагонах разновидности Еи (1968—1973 годы). Таким образом был получен небольшой опыт применения силовой электронной аппаратуры на вагонах метро у советских заводов. Для снижения массы кузова за счёт применения новых материалов было решено применить алюминий. Разработка нового более мощного тягового двигателя не представляла серьёзных затруднений.
В 1973 году на Мытищинском машиностроительном заводе под руководством главного конструктора завода А. Г. Акимова были разработаны, а к концу года построены 3 опытных вагона, из которых составили экспериментальный поезд. Эти вагоны, которые получили обозначение типа И (заводское обозначение головного вагона — 81-715, промежуточного — 81-716) и значительно отличались от предыдущих моделей. Так, часовая мощность тяговых двигателей вагона типа И составляла 90 кВт (мощность двигателей вагонов Е — 72 кВт), а позже была повышена до 100 кВт. Кузова вагонов были изготовлены из алюминиевых сплавов, что позволило снизить вес тары вагона на 2 тонны. Регулирование напряжения на зажимах тяговых двигателей, а также регулирование возбуждения осуществлялось с помощью тиристорных преобразователей. Всё это вместе должно было повысить пусковое ускорение поезда, а заодно и повысить технические скорости обращения поездов. В вагонах были применены принудительная вентиляция и люминесцентное освещение салонов, в рессорном подвешивании применены пневморессоры, а в промежуточных вагонах были ликвидированы кабины машиниста. Последнее, в сочетании с выпуклыми стенками кузова (для более полного использования габарита тоннелей), позволило значительно увеличить площадь пассажирского салона вагона, а следовательно, и увеличить пассажировместимость поезда.
Вагоны типа И по сравнению с предыдущими типами имели целый ряд преимуществ: бо́льшая пассажировместимость, более полное использование габарита, более интенсивный разгон. Однако заводы, выпускающие вагоны метро, были не готовы в короткий срок наладить выпуск алюминиевых кузовов, к тому же сама система импульсного регулирования напряжения требовала доводки. В результате было решено выпустить опытную партию вагонов, которые бы являлись переходным звеном от типа Еж3 к типу И.
Несмотря на изначально временное предназначение, массовый серийный выпуск новых вагонов привёл к тому, что по отношению к ним стали употреблять фразу Альберта Джея Нока «нет ничего более постоянного, чем временное».

## История выпуска и эксплуатации

### 81-717/714 (базовая (оригинальная) модель)

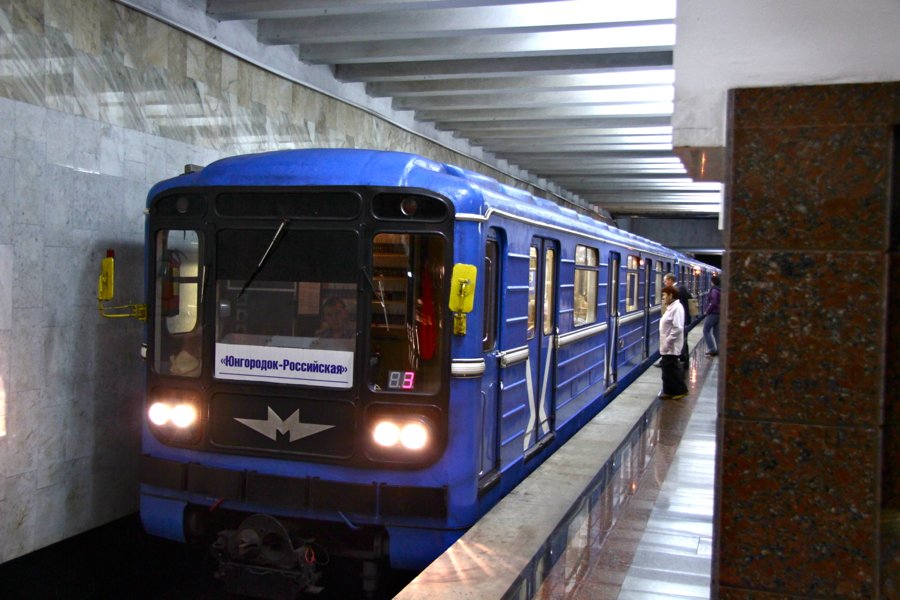
Головной вагон 81-717 в Самарском метрополитене на станции «Московская» с одним из вариантов экстерьера лобовой части (т. н. «маски») — по блоку из двух фар с каждой из сторон, между которыми расположен логотип завода «Метровагонмаш»

В начале 1970-х годов на заводе уже был разработан проект промежуточного вагона без кабины машиниста (заводское обозначение 81-714), который конструктивно представлял собой улучшенный вариант так и не построенного вагона типа Еж2. Также завод разработал и проект головного вагона, которому присвоили заводское обозначение 81-717. По этим проектам в первой половине 1976 года Мытищинский машиностроительный завод выпустил 6 опытных вагонов: 3 головных (№ 5846, 5854, 5855) и 3 промежуточных (№ 5837, 5867, 5868).
Кузов вагонов 81-717 и 81-714 представлял собой модернизированный кузов последних модификаций вагонов типа Е, поэтому имел такие же основные размеры. По большинству оборудования (мотор-компрессоры, пневматическое оборудование, аккумуляторные батареи) и оформлению пассажирских салонов новые вагоны были схожи с вагонами типа Еж3. Также у них схожая (за некоторыми исключениями) схема работы силовых электрических цепей (в том числе и наличие реостатного торможения). Внешние изменения заключались прежде всего в том, что из промежуточных вагонов были убраны кабины машиниста, существовавшие в каждом вагоне всех предыдущих типов, а на лобовой части головных вагонов была убрана торцевая переходная дверь. Вместо неё на лобовой части головных вагонов стали устанавливать большое ветровое стекло, по обеим сторонам которого размещалась пара окон поменьше. При этом сиденье машиниста, а также органы управления поездом переместились из правой части кабины в середину перед большим ветровым окном. Как и на вагонах типа И, на 81-717/714 были установлены тяговые двигатели ДК-117Б часовой мощностью 110 кВт (ДК-116 вагонов Е — 72 кВт), для питания цепей управления и заряда аккумуляторных батарей стал использоваться электронный блок питания собственных нужд (БПСН), а освещение в салонах осуществляется с помощью люминесцентных ламп. В связи с применением более мощных двигателей, увеличением массы тары вагонов, а также повышением загрузки промежуточного вагона были подкачены усиленные вагонные тележки с безмоментной системой подвески тяговых двигателей, увеличенным диаметром осей колёсных пар и с более жёстким рессорным подвешиванием.
В отличие от предыдущих моделей вагонов метро, вагоны 81-717 и 81-714 не получили буквенного обозначения типа, что было связано, прежде всего, с тем, что они были созданы как тестовые, временные, — для испытания части оборудования, которое позже предполагалось применить на вагонах типа «И». Однако задержка с освоением выпуска алюминиевых кузовов и пусковых импульсных регуляторов (тиристорно-импульсная система управления), да ещё в то время, когда советские метрополитены остро нуждались в новых типах вагонов с более высокой выходной мощностью, привела к тому, что было решено именно эти две опытные модели вагонов метро запустить в серийное производство. Это было осуществлено в середине 1978 года на Мытищинском машиностроительном заводе. Их запуск в серийное производство в конечном итоге привёл к тому, что модель стала самой массовой и длительно производящейся из где-либо и когда-либо в мире. Вагоны 81-717 Мытищинского машиностроительного завода стали получать нумерацию от № 9050, 81-714 — от № 9350. Так как мощностей одного завода не хватало, то с января 1980 года на Ленинградском вагоностроительном заводе им. И. Е. Егорова начался выпуск вагонов модели 81-717 (с № 8400), а с августа того же года вагонов 81-714 (с № 7202). При этом Ленинградский вагоностроительный завод внёс ряд изменений в чертежи вагонов, что позволило использовать для производства элементы модернизированного кузова вагонов Ем-508Т, Ема-502 и Ем-501. Для ускорения производства вагонов метрополитена с середины 1980 года на Калининском вагоностроительном заводе начался выпуск тележек для вагонов 81-717, а с 1985 года и для вагонов 81-714.
В 2017 году после капитально-восстановительного ремонта в Петербургском метрополитене в свой первозданный облик (с «подстекольным» расположением фар и логотипом завода «Метровагонмаш» между ними) вернули первый серийный вагон типа 81-717 № 9050.
Данный тип до сих пор остаётся наиболее распространённым в Узбекистане и на Украине, однако при этом следует учитывать, что подавляющее большинство узбекистанских вагонов базовой модели прошли модернизацию с заменой кабины и не являются оригинальными.

### Экспортные модификации

#### 81-717.1/714.1
После испытаний в 1976—1977 годах опытных вагонов типов 81-717 и 81-714 было решено наладить их серийное производство. Новыми вагонами заинтересовалось руководство Пражского метрополитена, открытие новой линии которого было запланировано на 1978 год. Поэтому в 1977 году на Мытищинском машиностроительном заводе были разработаны и пошли в серийное производство модели новых вагонов метро для Праги, получившие обозначения 81-717.1 (головные вагоны) и 81-714.1 (промежуточные). К середине 1978 года был выполнен заказ на изготовление 68 вагонов 81-717.1/714.1 и только с июня 1978 года ММЗ приступил к выпуску метровагонов 81-717/714 для Москвы. Позже последовали новые поставки вагонов метро в Чехословакию, всего в Мытищах с 1978 по 1990 год было выпущено 204 вагона типа 81-717.1 и 303 вагона типа 81-714.1.
С 2000 по 2011 год Пражский метрополитен проводил комплексную модернизацию вагонов 81-717.1/714.1 с заменой оборудования, улучшением экстерьера и интерьера, а также сменой бортовых номеров. Модернизированные вагоны получили обозначение 81-71М.
По состоянию на начало 2005 года в Праге было списано 4 электровагона типа 81-717.1 № 2102, 2107, 2133, 2325 и один вагон типа 81-714.1 № 2490. Головной вагон № 2129 отдан фирме Škoda Plzen для испытаний, на базе метровагона № 2148 фирмой Siemens создан экспериментальный вагон метро на IGBT-транзисторах. Первым вагоном нового музейного состава стал электровагон типа 81-714.1 № 2213.
6 ноября 2003 года эксплуатация вагонов 81-717.1/714.1 завершилась на линии «С», в 2006 году — на линии «А», а 2 июля 2009 года эксплуатация вагонов 81-717.1/714.1 на линии «В», а тем самым и во всей системе Пражского метрополитена. Во время завершающей поездки состава произошёл инцидент: когда поезд следовал до станции «Зличин», на станции «Лужины» трое подростков выплеснули на въезжающий на станцию поезд три банки краски. Подростки с места происшествия скрылись. Из-за краски, залившей окна кабины машиниста, поезд не смог самостоятельно продолжить движение и был отправлен в депо.
Был сохранён полноценный музейный состав 81-717.1/714.1 из вагонов 2159—2213—2429—2637—2504, который выезжает на линию по праздникам и в юбилеи Пражского метрополитена. Ещё один головной вагон 81-717.1 № 2374 был отправлен в музей городского общественного транспорта Стршешовице 18 октября 2010 года. Вагоны 81-717.1 № 2395 и № 2501 были выкуплены проектом «Крконошское метро» и отправлены на остравский завод Витковице «для исследования разных типов тяговых приводов» на предполагавшейся линии до Пеци-под-Снежкоу. Использовались в Витковицком промышленном ареале для развлекательных поездок публики.

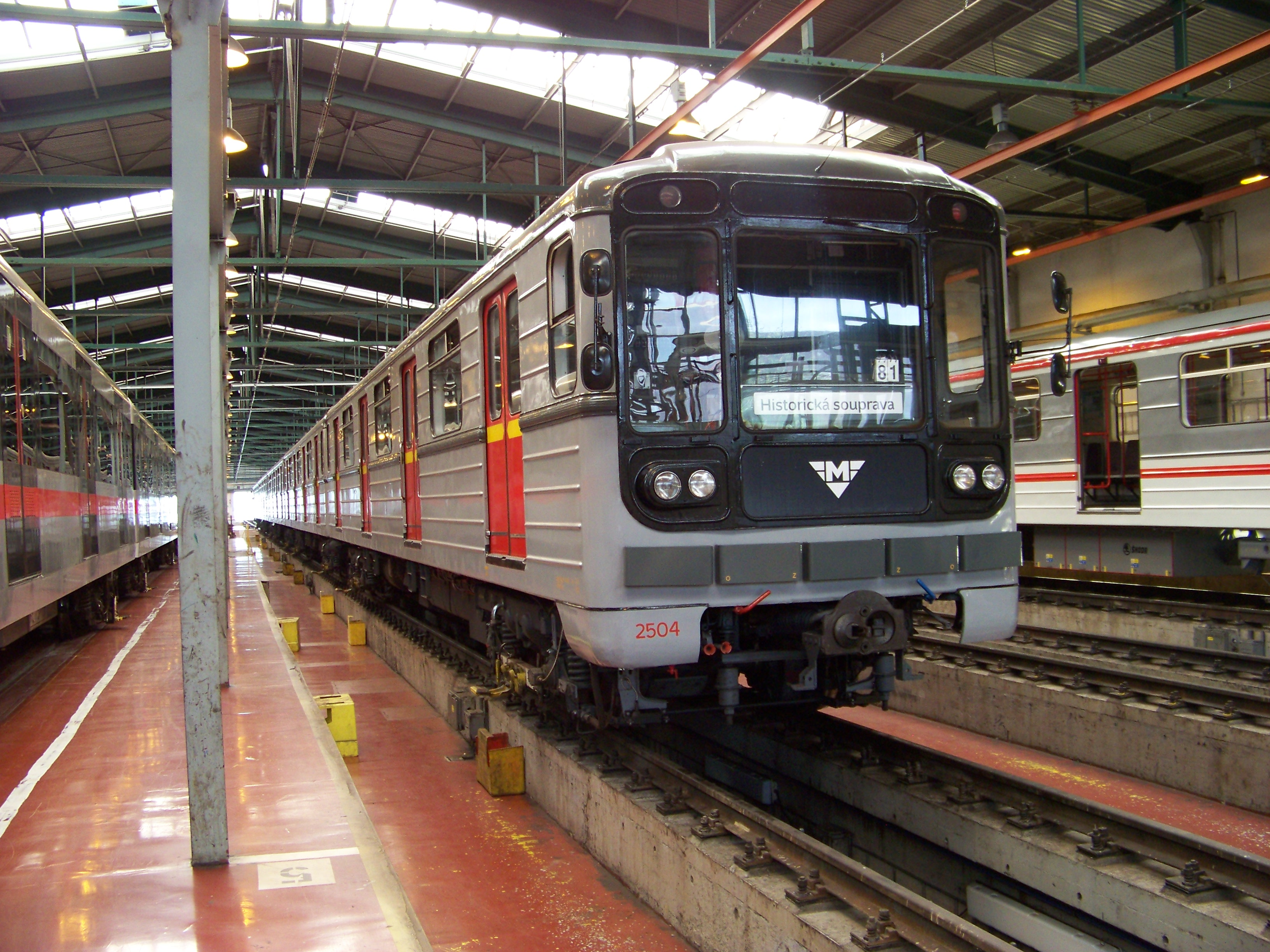
Поезд 81-717.1/81-714.1 в депо
- Прибытие поезда на станцию

##### 81-71M
В 1994 году руководством Пражского метрополитена было принято решение о модернизации уже имеющихся вагонов 81-717.1/714.1 ввиду их физического и морального устаревания и недостатка средств на закупку новых поездов. В 1994 году первый пятивагонный состав был отправлен на завод Škoda в Пльзень. Основной задачей модернизации было продление срока эксплуатации минимум на 15 лет, замена устаревшего оборудования, повышение надёжности эксплуатации и уменьшение энергопотребления.
Первый модернизированный вагон прибыл из Пльзеня в Пражское электродепо «Kačerov» 1 мая 1996 года и после испытаний поступил в эксплуатацию на линию C, а вскоре была запущена серийная модернизация поездов.
На основе вагонов 81-717.1/714.1 были созданы три типа вагонов 81-71M:
- 2Mt — головной моторный вагон, оснащён аккумуляторами и предохранителями;
- 3Mt — промежуточный моторный вагон, оснащён аккумуляторными батареями;
- 4Mt — промежуточный моторный вагон, оснащён генераторами и компрессорами.

Поезда 81-71M стали формироваться в пятивагонной составности по схеме 2 Mt+3 Mt+4 Mt+3 Mt+2 Mt.
Основным внешним отличием новых вагонов стала новая маска кабины машиниста с лобовым стеклом во всю ширину вагона и прямоугольными фарами (автор — художник Франтишек Пеликан). В кабине машиниста был установлен новый пульт управления, который стал размещаться по центру вагона. Салон также подвергся серьёзному обновлению — вместо традиционно расположенных вдоль прохода боковых диванов, ориентированных к центральному проходу поперёк направления движения, стали устанавливаться двухместные и одноместные сиденья с мягкими вставками фиолетового цвета, по большей части ориентированные вдоль направления движения, часть сидений сохранила расположение лицом к центральному проходу. В салоне были установлены новые поручни, две интегрированные в потолок линии светильников, спинки для инвалидных колясок. В центре потолка были размещены информационные табло типа бегущая строка, отображающие названия текущей или следующей станции и прочие объявления. Диапазон нумерации у головных вагонов сменился с 21**, 23**, 25** на 31**, 33**, 35**, у промежуточных с 22**, 24**, 26**, 28**, на 32**, 34**, 36** и 38**.
В 2005 году на базе вагонов 81-71M построен опытный вагон Škoda 6Mt.

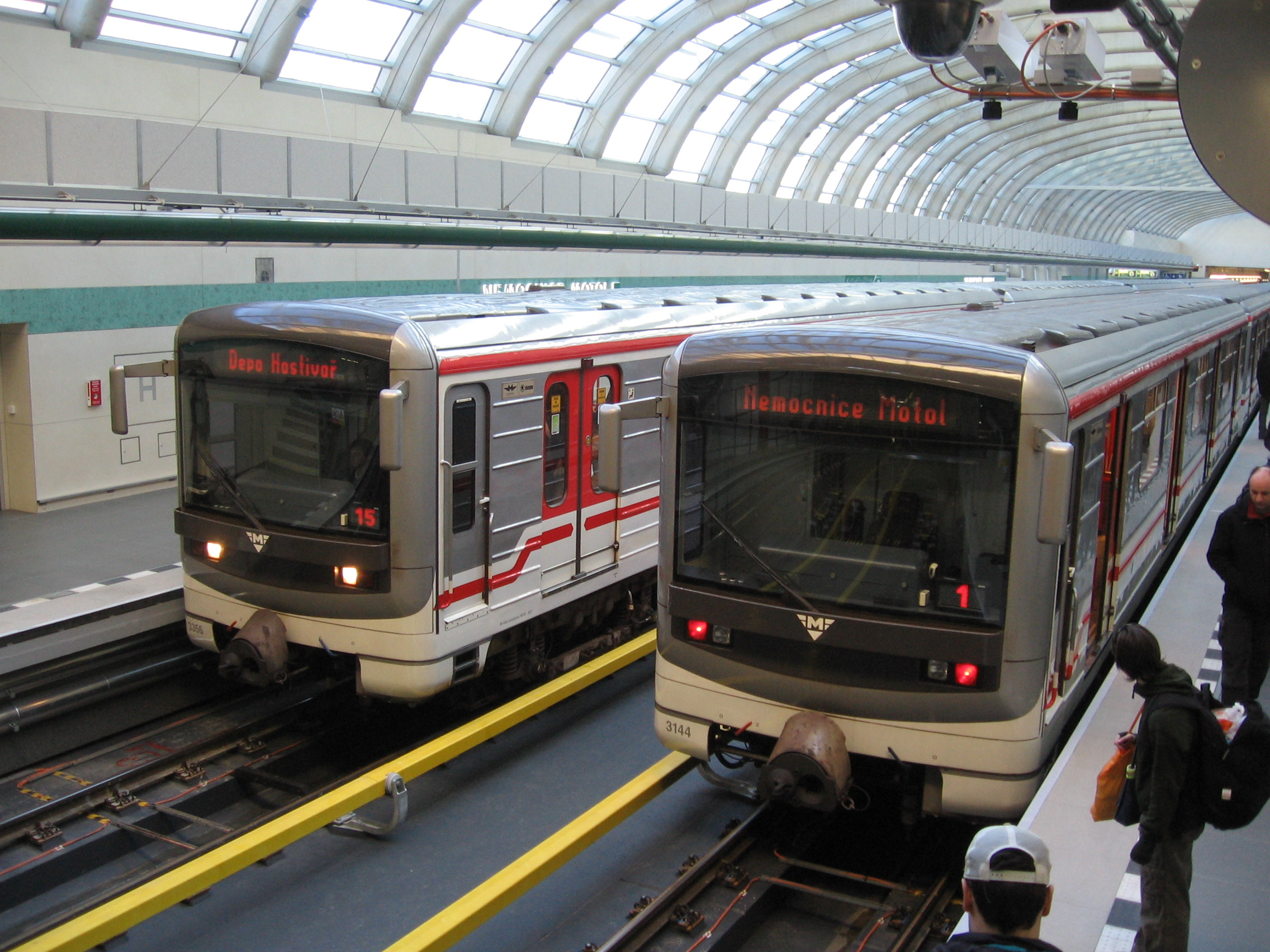
Поезда 81-71M на станции "Немоцнице Мотол", Прага
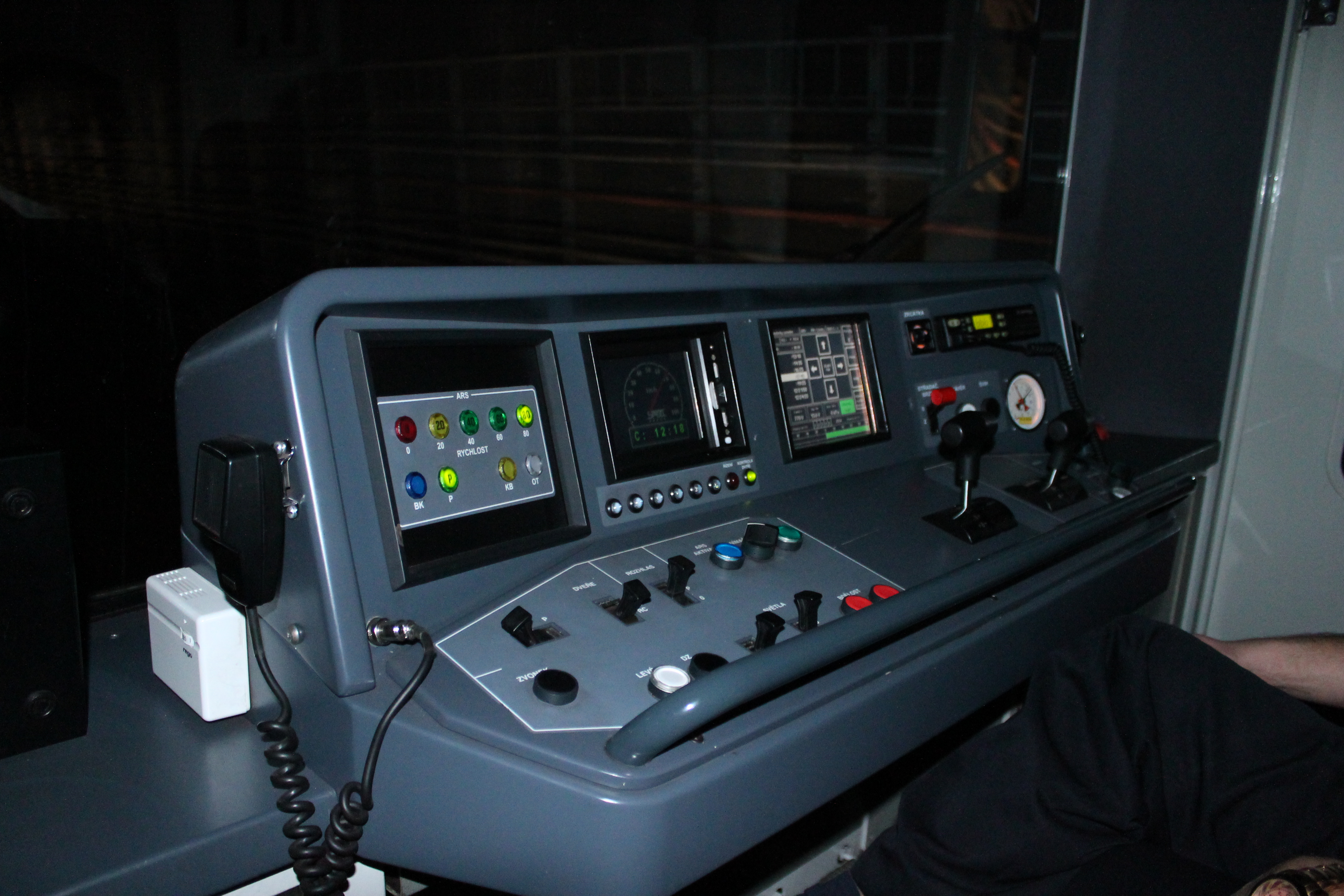
Кабина машиниста
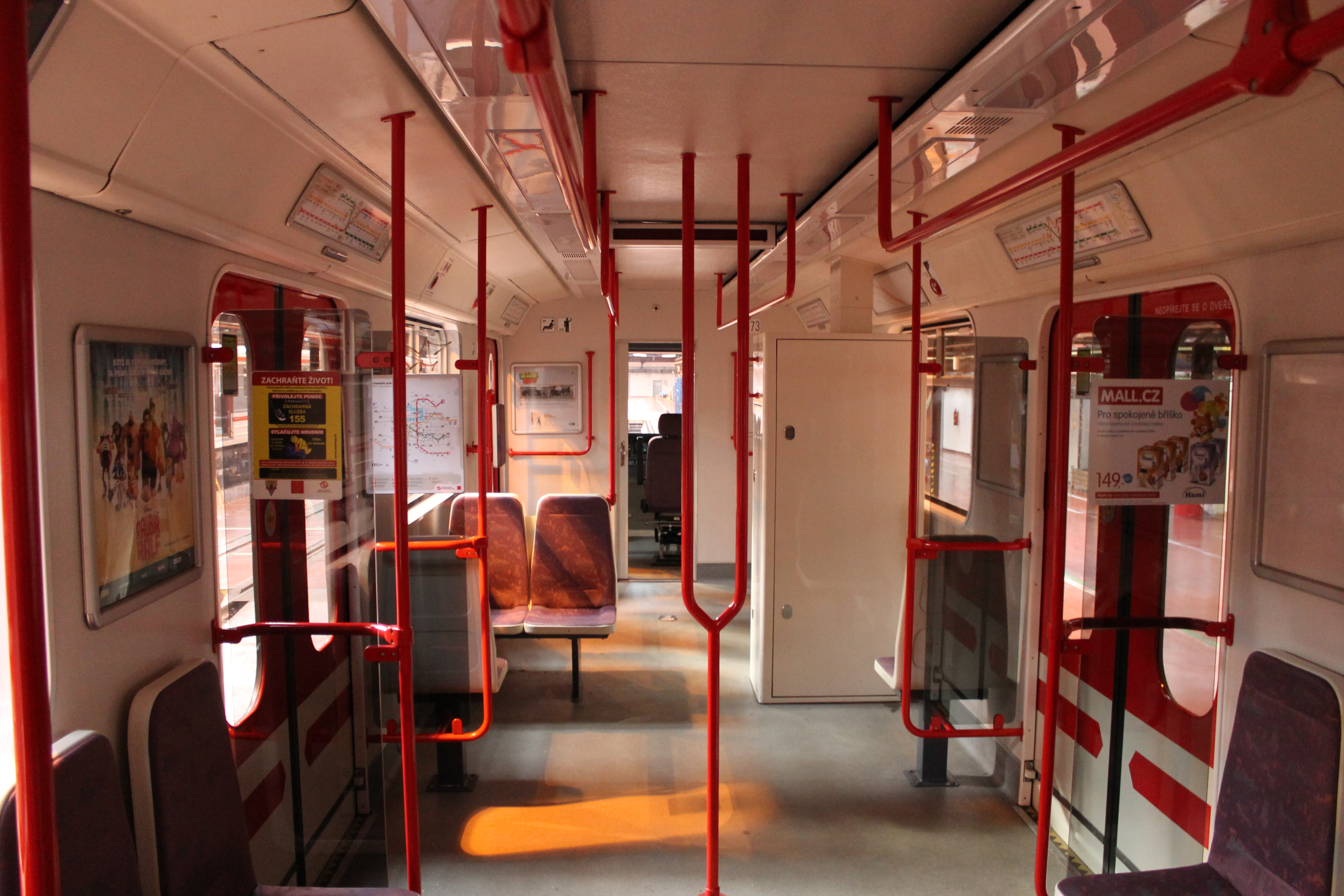
Салон головного вагона

#### 81-717.2/714.2
Представляет собой модификацию базовой модели 81-717/714 для Венгрии.
Рассчитан на уменьшенную ширину колеи. Также головной вагон имеет всего две фары.
В 1979 году была начата поставка вагонов 81-717.2 и 81-714.2 для работы в Будапештском метрополитене. Через несколько лет, 27 октября 1983 года, в Будапешт был передан 300-й вагон советского производства. Окраска у них в большинстве случаев однообразна, почти все российские вагоны Будапешта покрашены бледно-голубой краской, и по центру проходит чёрная прямая полоса. Более тёмный окрас имеют лишь вагоны, поставленные в Венгрию в 1990-х годах. На ранние поезда из вагонов 81-717.2 ставилось всего по две фары, которые аналогичны тем, что в Мытищах ставили на вагоны Ев и Ечс.
Весной 1987 года на Мытищинский вагоностроительный завод приезжал главный инженер метрополитена Будапешта для уточнения технических условий[значимость факта?]. Был заключён договор о поставке в 1988 году 30 вагонов — 10 головных и 20 промежуточных.
В 1998 году на базе вагонов типа 81-717.5М/81-714.5М были собраны и поставлены в Будапешт два 5-вагонных состава модификации 81-717.2М/81-714.2М.
В апреле 2018 года последний поезд 81-717.2/714.2 был снят с эксплуатации, и отправлен на ОАО «Метровагонмаш» на модернизацию в тип 81-717.2К/714.2К.

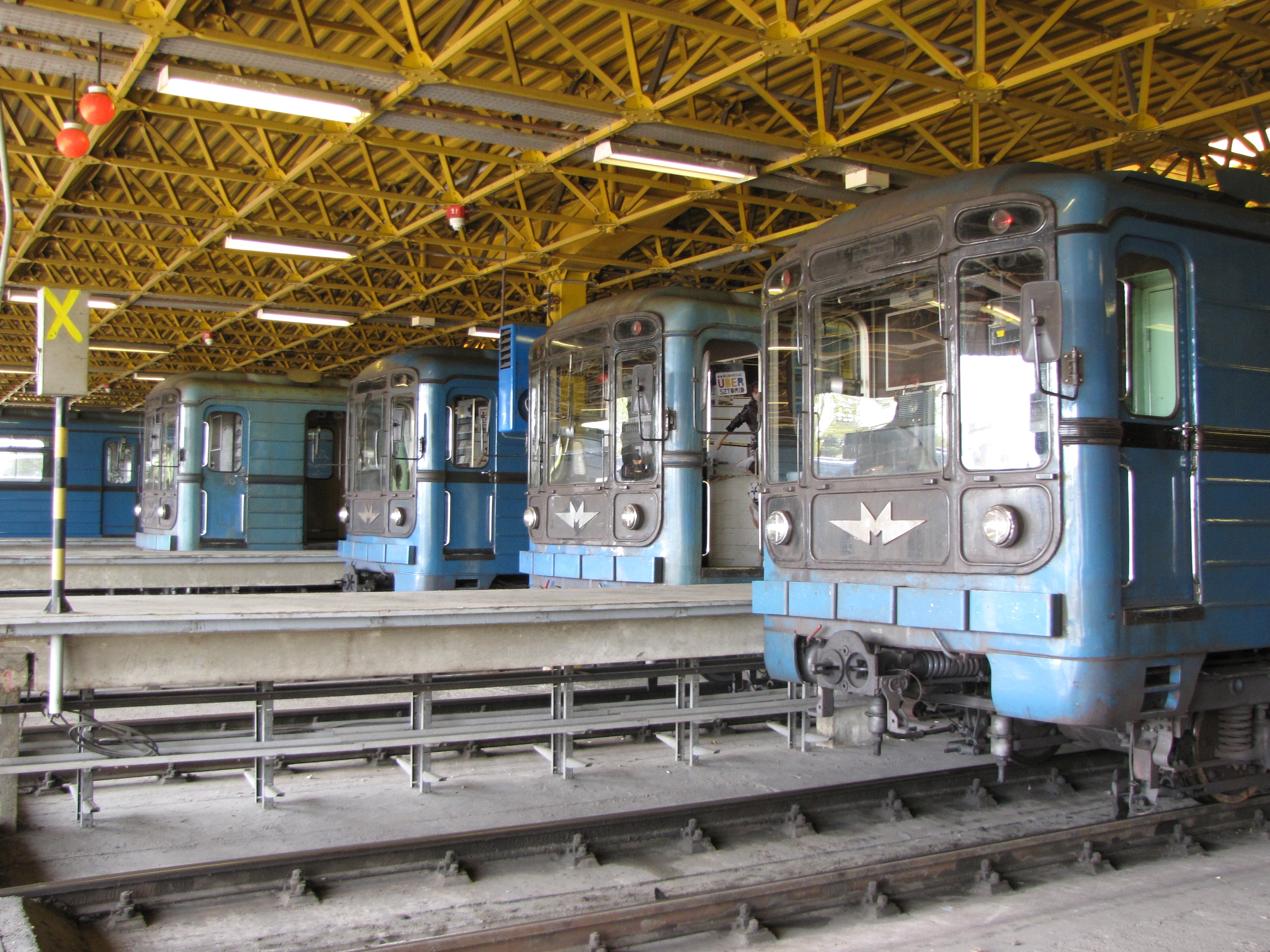
Поезда 81-717.2/714.2 в депо
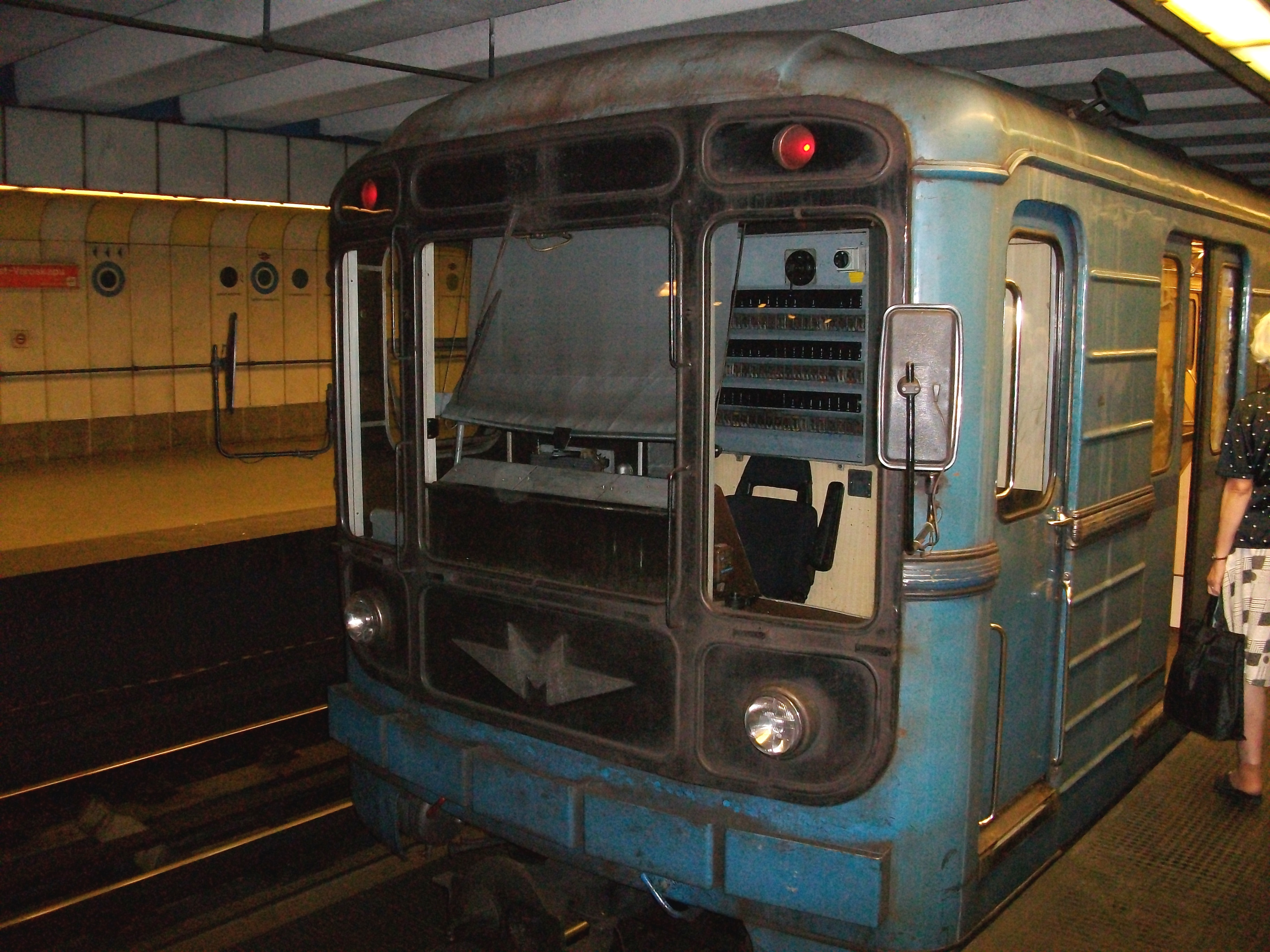
Кабина 81-717.2 крупным планом

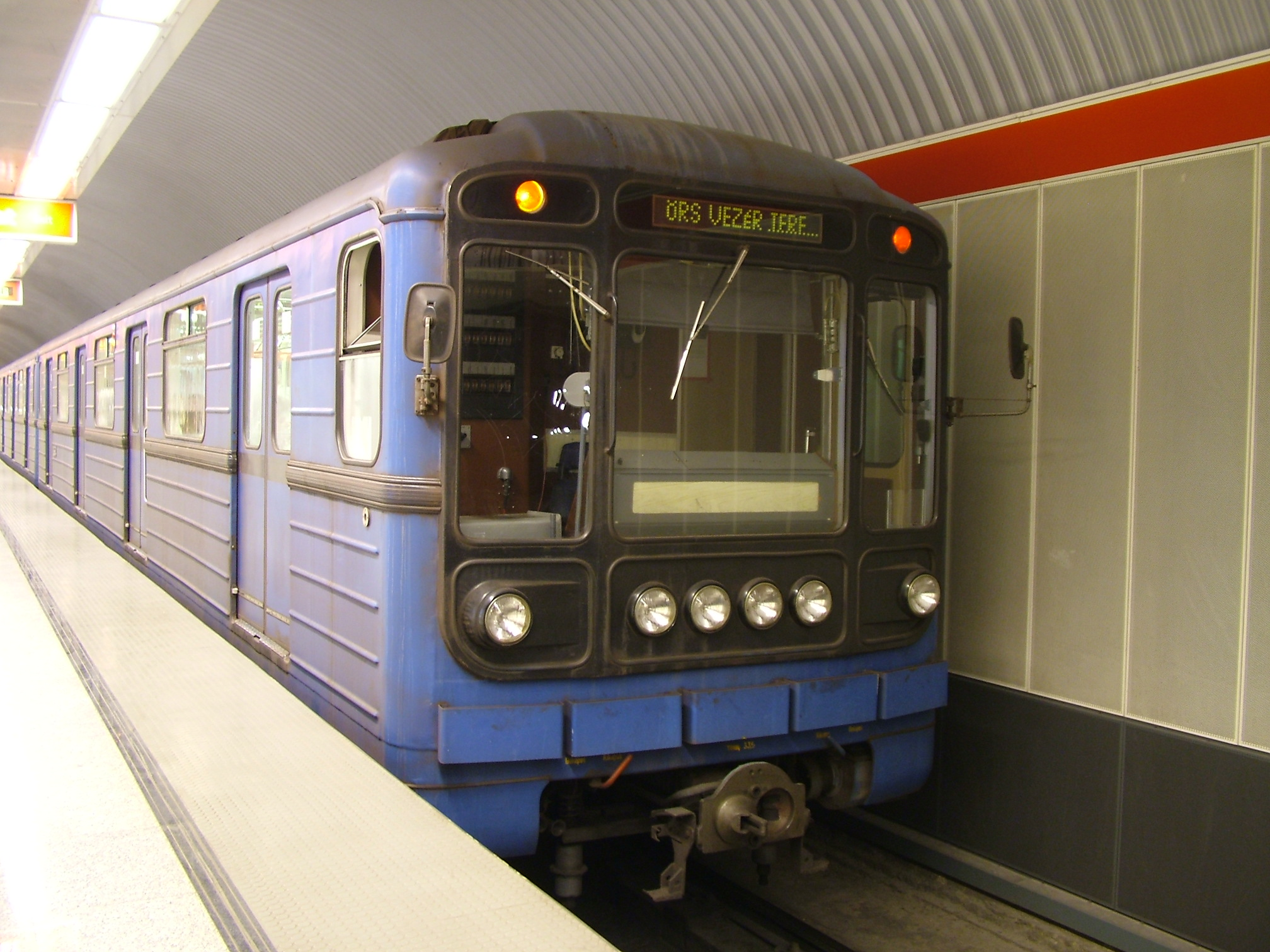
Поезда 81-717.2/714.2 и Ев на линии
- Поезд 81-717.2М/714.2М

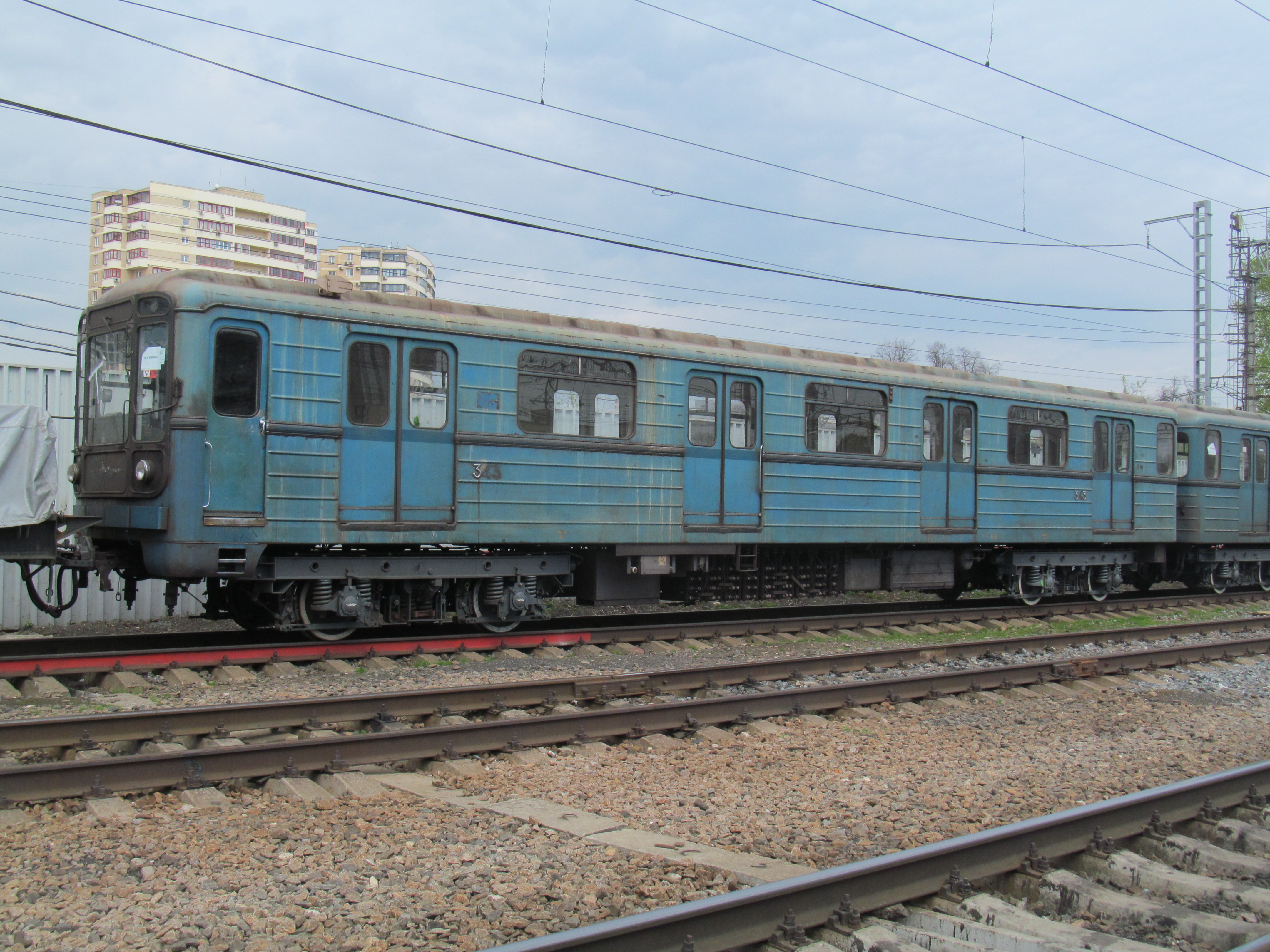
Метровагон типа 81-717.2 № 343 перед утилизацией
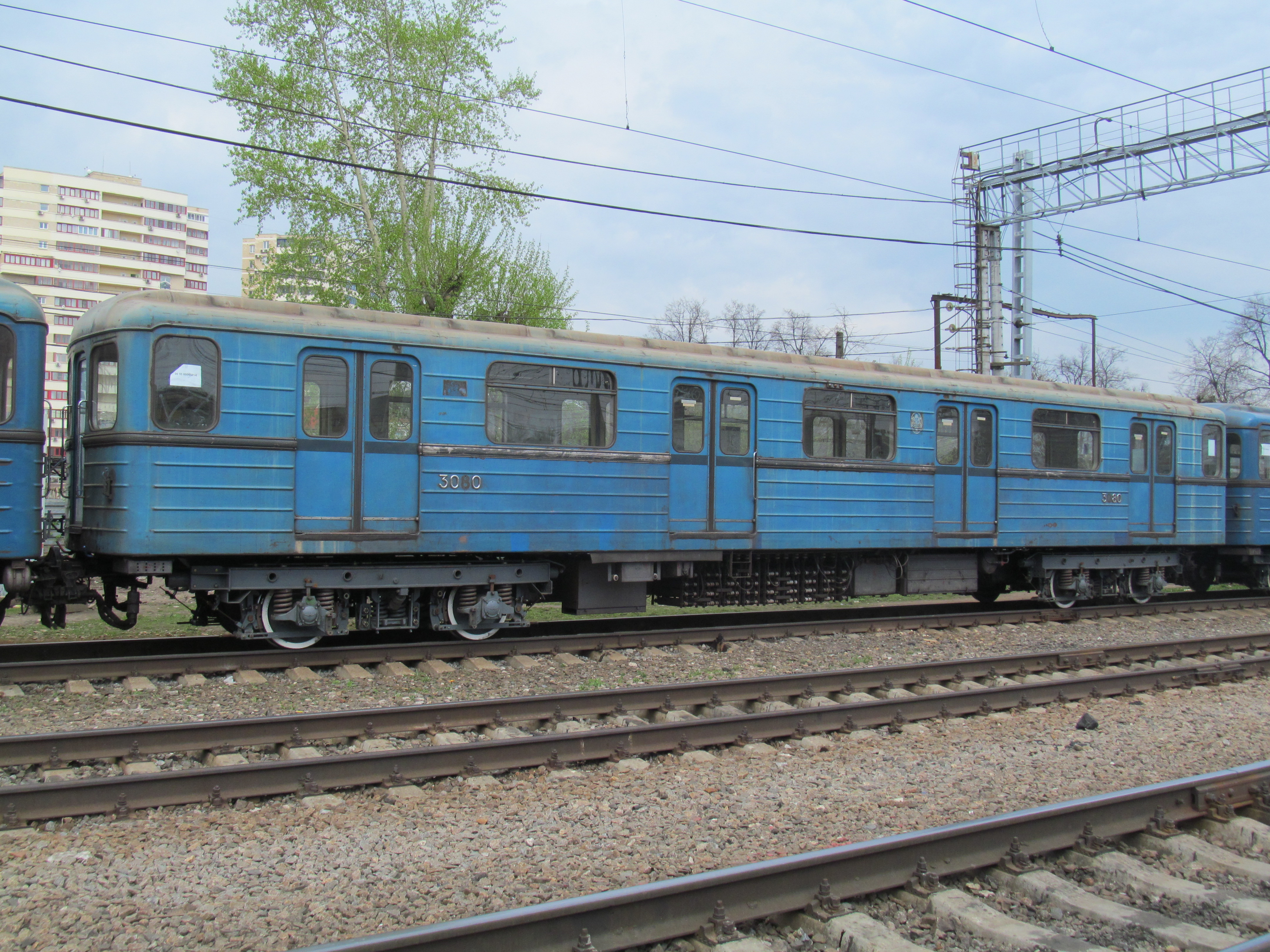
Метровагон типа 81-714.2 № 3080 перед утилизацией

##### 81-717.2К/714.2К
В августе 2015 года ОАО «Метровагонмаш» и венгерская компания BKV, управляющая столичным метрополитеном, заключили контракт на капитальный ремонт и модернизацию устаревшего подвижного состава Будапештского метрополитена, с продлением срока службы вагонов на 30 лет. Контракт был заключён после того, как 8 июля 2015 года ОАО «Метровагонмаш» было объявлено победителем тендера на эти работы. В этом тендере, объявленном в ноябре 2014 года, также участвовали компании из Франции (Alstom Transport SA), Испании (Construcciones y Auxiliar de Ferrocarriles S.A. (CAF)), Чехии (Škoda Transportation a.s.), Эстонии (Skinest Rail a.s.), а также по одной компании из Румынии и самой Венгрии.
В результате с 2016 года на ОАО «Метровагонмаш» для Будапештского метрополитена проводилась глубокая модернизация старых вагонов типа Ев3, 81-717.2/714.2 и 81-717.2М/714.2М в тип 81-717.2К/714.2К, основанный на модификации 81-717.6/714.6 для метрополитенов России с применением более современного оборудования и обновлением кузова. В ходе модернизации вагоны получают новую удлинённую лобовую часть, интерьер кабины и салонов, электрооборудование, включая асинхронный тяговый привод, современные системы управления и принудительную вентиляцию. При выпуске вагоны получили молочно-белую окраску с чёрной полосой на уровне окон.
Изначально за новыми вагонами сохранялась прежняя нумерация — 200-е номера для бывших вагонов Ев3 (как головных, так и промежуточных), 300-е для бывших 81-717.2 (головные) и 3000-е для 81-714.2 (промежуточные). Однако вскоре уже в Будапеште все модернизированные вагоны стали получать новую нумерацию: 81-717.2К — от № 600, 81-714.2К — от № 6000.
Основным отличием вагонов 81-717.2К и 81-714.2К от старой модификации стала установка новой стеклопластиковой маски с плавными обводами на лобовой части головных вагонов, аналогичных тем, которые устанавливаются на 81-717.6. В левой части кабины находится аварийная эвакуационная дверь со складной лестницей для возможности выхода пассажиров на пути через кабину машиниста при нештатных ситуациях. Под лобовым стеклом находятся две пары светодиодных фар, одна пара расположена в теле откидной аварийной двери.
Кабина машиниста оборудуется новым пультом, креслом и аппаратурой и по площади вдвое превышает кабину первоначальной модели. По сравнению с моделью 81-717.6/714.6 устанавливается новый пульт управления с цифровыми мониторами, по исполнению схожий с пультом управления вагонов 81-760/761, хотя и существенно отличающийся от последнего. Пульт разработан с учётом требований эргономики и имеет серый цвет. В зоне оперативного доступа расположены часто используемые органы управления, включая контроллер машиниста с четырьмя ходовыми, нейтральным и тремя тормозными положениями рукоятки, кнопки управления системами вагона, радиостанция, пневматический тормозной кран. В зоне обзора расположены многофункциональный дисплей цифрового информационного комплекса и монитор микропроцессорной системы управления, диагностики и безопасности движения поезда. Кабина оборудована системой кондиционирования, вентиляции и отопления.
В конце марта 2017 года состоялась торжественная церемония по случаю ввода в эксплуатацию первого состава 81-717.2К/714.2К в присутствии генерального директора ОАО «Метровагонмаш», мэра Будапешта и представителей BKV.
С 3 апреля 2018 года на линии M3 Будапештского метрополитена остались в эксплуатации только составы 81-717.2К/81-714.2К (то есть они полностью вытеснили на ней старые вагоны).
Всего, согласно контракту, ОАО «Метровагонмаш» обязалось обслужить таким образом 222 вагона (185 единиц модели 81-717.2/714.2, 10 единиц модели 81-717.2М/714.2М и 27 единиц модели Ев3). Иначе говоря, 37 составов до конца мая 2018 года. В соответствии с графиком, последний состав 81-717.2К/714.2К был введён в эксплуатацию в июне 2018 года.
Впоследствии в местной прессе возник скандал, поскольку выяснилось, что пришедшие вагоны абсолютно новые, а не старые, прошедшие ремонт — по условиям фактического технического состояния модель, признанная не подлежащей модернизации, была утилизирована на ОАО «Метровагонмаш» для их замены, а по тому же проекту модернизации были изготовлены новые.
Несмотря на введение Евросоюзом и США беспрецедентных по количеству санкций против России в связи с её вторжением на Украину за всю историю — 6 тысяч, Евросоюз, в рамках их 11-го пакета, введённого в сентябре 2023 года, сделал исключение для «Метровагонмаша» с целью возможности дальнейшего обслуживания заводом данных вагонов. Вместе с этим компания «Трансмашхолдинг», в состав которой входит «Метровагонмаш», намерена оспаривать уже введённые ограничения.
| Общий вид вагонов | Интерьер вагонов | Поезда на линии |

#### 81-717.3/714.3
Открытие первой линии метро в Варшаве было запланировано на 1990 год, однако впоследствии сроки открытия были перенесены на апрель 1995 года. Поэтому Варшавский метрополитен получил свои первые вагоны метро задолго до официального пуска первого поезда. В 1989—1990 годах в столицу Польши поступило 10 вагонов 81-717.3/714.3 производства Мытищинского машиностроительного завода. Это были четыре головных вагона модели 81-717.3 (№ 001—004) и шесть промежуточных типа 81-714.3 (№ 400—405), являвшихся аналогами вагонов 81-717.5/714.5.
В 1994 году, когда дата открытия первой очереди Варшавского метро была определена окончательно, петербургское АО «Вагонмаш» поставило туда 24 головных вагона серии 81-572 (№ 005—028) и 8 промежуточных модели 81-573 (№ 406—413) (аналоги 81-717.5М/714.5М).
Следующая поставка российских вагонов в Варшаву была осуществлена в 1997 году. Это были головные и промежуточные вагоны АО «Вагонмаш» соответственно с индексами 81-572.1 (№ 029—030) и 81-573.1 (№ 414—429).
С 1997 года по 2007 год вместо российских поездов Варшавский метрополитен приобретал составы серии «Metropolis» производства Alstom, собиравшихся на территории Польши в городе Хожуве.
В 2006 году, в связи с переходом Варшавского метрополитена на эксплуатацию 6-вагонных поездов, были заказаны две партии дополнительных промежуточных вагонов на ОАО «Метровагонмаш»: 81-714.3. Первая партия из 14 вагонов 81-714.3 прибыла в Варшаву к концу I квартала 2007 года. Вторая партия из 16 вагонов 81-714.3 прибыла в IV квартале 2007 года.
В 2007 году на заводе ЗАО «Вагонмаш» были заказаны пять, а в 2009 году — два шестивагонных состава модели 81-572.2/573.2 (на базе 81-540.2/541.2). Основное отличие от стандартных вагонов 81-717/714 и модификаций у данного типа вагонов заключается в наличии принудительной вентиляции пассажирского салона, а также в более комфортных пассажирских сиденьях.

30 ноября 2023 года этот тип вагонов в Варшаве был отставлен от работы и передан Киевскому метрополитену, где используется в качестве доноров запчастей и для эксплуатации с пассажирами.

#### 81-717.4/714.4
Первая очередь метрополитена столицы Болгарии — Софии, строилась около 20 лет. Так же, как и в случае с Варшавой, электровагоны типов 81-717.4/714.4, предназначенные для Софийского метрополитена, были изготовлены на Мытищинском машиностроительном заводе задолго до открытия «подземки», а именно в 1989 и 1990 годах. Всего для Софии на ММЗ было выпущено 24 головных и 24 промежуточных вагона с бортовыми номерами 1001—1024 и 5001—5024 соответственно. Работать на линии они начали только в январе 1998 года.
После отстранения вагонов этой серии от эксплуатации в ноябре 2023 года в Варшаве София и Будапешт остаются последними городами Евросоюза и стран Восточной Европы, где она продолжает использоваться.

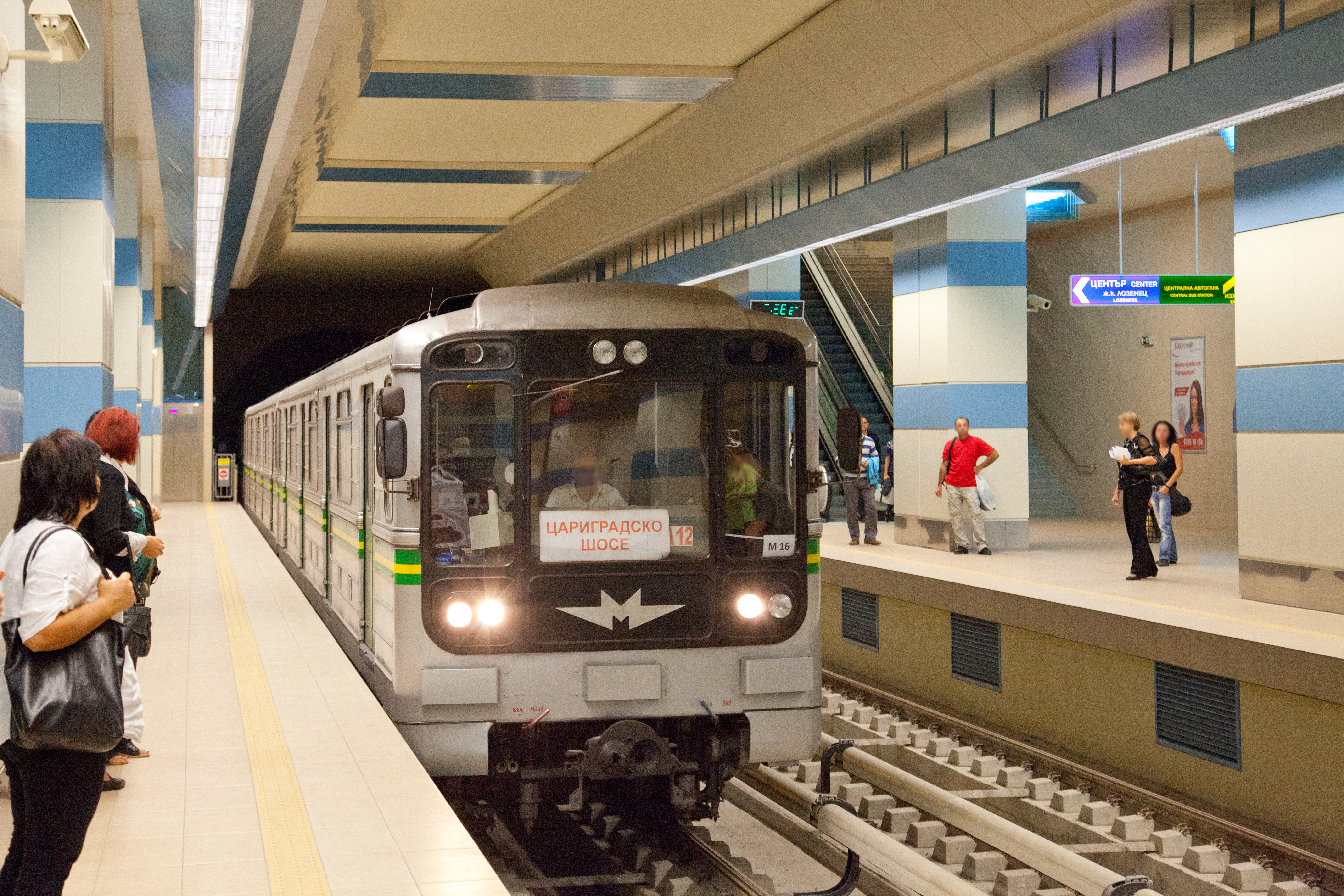
Поезд 81-717.4/714.4 в сером окрасе
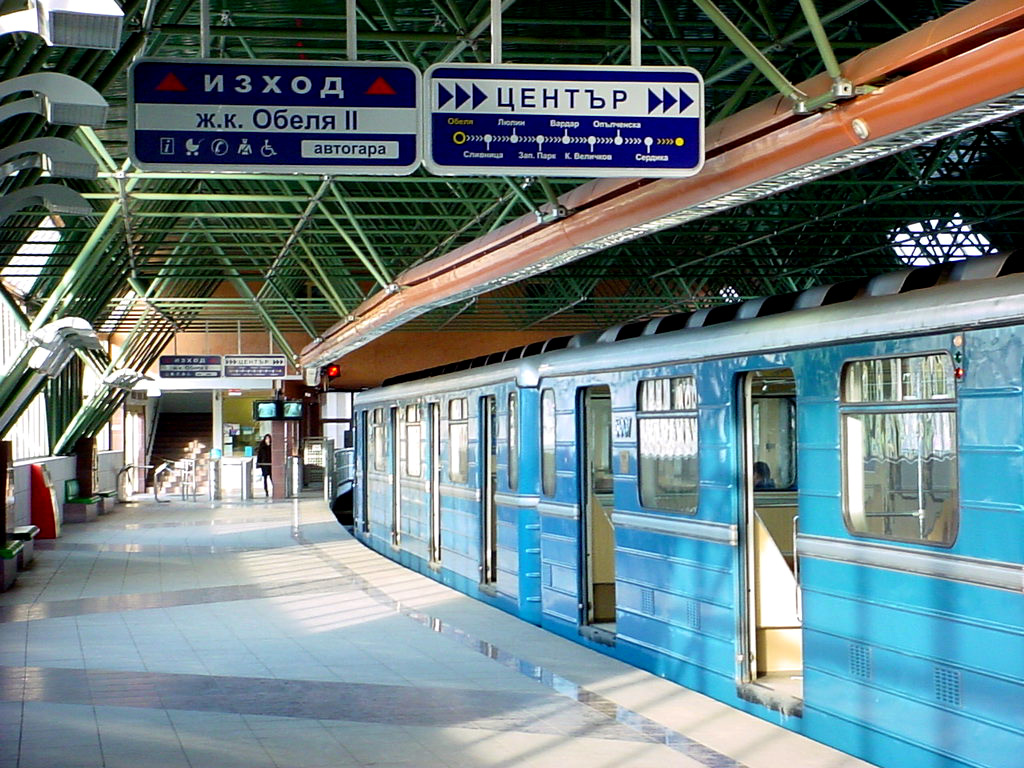
Бок поезда 81-717.4/714.4 в голубом окрасе
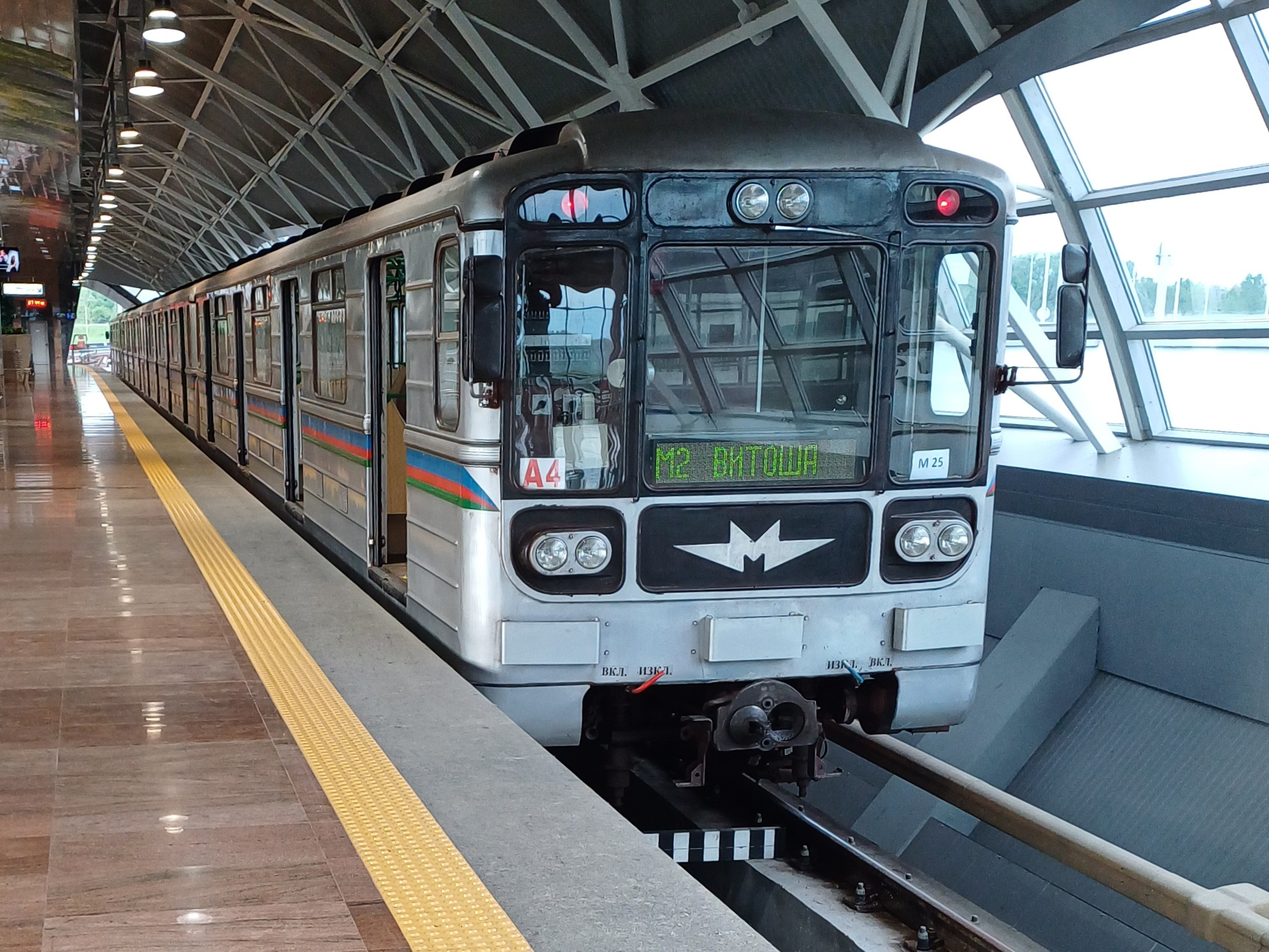
Поезд метро А4 типа 81-717.4/714.4 на станции Аэропорт София

##### 81-717.4/714.4 (обновление)
В декабре 2018 года подписан контракт с «Метровагонмашем» на проведение работ по капитальному ремонту и модернизации восьми вагонов метро 81-717.4/714.4 (для двух четырёхвагонных поездов); при этом контракт предусматривает опцион на модернизацию ещё 40 вагонов того же типа в ближайшие годы. В феврале 2020 года все восемь вагонов отправлены в Софийский метрополитен. В марте того же года, используя вышеупомянутый опцион с учётом положительных результатов эксплуатации первых доработанных вагонов, было подписано дополнительное соглашение на переоборудование ещё 40 вагонов. Работы по дополнительному соглашению должны пройти в три этапа: в рамках первого и второго — модернизация трёх четырёхвагонных составов (24 вагона), в рамках третьего — четыре четырёхвагонных состава (16 вагонов). Длительность каждого этапа определена в 12 месяцев.
Модернизированные вагоны для Софии унифицированы по конструкции с вагонами 81-717.2К/714.2К для Будапештского метрополитена: так, заменены кабина машиниста и крыша на аналогичные с вагонами моделей 81-717.6/714.6, а внутренняя отделка и оборудование заменены на новые; установлены новые асинхронные тяговые двигатели и преобразователи. Такая доработка позволяет продлить срок службы вагонов на 15 лет, а также сократить расходы на эксплуатационное обслуживание и техническую поддержку вагонов. Вагоны снабжены новыми межвагонными сцепными устройствами (автосцепкой); при этом имеется возможность их механической и пневматической сцепки с вагонами 81-717.4/714.4 (не прошедшими доработку) и имеющимися там же модификациями вагонов серии 81-740/741. Вагоны оснащены противоскользящей и противозаносной защитой колёсных пар. Вместо имеющихся на обычных вагонах материалов отделки салонов применены негорючие, соответствующие современным требованиям к безопасности. Вагоны оснащены датчиками дыма и температуры, информационными LED-дисплеями. В салоне головных вагонов оборудованы специальные места для инвалидных и детских колясок. В новой кабине машиниста установлен новый пульт управления, аналогичный таковому у вагонов 81-717.2К/714.2К. В салоне и кабине машиниста установлены травмобезопасные стёкла. При выпуске с завода вагоны получают окраску молочно-белого цвета с зелёной или малиновой полосой на уровне окон, подобную окраске вагонов для Будапешта, при этом появилась цветная окантовка у фар.
В отличие от будапештских вагонов, несмотря на их конструкционную схожесть (асинхронный тяговый привод) и особо ничем не отличающийся внешний вид, новые софийские поезда не имеют литеры «К» в обозначении. Оно осталось прежним — 81-717.4/714.4.
После ввода Евросоюзом санкций против России в связи с её вторжением на Украину Софийский метрополитен отказался от дальнейших закупок подвижного состава у российского завода «Метровагонмаш».

### Модификации для городов бывшегоСССР

#### 81-717.5/714.5
В 1987 году в целях дальнейшего повышения надёжности моторвагонного подвижного состава на Московском метрополитене проводились эксплуатационные испытания вагонов, оборудованных блоками питания собственных нужд (БПСН) с частотой напряжения 150 Гц, электроконтактными коробками междувагонного соединения, выполненными на базе штепсельных разъёмов 7Р-52. Такие усовершенствования дали хороший эффект, и начиная с № 0154 и заканчивая на № 0345 все вагоны 81-717 Мытищинского завода начали выпускаться с этой комплектацией, получив, как и опытный вагон № 0129, обозначение 81-717.5. Соответственно, модифицированные вагоны 81-714 получили обозначение 81-714.5. На вагонах 81-717.5 и 81-714.5 устанавливались тележки повышенной надёжности, пожаробезопасное электрооборудование, внедрена система сигнализации и пожаротушения.
В 1993 году выпуск данных вагонов на «Метровагонмаше» прекратился в связи с переходом на модель 81-717.5М/714.5М. В Петербурге на ЗАО «Вагонмаш» выпуск этих вагонов после этого продолжился, на их базе в 1997 году были созданы вагоны типа 81-540/541, после создания которых поставки вагонов 81-717.5/714.5 в Санкт-Петербург прекратились. Вплоть до 2007 года «Вагонмаш» изготавливал эти вагоны для других городов, после чего стал поставлять в другие города модификации 81-540/541.

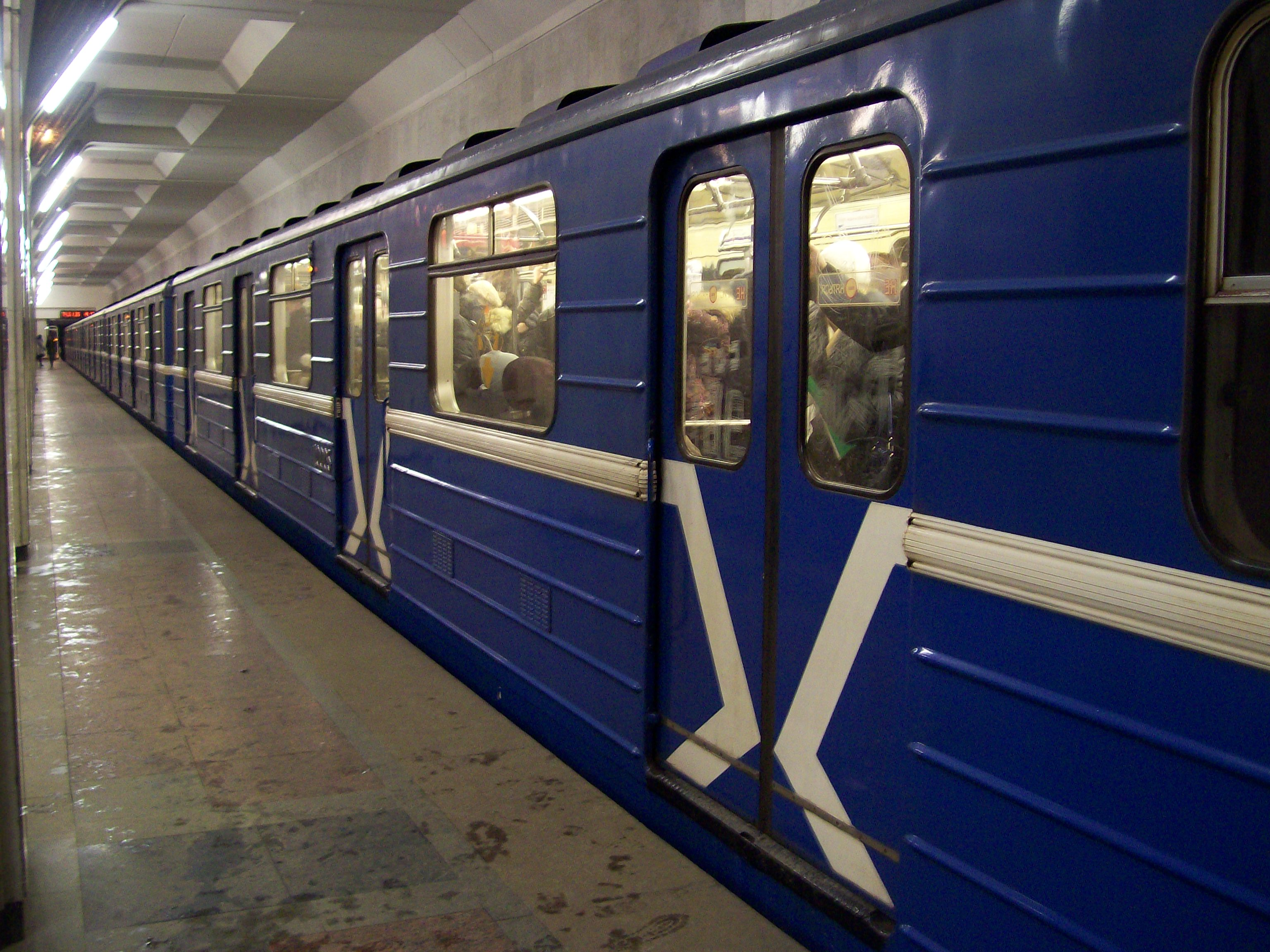
Прибытие поезда из вагонов 81-717.5/714.5 на станцию «Шаболовская» (Москва)
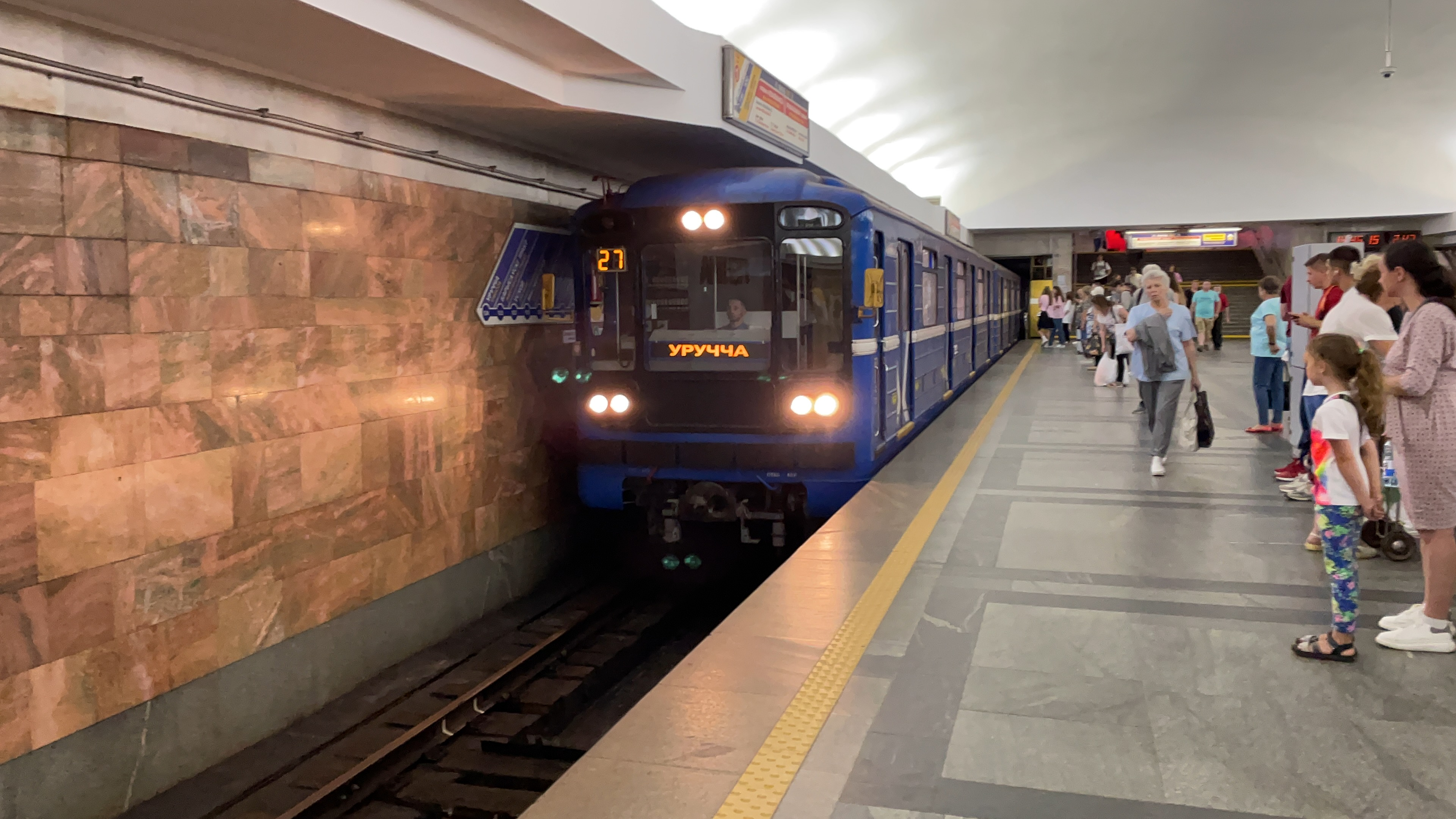
81-717.5/714.5 сбоку на станции «Площадь Победы» (Минск)
- 81-717.5/714.5 на станции «Площадь Ленина» (Минск)
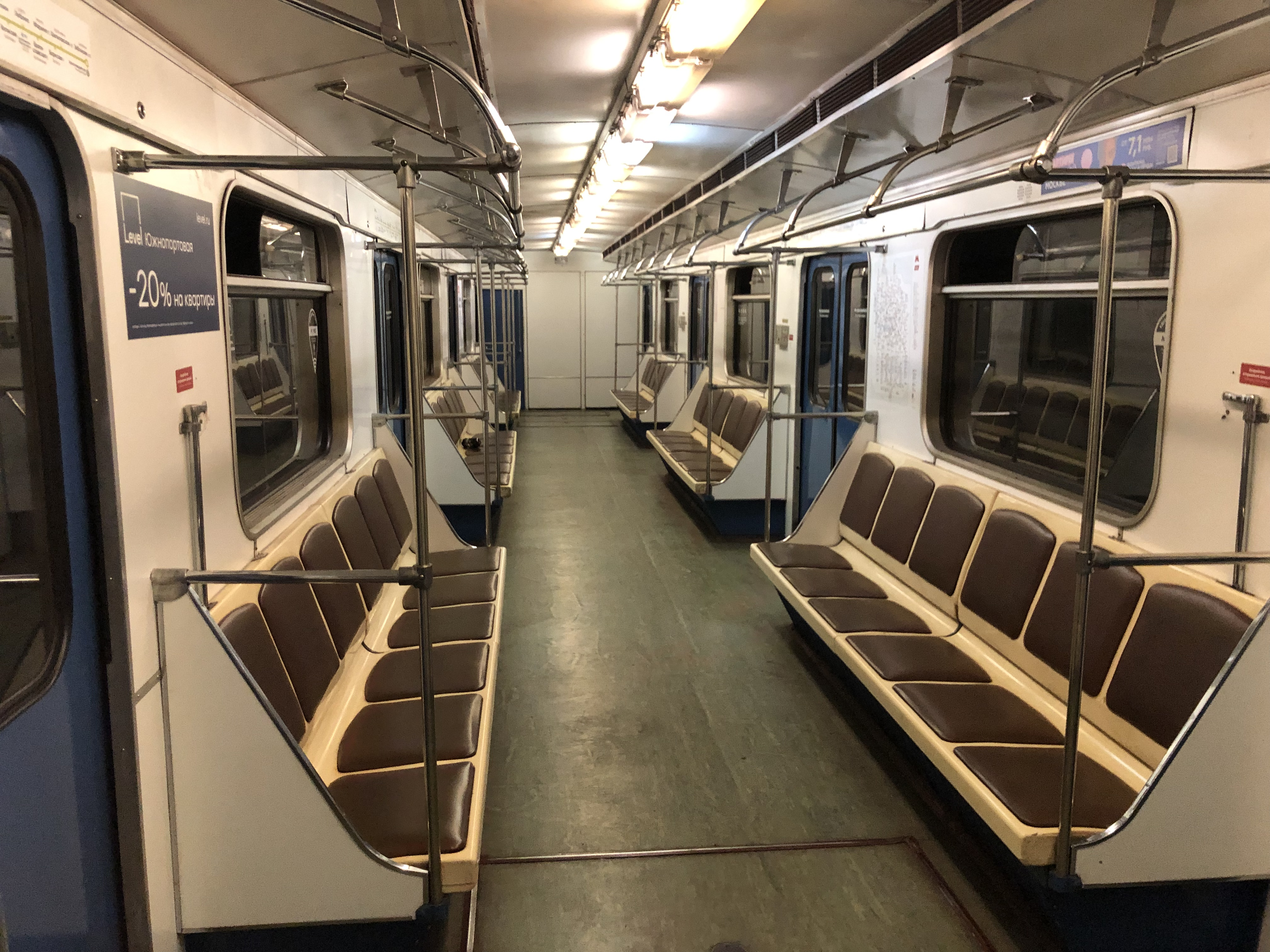
Вид изнутри

#### 81-717.5М/714.5М, 81-717.5Б/714.5Б, 81-717.5П/81-714.5П, 81-717.5Н/714.5Н и 81-717.5К/81-714.5К
В 1993 году Мытищинский машиностроительный завод перешёл на выпуск метровагонов типов 81-717.5 и 81-714.5, подвергшихся очередной модернизации. Для различия модернизированных вагонов от вагонов более раннего выпуска были введены новые обозначения модификаций вагонов. Головные вагоны метро, выпускаемые с 1993 года, получили заводские обозначения 81-717.5М, промежуточные вагоны — 81-714.5М. Активные поставки вагонов в Москву начались в 1993 году — они заменяли более старый подвижной состав, а также закупались для пуска новых линий. В 1997—2010 годах вагоны 81-717.5М/714.5М активно поставлялись, главным образом в ТЧ-1 (для замены вагонов типа Е, Еж, Еж1, Ем-508, Ем-509) и ТЧ-15 (для новых линий и в дополнение). Последние вагоны были переданы Москве в 2010 году, после чего Москва полностью перешла на закупку более современного подвижного состава. Вагоны пользовались большим спросом и в других метрополитенах — так, они поставлялись в Минск, Киев, и, периодически, в другие города в России и за рубеж. В 2002—2011 году ОАО «Метровагонмаш» поставило в Баку вагоны специальной комплектации, получившие обозначения 81-717.5Б и 81-714.5Б соответственно.
Метровагоны моделей 81-717.5М и 81-714.5М являются моторными, все оси вагонов ведущие. Вагоны рассчитаны на работу по системе многих единиц и могут эксплуатироваться в составе поезда с максимальным числом вагонов до восьми. Головные вагоны 81-717.5М при челночной эксплуатации подвижного состава устанавливаются по концам поезда. Кузова вагонов изготовлены из малоуглеродистой стали и имеют цельносварную несущую конструкцию. Наружная обшивка кузовов для обеспечения повышенной жёсткости выполнена из гофрированных стальных листов, кузова имеют повышенную тепло- и шумоизоляцию. Вагоны типов 81-717.5М/714.5М оборудованы двумя системами вентиляции — естественной приточно-вытяжной и принудительной механической.
Вагоны снабжены тяговым электроприводом постоянного тока с системой плавного регулирования поля (возбуждения двигателей), рассчитанного на работу в тяговом режиме и в режиме электродинамического резисторного торможения со скорости 90 км/ч до 8 км/ч. В каждом вагоне установлены четыре тяговых электродвигателя ДК-117ДМ с самовентиляцией, по два на тележку, мощностью по 114 кВт каждый.
Тележки вагонов 81-717.5М и 81-714.5М двухосные, с опорно-рамным подвешиванием тяговых электродвигателей и осевой подвеской редукторов. Рама тележки Н-образной формы цельносварная, с двухступенчатым рессорным подвешиванием. В первичном подвешивании использованы комплекты спиральных цилиндрических пружин. Вторичное подвешивание — люлечного типа, также с использованием спиральных цилиндрических пружин. В систему вторичного подвешивания встроены гидравлические амортизаторы гашения вертикальных и горизонтальных колебаний, двух токоприёмников, деталей механического тормоза. Масса тележки с двигателями — 7500 кг.

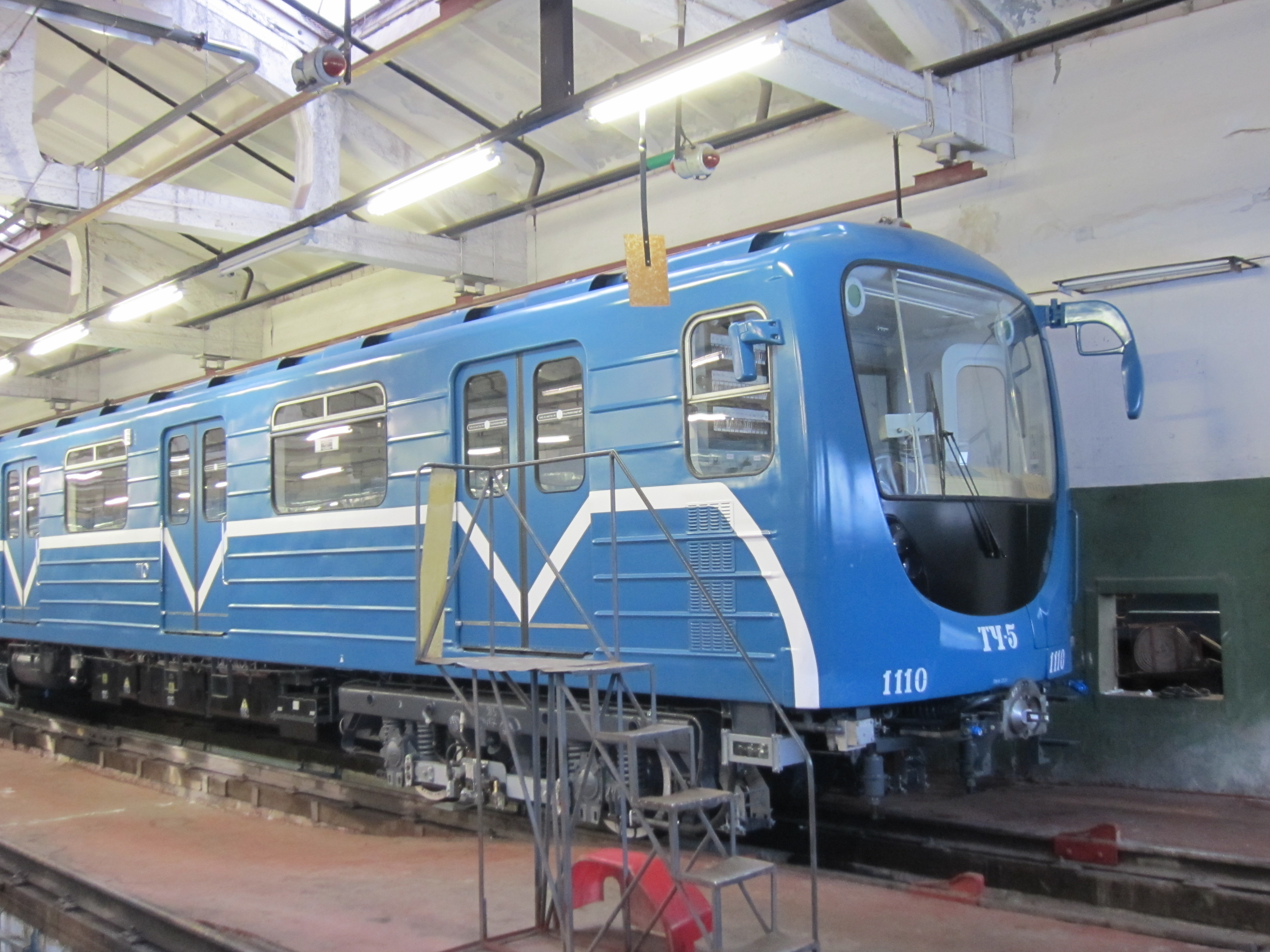
81-717.5П

Внешне составы из электровагонов типов 81-717.5М/714.5М отличаются от своих предшественников наличием четырёх световых фар под лобовым стеклом головного вагона, однако с 2001 года более старые вагоны типов 81-717 и 81-717.5 при модернизации стали получать аналогичный вид. С 2003 года в пассажирские салоны вагонов типов 81-717.5М/714.5М устанавливаются антивандальные пластиковые сиденья с мягкими вставками. Также они стали дополняться видеокамерами. С 2007 года салон освещается лампой типа световая линия. С 2008 года — новый пластик. С 2009 года — усовершенствованные тележки. С 2010 года — привод латвийского производства (в связи с закрытием завода «Динамо»), на вагонах 81-717.5М фары вместо рыже-жёлтых светло-сиренево-синие. Номера вагонов 81-717.5М 0346—0400, 2500—2872… 81-714.5М 0919—1998, 3001—3034…. С конца 2011 по лето 2014 года на ОЭВРЗ производились вагоны 81-717.5П/714.5П для Санкт-Петербурга с обновлённой кабиной машиниста, использующие кузова «Метровагонмаш», которые фактически являются полным аналогом вагонов 81-540.2/541.2 производства ЗАО «Вагонмаш». Ранее, в 2006—2007 «Метровагонмаш» также изготавливал промежуточные вагоны 81-714.5П для Санкт-Петербурга по спецзаказу, также аналогичные 81-541.2, однако, в силу небольшой величины заказа обладавшие рядом особенностей, свойственных только мытищинским вагонам.

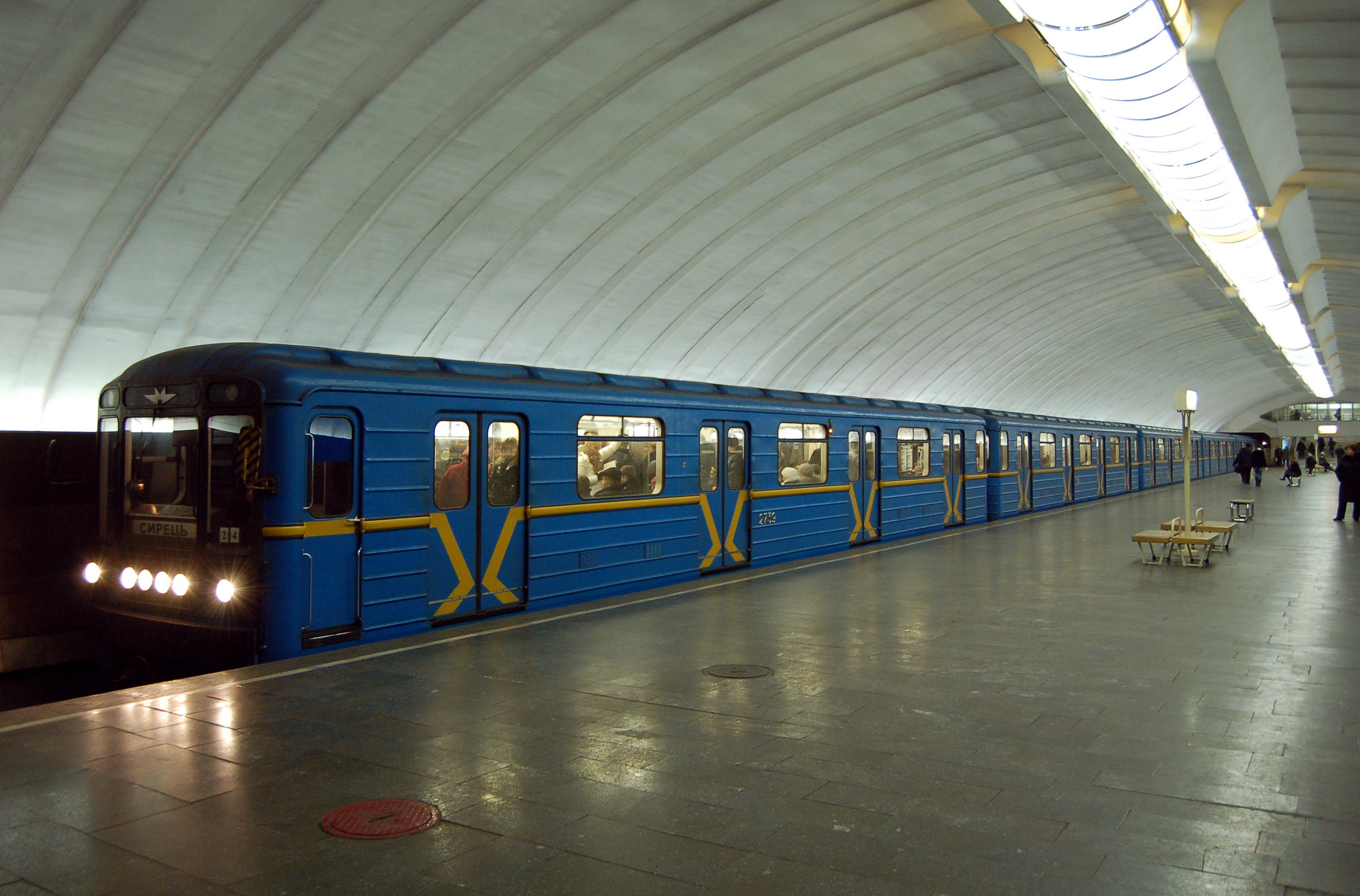
81-717.5М/714.5М в Киевском метрополитене

Последние вагоны 81-717.5М/714.5М были произведены в 2014 году и поставлены в Минск.
Составы из вагонов 81-717.5М/714.5М эксплуатируются на Сокольнической, Замосковорецкой и Люблинско-Дмитровской линиях Московского метро, а также в Киевском, Бакинском, Минском — на Московской и Автозаводской линиях, Новосибирском — на Ленинской и Дзержинской и в Днепровском — на единственной в нём Центрально-Заводской линии. Вагоны 81-717.5П/714.5П эксплуатируются в Санкт-Петербурге, 81-717.5Б/714.5Б — в Бакинском метро. В 2010-х годах в Новосибирском метрополитене была освоена модернизация составов, получившая серийное обозначение 81-717.5Н/714.5Н.
Данные типы вагонов до сих пор остаются наиболее популярными не только в России, но и в Беларуси, на Украине и Азербайджане.

#### 81-717.6К/714.6К, 81-717.6/714.6
В 2005 году был предложен проект, а c 2006 начались работы по капитальной модернизации существующих «номерных» до модификации, получившей название 81-717.6К/714.6К. В ходе модернизации на поезда устанавливалась новая просторная полуобтекаемая стеклопластиковая кабина машиниста с аварийной дверью в лобовой части и новым пультом управления, похожая на кабины метропоездов «Ока» и «Ладога»; приточно-вытяжная вентиляция салона заменялась на принудительную, а также устанавливался новый комплект электрооборудования и тележки обновлённой конструкции. В пассажирском салоне была применена новая облицовка стен и сидений, а также новые светильники и круглые вентиляторы в потолочной зоне, в кабине машиниста устанавливался кондиционер.
В конце 2007 года по данному проекту был произведён капитальный ремонт и модернизация восьмивагонного состава типа 81-717.5/714.5. Первые три вагона поступили в декабре 2007 года в электродепо «Сокол» Московского метрополитена для проведения испытаний, а в январе 2008 состав был дополнен ещё пятью вагонами до восьмивагонной составности. Спустя год комиссия утвердила результаты испытаний, и в 2009 году был произведён первый абсолютно новый серийный восьмивагонный состав, получивший обозначение типа 81-717.6/714.6 (без литеры «К» в обозначении), планировалась также модернизация старых вагонов до уровня 81-717.6К/714.6К.
Осенью 2009 года пробный модернизированный состав 81-717.6К/714.6К был отправлен в электродепо «Новогиреево» и эксплуатировался на Калининской линии до августа 2012 года, после чего был отстранён от эксплуатации с пассажирами. 29 декабря 2009 года на ту же линию вышел первый поезд типа 81-717.6/714.6. Первоначально планировалось наладить серийное производство этих вагонов, но в ходе эксплуатации составов выявлены многочисленные проблемы, из-за которых они часто отсутствовали на линии, поэтому было решено укомплектовать Калининскую линию вагонами 81-760/761 «Ока».
В 2011 году в связи с продлением Люблинско-Дмитровской линии Московский метрополитен заказал ещё 10 новых восьмивагонных составов данного типа. Начиная со второго состава вагоны оборудованы электроприводом дверей. Впоследствии Московский метрополитен полностью отказался от закупок вагонов 81-717.6/714.6 и перешёл на закупку вагонов 81-760/761. Весной 2011 года выпущенный ранее первый состав 81-717.6/714.6 был передан в депо ТЧ-15 «Печатники» для обучения машинистов, а с лета снова начал эксплуатироваться с пассажирами. В настоящее время Люблинско-Дмитровскую линию обслуживают 10 серийных составов (1 состав был расформирован из-за неисправных вагонов), а опытный .6К находится на консервации в электродепо ТЧ-16 «Митино».
В 2012 году три четырёхвагонных состава 81-717.6/714.6 были закуплены для Нижегородского метрополитена к открытию станции «Горьковская». В октябре 2013 года в ТЧ-1 «Пролетарское» поступили ещё три пятивагонных состава 81-717.6/714.6. Ещё 23 вагона 81-717.6/714.6 для Нижнего Новгорода были изготовлены в 2014 году и дособраны на ОЭВРЗ в 2017 году, после чего были сформированы в три пятивагонных и два четырёхвагонных состава, которые поступили в метрополитен в конце 2017 — начале 2018 года.
В 2013 году вагоны 81-717.6/714.6 планировалось поставить в Ташкентский метрополитен, однако вместо них были закуплены составы типа «Москва». В 2019 году два четырёхвагонных состава 81-717.6/714.6 были закуплены для Екатеринбургского метрополитена. В марте 2020 года осуществлена поставка одного состава 81-717.6/714.6 в Самарский метрополитен.
Некоторые технические решения (например, маска кабины), применённые на вагонах этого типа, были в дальнейшем применены при модернизации вагонов Будапештского метрополитена типов Ев3, 81-717.2/714.2 и 81-717.2М/714.2М в 81-717.2К/714.2К, а также Софийского — 81-717.4/714.4.

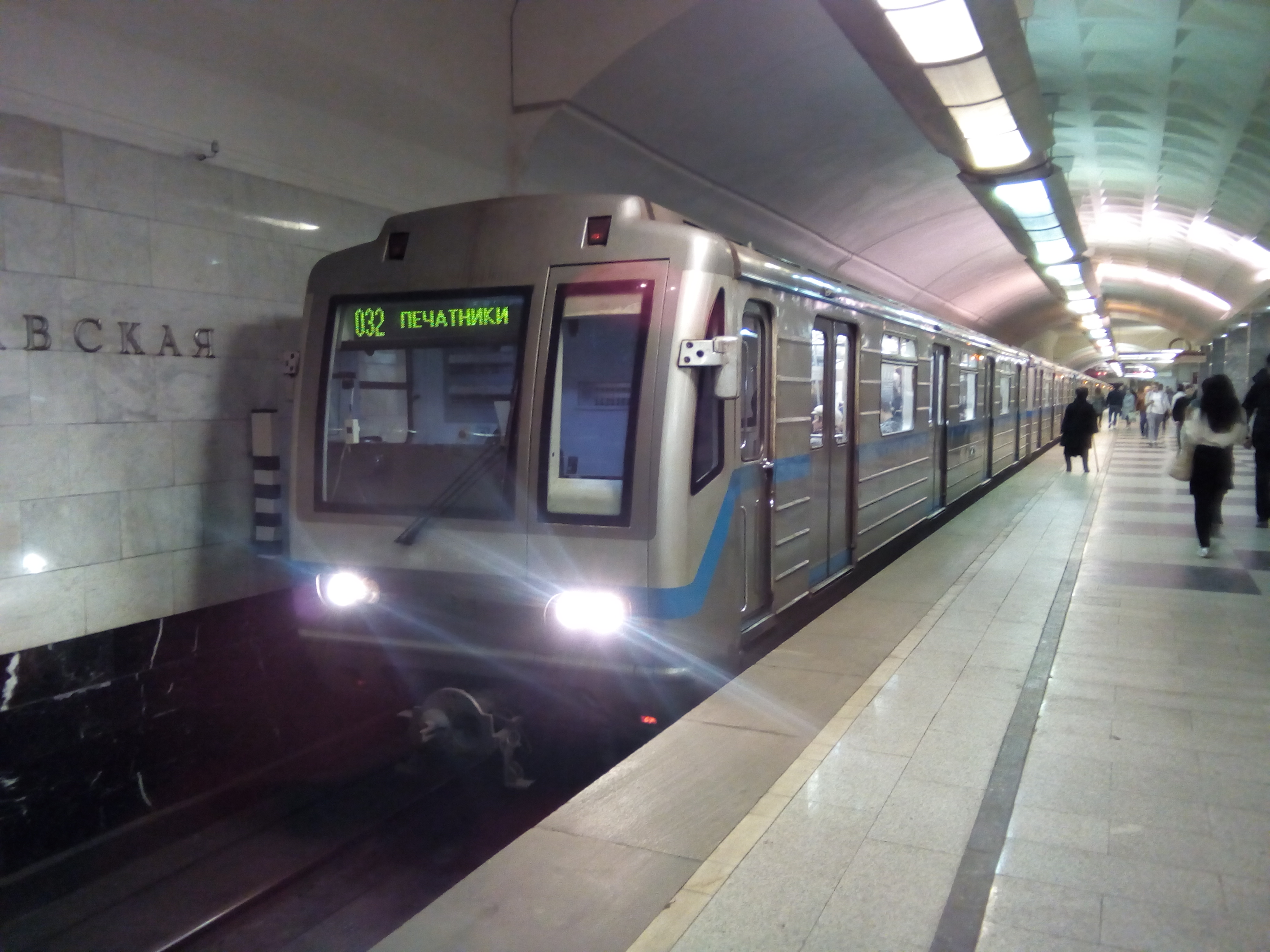
81-717.6/714.6 на станции «Братиславская» (Москва)
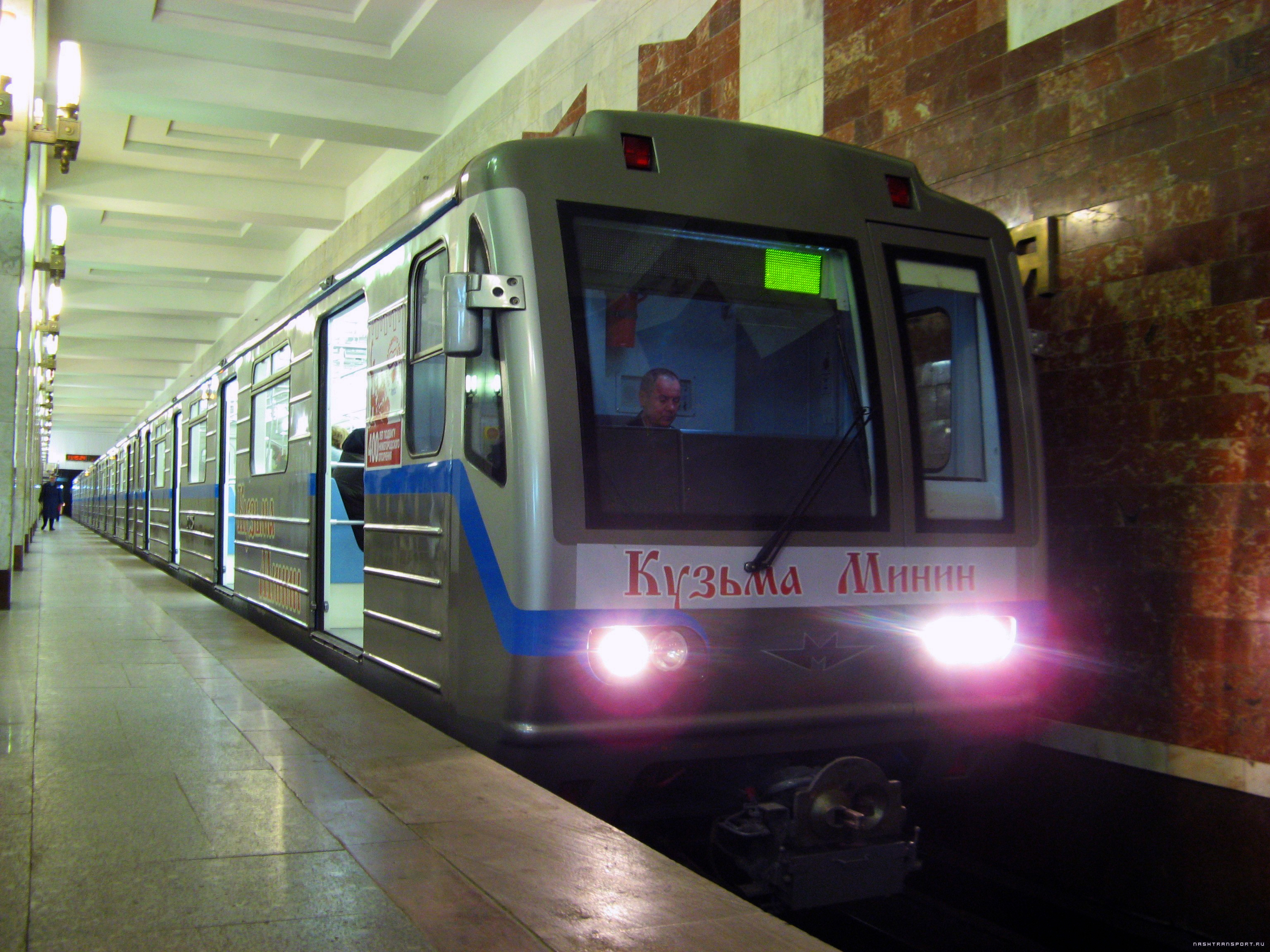
81-717.6/714.6 «Кузьма Минин» на станции «Московская» (Нижний Новгород)

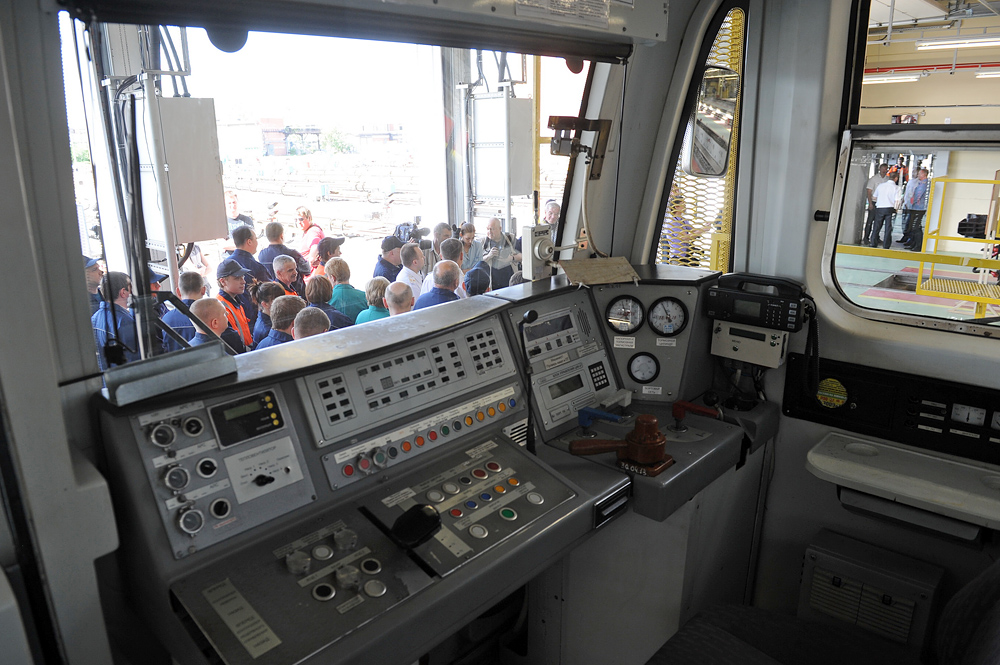
Кабина машиниста
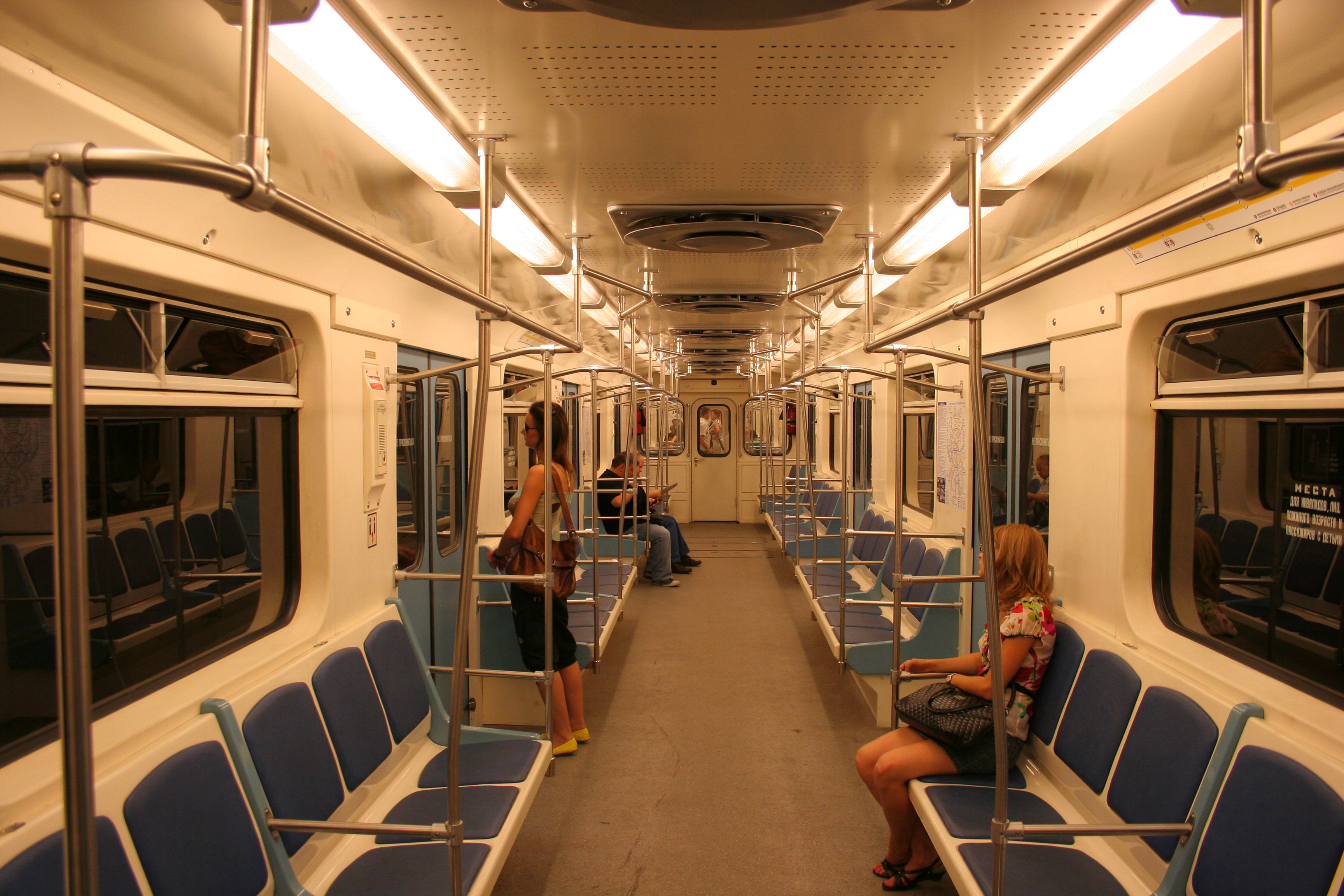
Пассажирский салон

#### 81-717.5А/714.5А (Ретро-поезд «Сокольники»)
Построен в 2010 году к 75-летию Московского метрополитена и стилизован под первый поезд, который состоял из вагонов типа А. Запущен 15 мая 2010 года на Сокольнической линии, также участвует в параде поездов на Кольцевой линии с 15 мая 2015 года. Изготовлен на основе модели 81-717.5М/714.5М и предназначен для регулярной пассажирской эксплуатации. Отличается от базовой модели дизайном экстерьера и интерьера, стилизованным под вагоны 1930-х годов. Во внешнем дизайне использована стилизованная под вагоны типа А лобовая часть головных вагонов, имеющая схожие с оригинальными для них указатель маршрута, воздушный сигнал, передний бампер, деревянные поручни с двумя большими хромированными фарами круглой формы (но без торцевой двери, в отличие от оригинала); на заводе корпуса вагонов окрашены в цветах вагона «А» образца 1935 года. Внутренняя отделка вагонов выполнена из трудногорючего пластика, имитирующего линкруст — материал, применявшийся в салонах вагонов старых серий; цветовое решение пассажирского салона аналогично вагонам типа А. Алюминиевые элементы декорированы под древесину, при этом изначально в вагонах ретро-поезда были установлены деревянные наличники окон (из бука). Кроме того, салон оборудован диванами с пружинными подушками и покрытием из искусственной кожи (аналогичны диванам 1935 года), поручнями в стиле 1935 года, потолочными и настенными светильниками бра, также характерными для первых вагонов типа А. В конце 2016 года заводские таблички в вагонах были заменены на классические — с буквой М (причём как головные, так и промежуточные вагоны получили таблички 81-714.5М), однако затем их заменили на соответствующие официальному заводскому обозначению модели — 81-717.5А/714.5А.
- Поезд на Кольцевой линии во время парада поездов 15 мая 2015 года. Экстерьер и интерьер

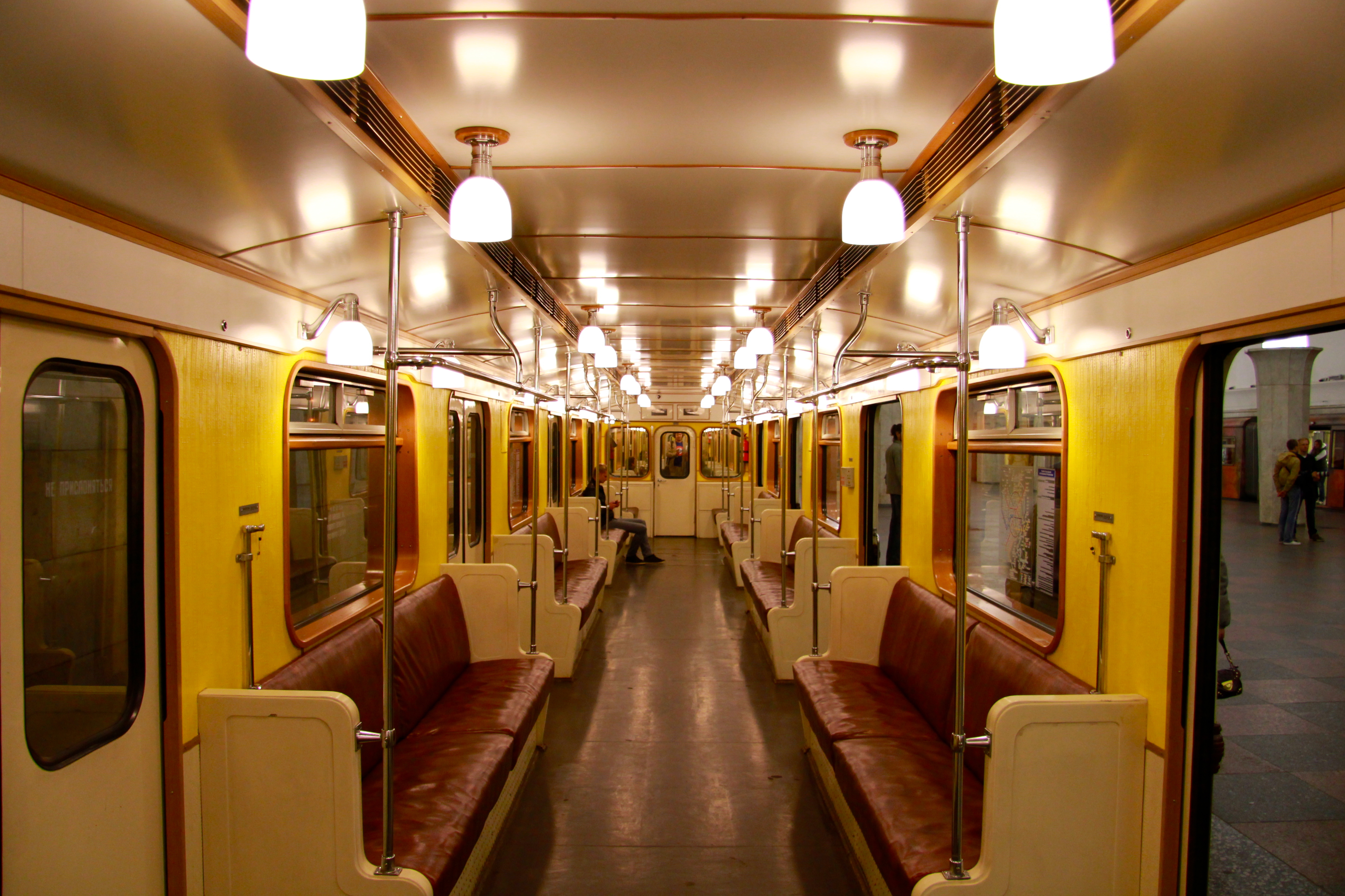
Пассажирский салон

#### 81-717.5Л
Вагон-лаборатория 81-717.5Л построен в 2018 году на ОЭВРЗ и доработан АО «Фирма ТВЕМА». Собран из недостроенного вагона 81-717.2К для Будапештского метрополитена. С 2018 года эксплуатируется на линиях Петербургского метрополитена вместо старого вагона-лаборатории типа Ема-502 № 6373.

#### 81-714.6Д (81-714.5П)
Вагон-дефектоскоп 81-714.6Д построен в 2016 году на ОЭВРЗ в своей основе представляет собой вагон серии 81-714.5П с частично не установленным оборудованием и доработанный АО «Фирма ТВЕМА», присвоен бортовой номер № 002. Заменил собой старый вагон-дефектоскоп типа Ем № 3875, списанный в декабре 2016 года. С 2017 года эксплуатируется на линиях Петербургского метрополитена, в 2018 году вагон-дефектоскоп № 002 вместе с вагоном-путеизмерителем № 11482 был переведён из электродепо «Автово» в электродепо «Московское». В сентябре 2018 года находился в составе вагонов специального назначения (спецсоставе) следующего формирования: вагон-лаборатория № 006 (81-717.5Л) — № 7398 (81-714) — вагон-путеизмеритель № 11482 (81-541.7) — вагон-дефектоскоп № 002 (81-714.6Д) — № 7392 (81-714) — № 8441 (81-717).

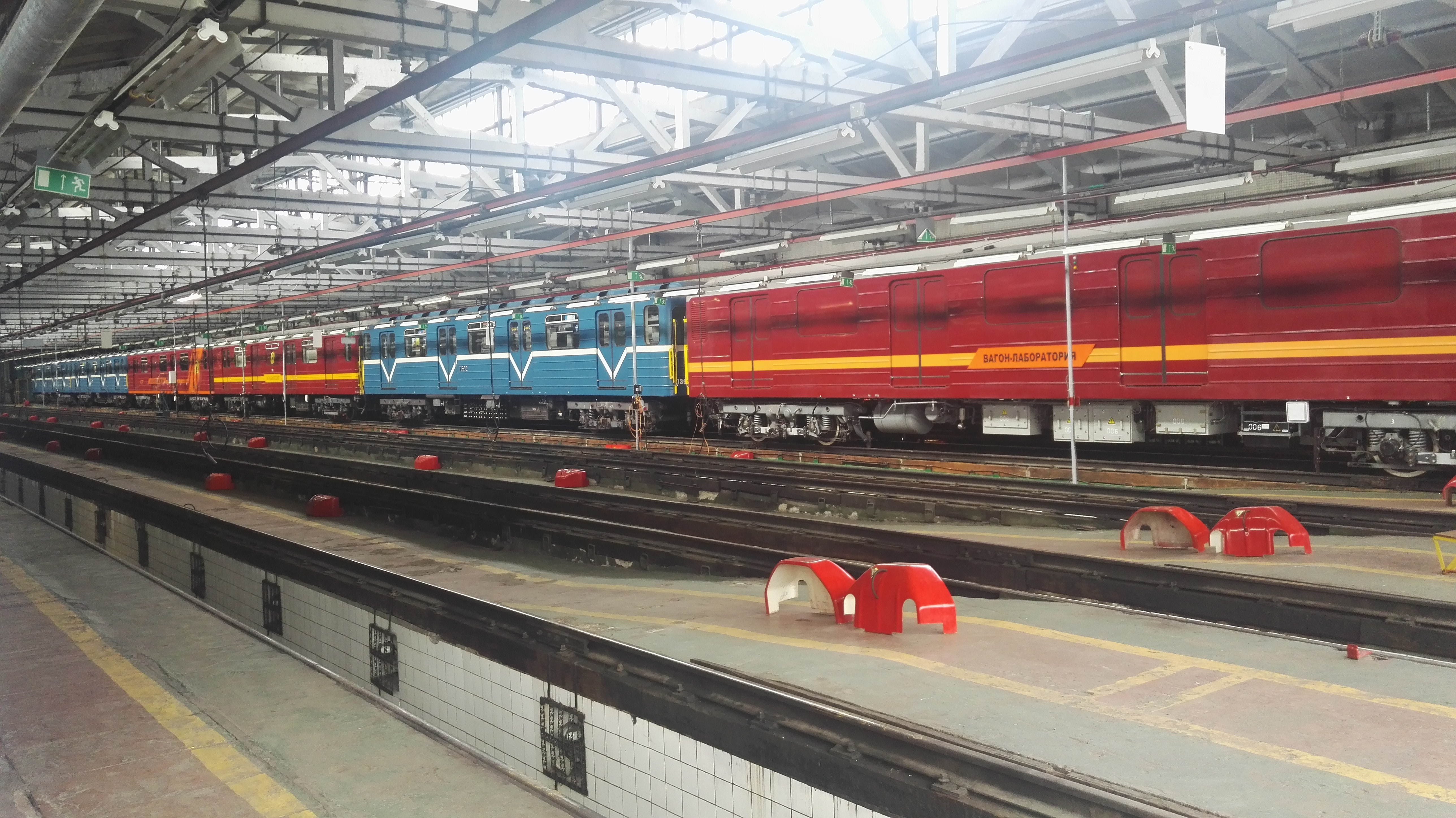
Вагоны 81-717.5Л (первый справа) и 81-714.6Д (четвёртый) в составе служебного поезда

#### 81-717М/714М и аналоги
В середине 2000-х годов Тбилисский метрополитен начал программу по глубокой модернизации эксплуатируемых вагонов Еж3/Ем-508Т и 81-717/714 (включая модификацию .5) по чешскому образцу — аналогично пражским вагонам 81-71М, переоборудованным из 81-717.1/714.1, с присвоением им обозначения Еж3М и 81-717М/714М соответственно. Модернизацию проводил Тбилисский завод по ремонту электроподвижного состава (ЗАО «ЗРЭПС») на базе электродепо ТЧ-2 «Глдани», являющийся филиалом московского завода по ремонту электроподвижного состава, ныне — вагоноремонтный комплекс (ВРК) на базе ТЧ-11 «Выхино». В период с 2005 по 2007 годы было модернизировано 13 четырёхвагонных составов Еж3/Ем-508Т, а с 2008 года была начата модернизация тбилисских вагонов 81-717/714, которая продолжалась по 2019 год. В 2010-х годах в Тбилиси начали параллельно проводить аналогичную модернизацию вагонов по заказу Ереванского и Бакинского метрополитенов, в которых процесс модернизации впоследствии был локализован в местных электродепо, при этом было создано несколько новых вариантов лобовой части.
Модернизация включает в себя замену электрооборудования, радикальное изменение отделки и оборудования салона (включая стены, потолок и напольное покрытие) и кабины машиниста с установкой нового пульта управления, замену лобовой части кабины машиниста у головных вагонов на новую стеклопластиковую маску и обновление внешнего вида вагонов. Производился ремонт тележек и тяговых двигателей и замена колёсных пар, старые компрессоры вагонов заменены на новые винтовые. Также была установлена новая автоматическая система регулирования скорости, обеспечивающая плавность движения состава и управляемая с помощью микропроцессорной системы управления. В результате замены электрооборудования у вагонов при разгоне и торможении на малых скоростях появилось характерное жужжание тиристорных регуляторов напряжения. Однако на последнем Ереванском составе, модернизированном в 2021 году, новые регуляторы не устанавливались.
В салоне поездов, проходивших модернизацию в Тбилиси, были установлены центральные световые линии из прямоугольных светодиодных светильников, пластиковые диваны с индивидуальными цветными кожаными сиденьями и спинками и новые цветные поручни, а также менялись воздухозаборники. Внешне вагоны 81-717М/714М с базовой вариацией кабины похожи на Еж3М, но их можно отличить от предшественников по наличию трёх гофр на уровне окон салона вместо двух (у вагонов Еж3М их две, и только у промежуточных вагонов Ем-508Т — три, поскольку они были изготовлены Ленинградским вагоностроительным заводом им. И. Е. Егорова), а также наличию трёх подножек на лобовой части большинства поездов и отсутствию двери кабины машиниста вместо окна по правому борту. Изнутри — по расположению двери между салоном и кабиной в головных вагонах с левой стороны (у Еж3 и Ем-508Т дверь находится по центру) и наличию трёхместных сидений в торцевых частях промежуточных вагонов с обеих сторон (у вагонов Еж3М/Ем-508Т/Ема-502М на месте бывшей кабины сиденья отсутствуют). У второго поколения модернизированных тбилисских поездов были установлены новые световые линии и поручни серебристого цвета. У поездов, которые впоследствии проходили модернизацию в Ереване, сохранялись воздухозаборники и поручни оригинальной конструкции, светильники имели полуцилиндрическую форму, а сиденья могли иметь как раздельную, так и сплошную обивку.
Пульт управления в кабине машиниста имеет наклонное расположение панели мониторинга и горизонтальные панели управления, при этом его основу составляет пульт типа ПМ.05 с кнопками, цифровой панелью скорости и световыми индикаторами, применявшийся также на модернизированных вагонах Еж3 в Москве, но, в отличие от них, он встроен в общую приборную панель вровень с панелями амперметра тока ТЭД и киловольтметра сетевого напряжения и контроллера слева и панелями пневматических манометров и тормозного крана машиниста справа. Такой пульт получили все модернизированные составы, в том числе эксплуатируемые в Ереване, за исключением трёхвагонного состава, модернизированного в 2021 году в Ереване, на котором сохранили оригинальный пульт управления вагона 81-717.

##### Вагоны 81-717М/714М Тбилисского метрополитена

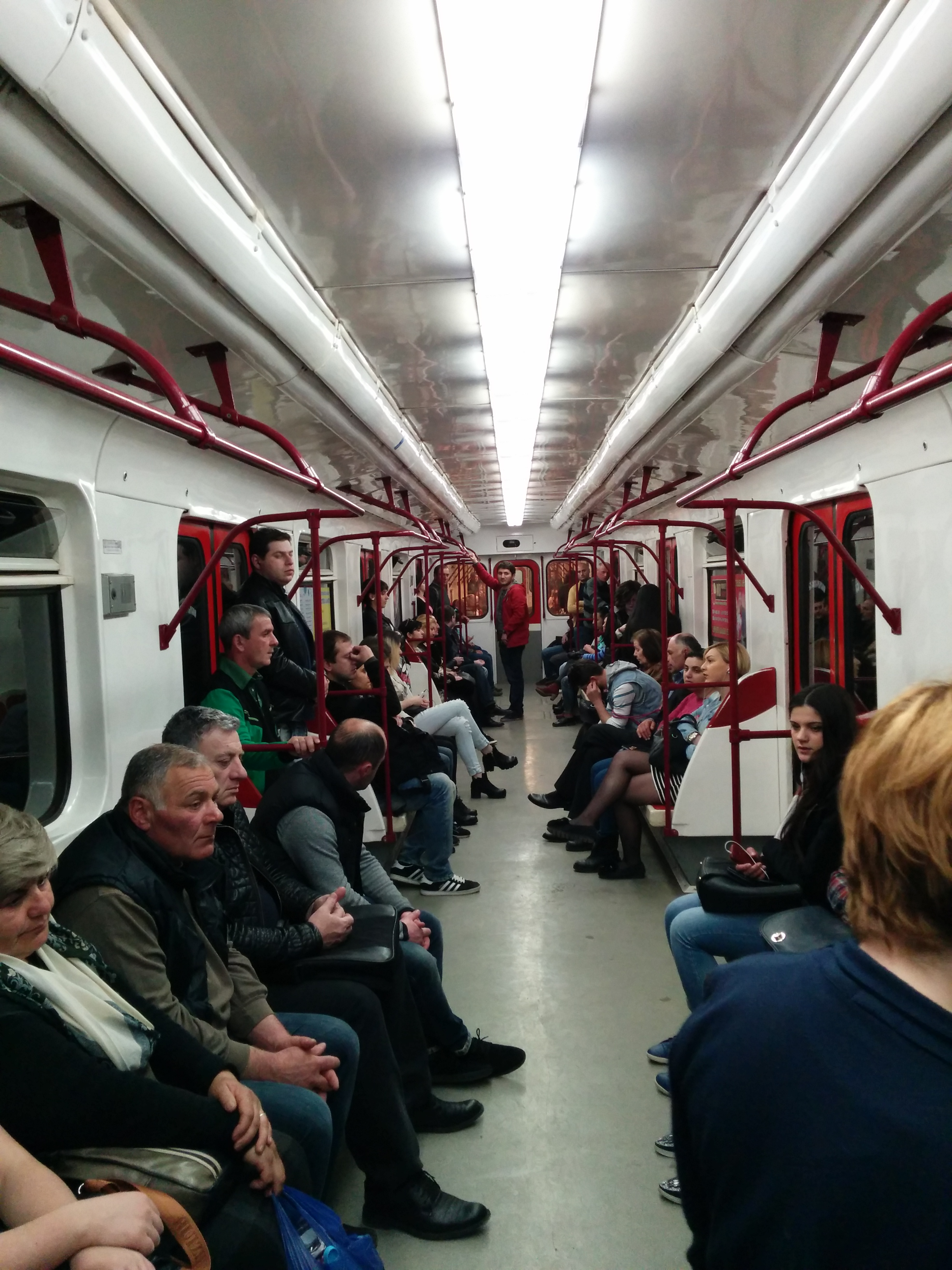
Интерьер вагона

###### Составы с кабиной «пражского» типа
Для Тбилисского метрополитена в период с 2008 по 2016 годы было модернизировано 27 составов с лобовой стеклопластиковой маской, аналогичной пражским метровагонам 81-71М. Характерной особенностью кабины этих поездов является цельное лобовое стекло с небольшим загибом наверху с электронным маршрутоуказателем (ЭМУ) сверху под верхней частью стекла, оснащённой также красными габаритными огнями, наличие передней выносной панели под лобовым стеклом, два блока из двух прямоугольных фар и большие зеркала на выступающих вперёд основаниях. Первые 11 составов 81-717М/714М, модернизированные в 2008—2010 годах, были сформированы трёхвагонными и поступили в электродепо ТЧ-1 «Надзаладеви» для обслуживания Сабурталинской линии, а следующие 16 составов, модернизированные с 2010 по 2016 год — четырёхвагонными и остались в депо ТЧ-2 «Глдани» для обслуживания Ахметели-Варкетилской линии.
Изначально поезда получили серо-белую окраску с красными тонкими полосами на боковых углах крыши и ломаными красными полосами под окнами, которые поднимались в зоне дверей, двери получили красный цвет на уровне окон и белый ниже. Впоследствии во время капитального ремонта в 2019 году у части поездов была изменена цветовая схема вагонов: снаружи вместо тонких изогнутых красных полос на углах крыши и под окнами появились широкие прямые горизонтальные красные полосы. Салон поездов получил отделку из пластика молочно-белого цвета, пластиковые диваны, которые оснащались раздельными кожаными спинками и сиденьями красного цвета, новые поручни красного цвета, устанавливаемые не только на потолке, но и по бокам от сидений, чёрные решётки воздухозаборников заменялись белыми выпуклыми наклонными панелями с щелями сверху и снизу, а двери изнутри получили красный цвет сверху и серый снизу с белой полосой между ними. В салонах была применена центральная световая линия из светодиодных светильников прямоугольной формы. После капитального ремонта с 2019 года отделка салона менялась, поручни и сиденья в салоне стали синими. Были сделаны резиновые сиденья в синем цвете аналогично вагонам Ема-502М, поручни тоже стали синего цвета. Были добавлены USB-порты для подзарядки мобильных устройств. В 2023 году в вагонах, прошедших капитальный ремонт, вместо резиновых сидений используются антивандальные полностью пластиковые синие диваны.
Параллельно в 2018—2019 годах 27 головных вагонов Ема-502 были модернизированы в 8 головных и 19 промежуточных Ема-502М, при этом было сформировано 4 четырёхвагонных состава Ема-502М с новой окраской и лобовой частью, а оставшиеся 11 лишних промежуточных вагонов были использованы для дополнения трёхвагонных составов 81-717М/714М Сабурталинской линии для четырёхвагонной составности. Они получили такую же окраску, как и у промежуточного вагона 81-714М после капитального ремонта.

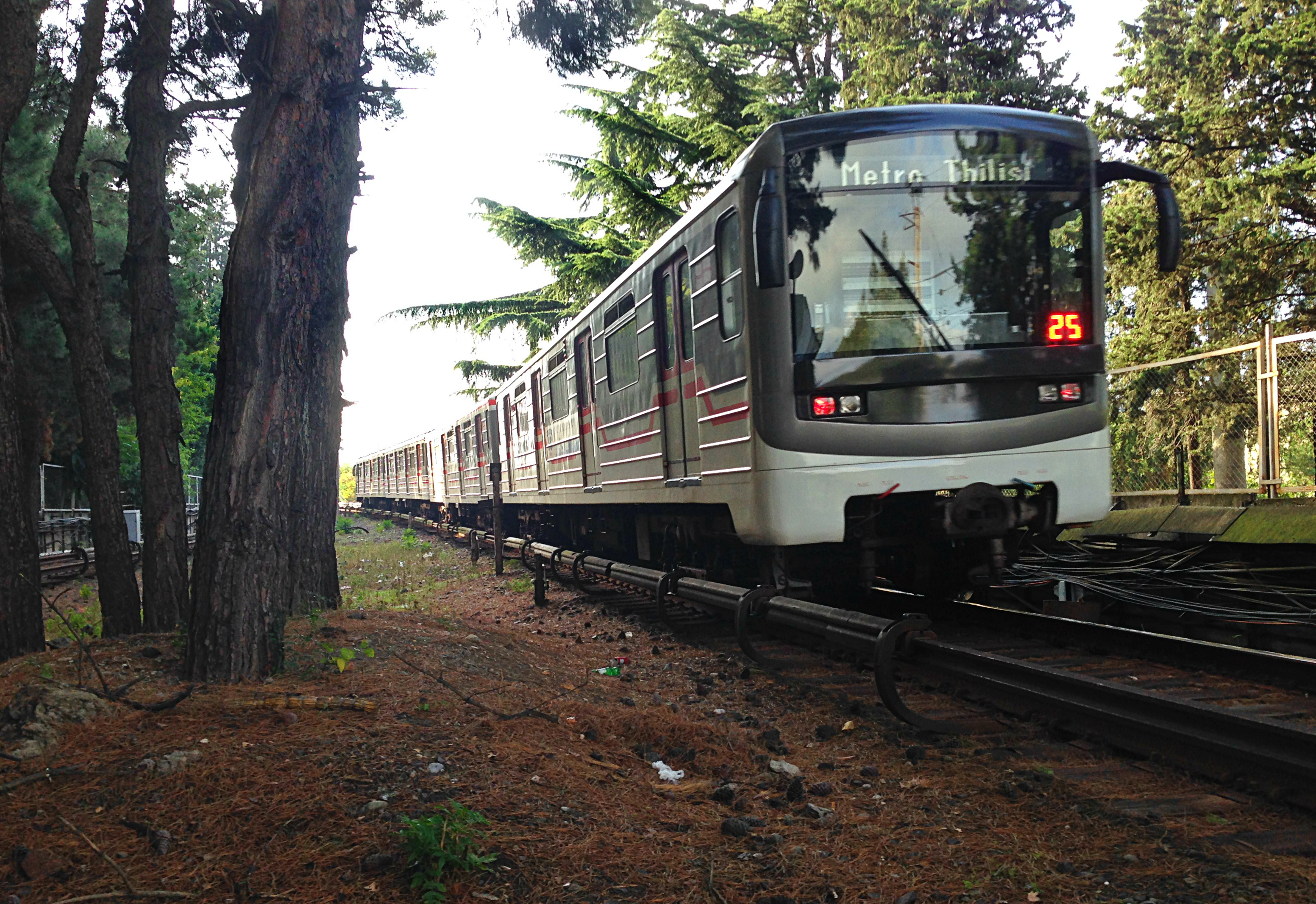
Состав из вагонов 81-717М/714М на выезде со станции Дидубе
- Видеообзоор вагонов Еж3М, 81-717М/714М и Ема-502М Тбилисского метрополитена. Прибытие и отправление поездов и вид салона
- Поездка в составе из вагонов 81-717М/714М. Вида с хвоста поезда, из хвостовой кабины, из дверей и из кабины головного вагона

###### Составы с увеличенной кабиной
В 2017—2019 годах в Тбилиси было модернизировано ещё четыре состава 81-717М/714М, два из них некоторое время были приписаны к ТЧ-2 «Глдани» для тестирования с пассажирами, а после поступили в депо Надзаладеви, но уже сразу в четырёхвагонной составности. В отличие от предшественников, эти поезда имели новую форму лобовой части кабины машиниста с увеличенным пространством кабины и небольшим наклоном лобового стекла назад, без передней выступающей лицевой панели и с утопленными в корпус двойными круглыми фарами с красными световыми линиями под ними для обозначения хвоста поезда в дополнение к красным огням на маршрутном табло, а двери кабины машиниста вырезались вместо окон и по правому борту (как и у Еж3М и пражских 81-71М), при этом перед дверями по бокам появились узкие треугольные окна, а за ними были установлены видеокамеры контроля пассажирских дверей. Эти поезда изначально получили новую окраску: перед кабины и большая часть крыши, а также борта и торцы на уровне окон окрашивались в чёрный цвет, углы и боковые части крыши, а также боковины новой маски, углы и нижние обводы кабины — в красный, нижняя часть боковых и торцевых стен — в серый, а двери на этом же уровне — в тёмно-серый, а под окнами по бокам между чёрной и серой частью были широкие красная и белая полосы. В 2023 году окрас вагонов был изменён на светло-серо-белый с красными полосами по аналогии с новой окраской более ранних 81-717М/714М.
В салоне вместо одиночной линии обычных светильников были установлены четыре узкие светодиодные световые линии нового типа, расположенные по бокам и по центру центральной части потолка и светящие сбоку, пластиковые диваны с индивидуальными кожаными сидушками и спинками синего цвета и металлические серебристые поручни, включая как вертикальные и горизонтальные поручни по бокам от сидений и над ними, так и новые поручни по центру входной зоны, расходящиеся из одного вертикального снизу в четыре изогнутых вверху, а также USB-зарядки для подзарядки мобильных устройств. Под потолком салона были размещены информационные видеомониторы и камеры видеонаблюдения, а в кабине сверху установлен монитор системы видеонаблюдения для машиниста.

Модернизированный поезд 81-717М/714М с новой кабиной в оригинальной красно-чёрно-серой окраске на станции «Государственный университет»
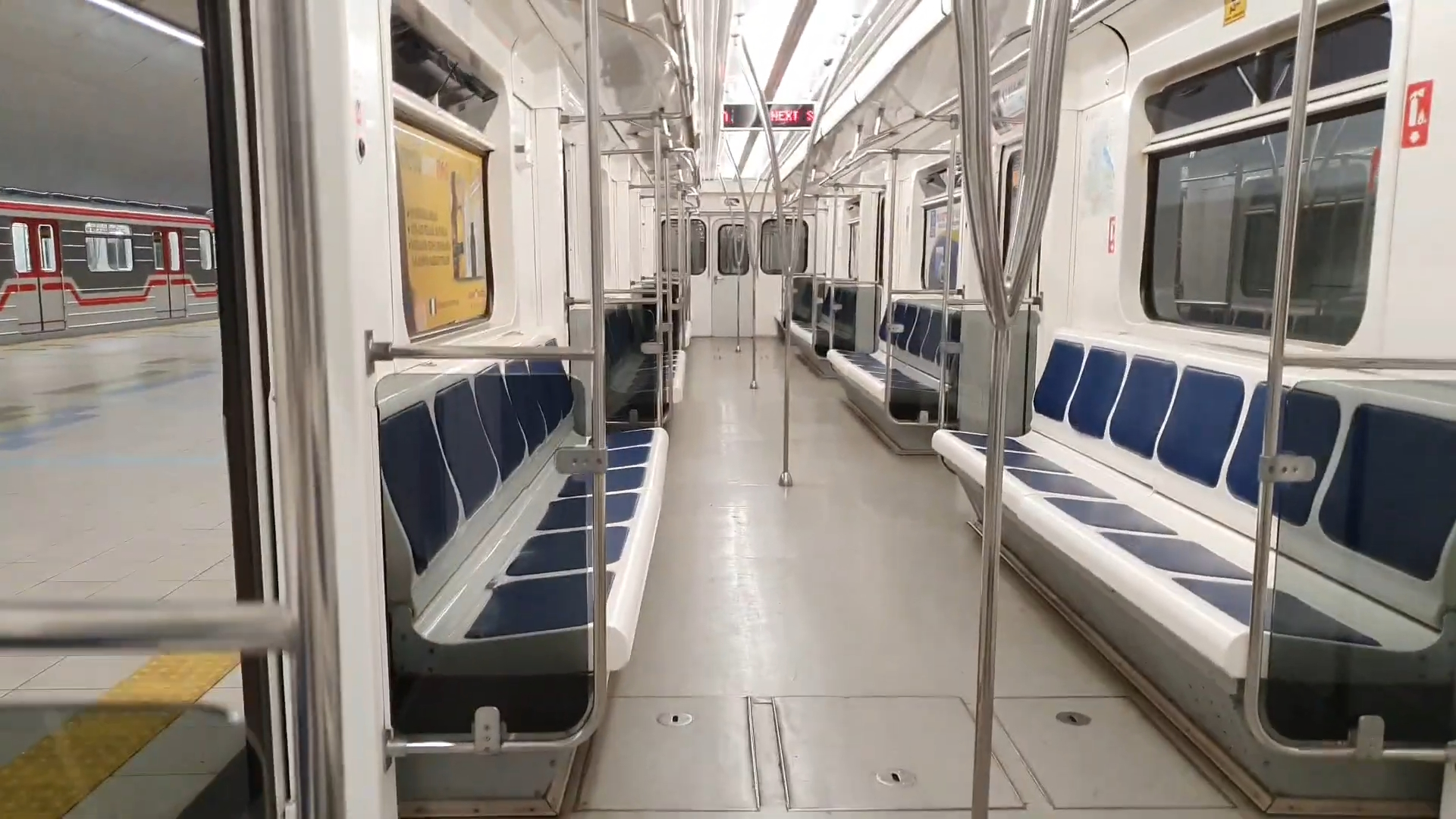
Салон модернизированного поезда 81-717М/714М нового типа

##### Вагоны 81-717М/714М Ереванского метрополитена

###### Составы с кабиной «пражского» типа

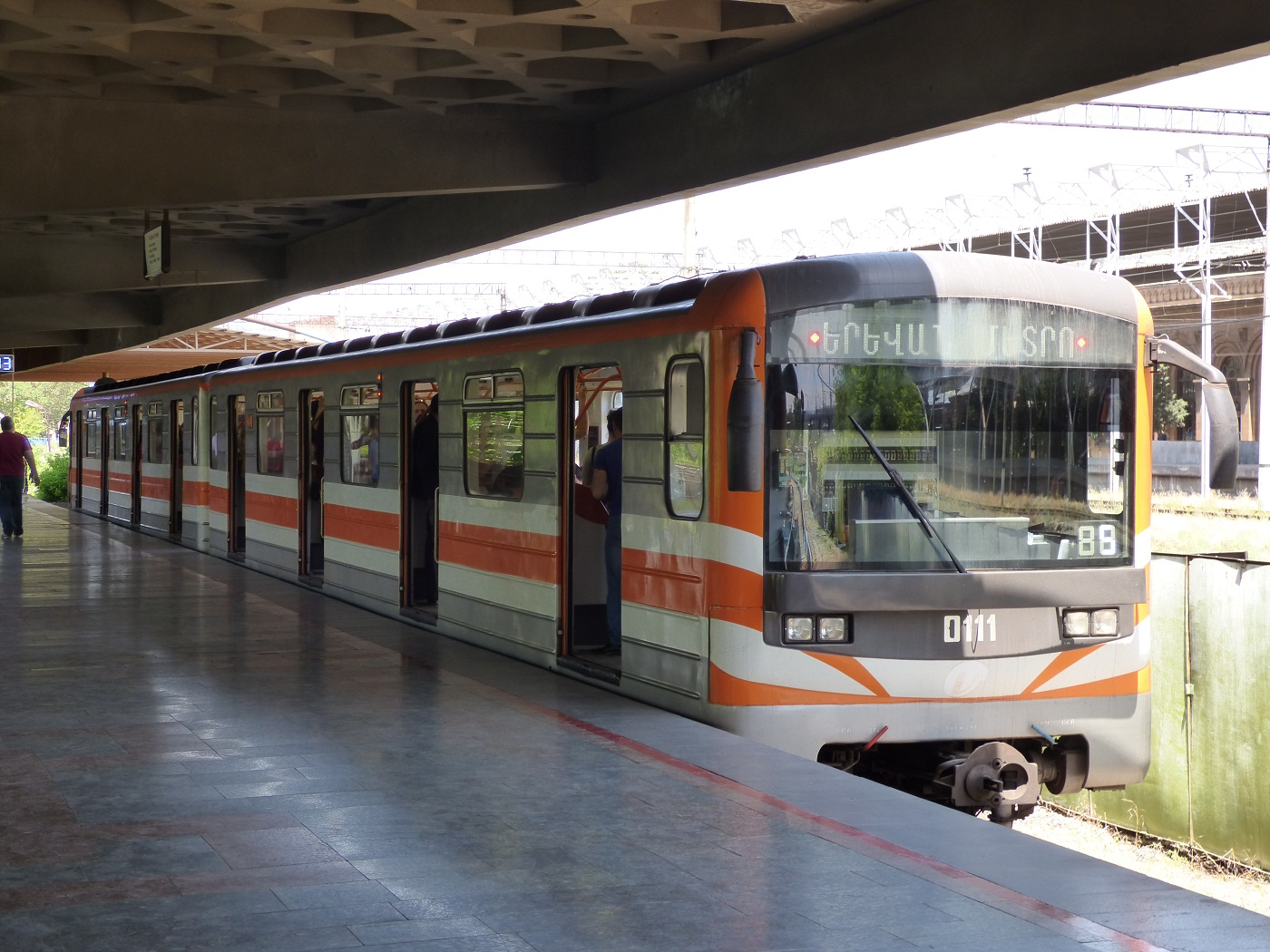
Двухвагонный состав 81-717М Тбилисского ЗРЭПС с прямыми кабинами в оранжевой окраске на станции «Давид Сасунский»

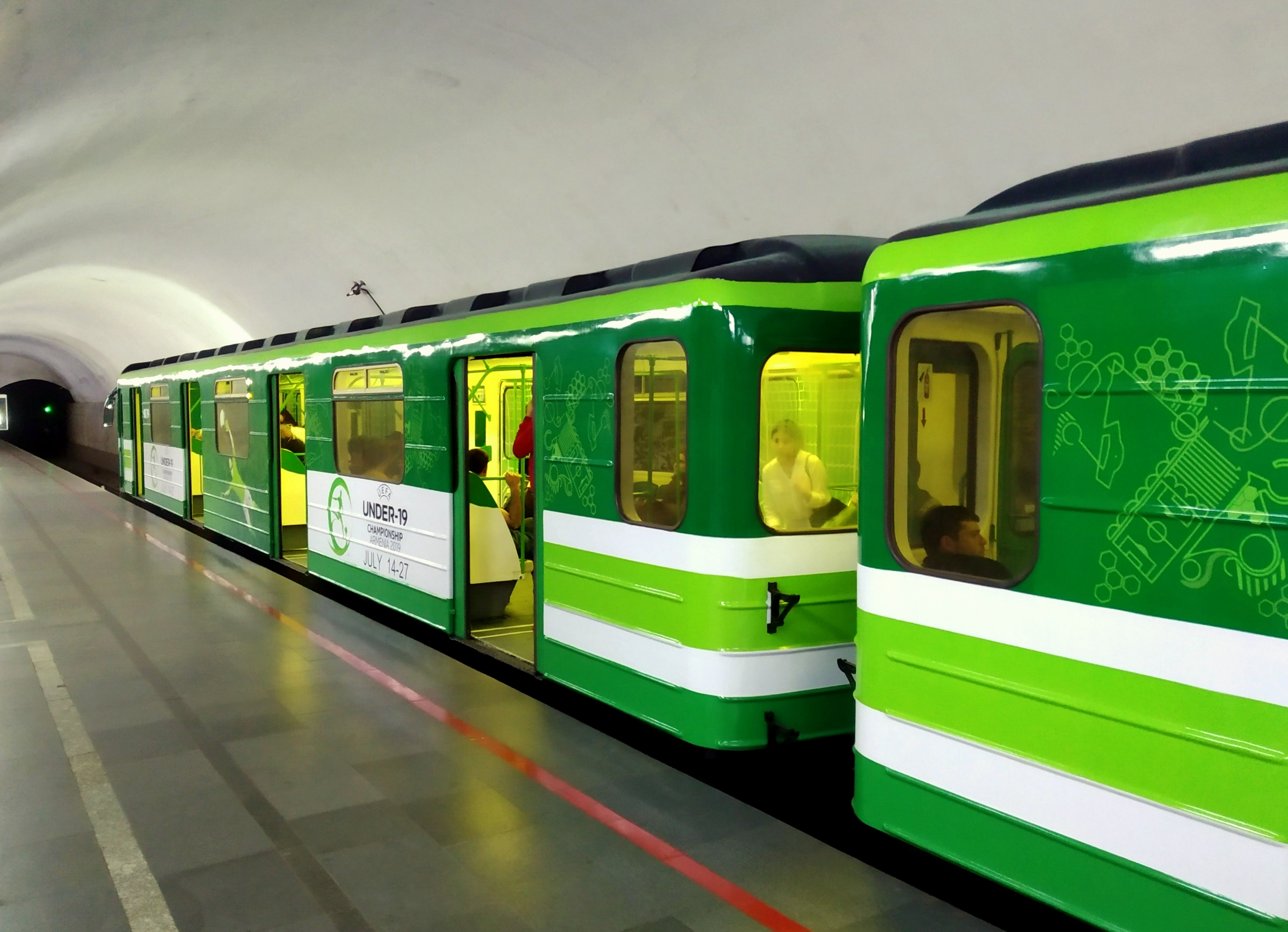
Борта зелёного состава 81-717М «Футбол»

В 2011—2013 годах 9 двухвагонных составов 81-717 Ереванского метрополитена были переданы в Тбилиси для проведения модернизации в 81-717М, аналогично тбилисским составам с кабиной пражского типа. В 2011 году был модернизирован первый состав с головными вагонами № 9176 и 9179, в 2012 — 4 состава с вагонами № 9170—9171, 0110—0111, 0108—0109 и 0060—0061, а в 2013 году — ещё 4 состава с вагонами № 0101—0102, 0103—0104, 0057—0058 и 0059—0062. Все поезда начали эксплуатироваться на Первой линии.
Ереванские поезда получили новую оранжево-серо-белую схему окраски (крыша, борта и торцы на уровне окон и внизу, а также низ лобовой части окрашивались в серый цвет, борта ниже уровня окон имели белую, оранжевую и белую широкие полосы, загибающиеся на кабине вниз, а углы крыши и двери и верхняя часть углов кабины были полностью оранжевые). Салон имеет отделку из пластика молочно-белого цвета, но в отличие от вагонов Тбилисского метрополитена, кожаные спинки и сиденья, а также поручни получили оранжевый цвет, который также был использован изнутри и для дверей.
Впоследствии два поезда были переоформлены как тематические поезда «Футбол» (вагоны № 9176 и 9179) и «2800 лет Еревану» (вагоны № 0103 и 0104). Футбольный поезд снаружи и изнутри получил окраску зелёного цвета вместо оранжевого, двери поезда изнутри были стилизованы под футбольные ворота с изображением сетки и забитого футбольного мяча, а пол был стилизован под футбольное поле с газоном и белыми линиями разметки между дверями между ними нанесена белая разметка футбольного поля, а поезд «2800 лет Еревану» получил снаружи тёмно-красные двери и узоры на боковых стенах, а изнутри — тёмно-красную обивку сидений и оклейку потолка и стен цветной плёнкой с тематическими рисунками и орнаментом.
В 2018 году уже в самом Ереване были модернизированы два промежуточных вагона 81-714 № 9513 и 9924, которые были включены в состав двух ранее модернизированных в Тбилиси поездов. В отличие от тбилисских, в этих вагонах были применены сиденья со сплошной кожаной обивкой, а также сохранены оригинальные серебристые металлические поручни и чёрные воздухозаборники, но на потолке установлены новые светодиодные светильники полуцилиндрической формы.

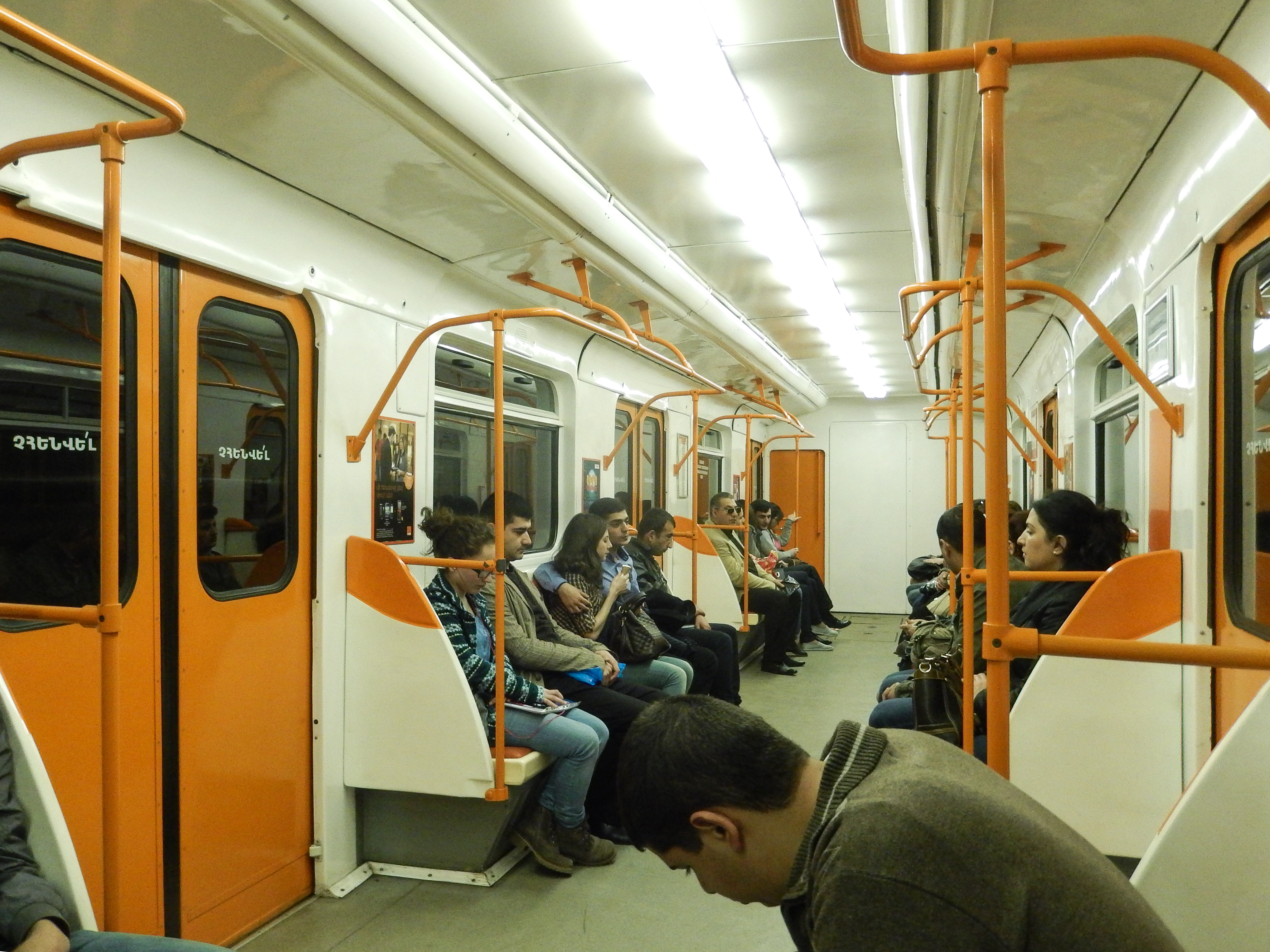
Интерьер головного вагона 81-717М в оранжевой окраске, модернизированного в Тбилиси. Сиденья имеют раздельные спинки и сидушки и дополнительные поручни по бокам, светильники прямоугольные
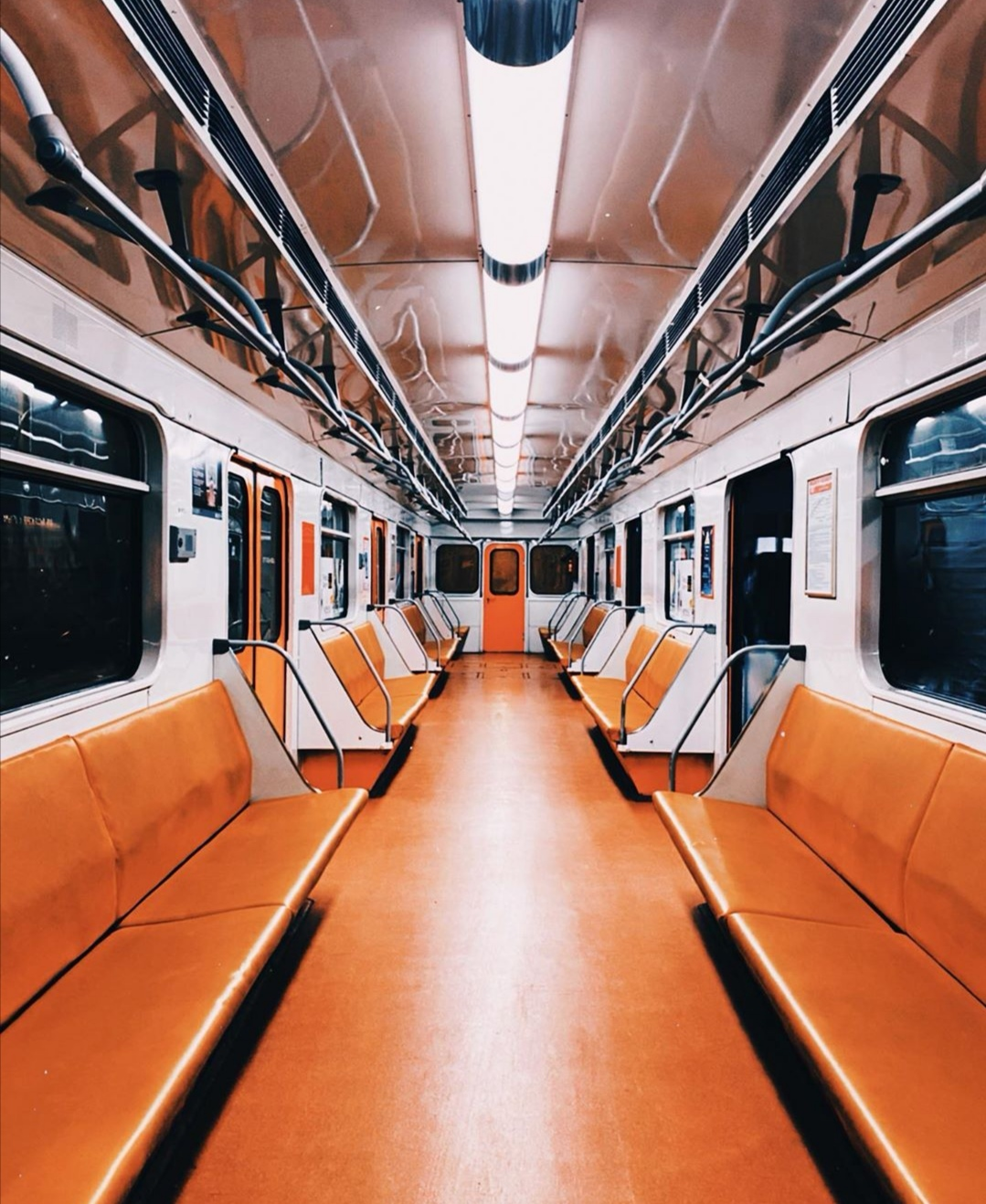
Интерьер промежуточного вагона 81-714М в оранжевой окраске, модернизированного в  Ереване. Сиденья имеют сплошную обивку, поручни и воздухозаборники не модифицированы, светильники полуцилиндрические
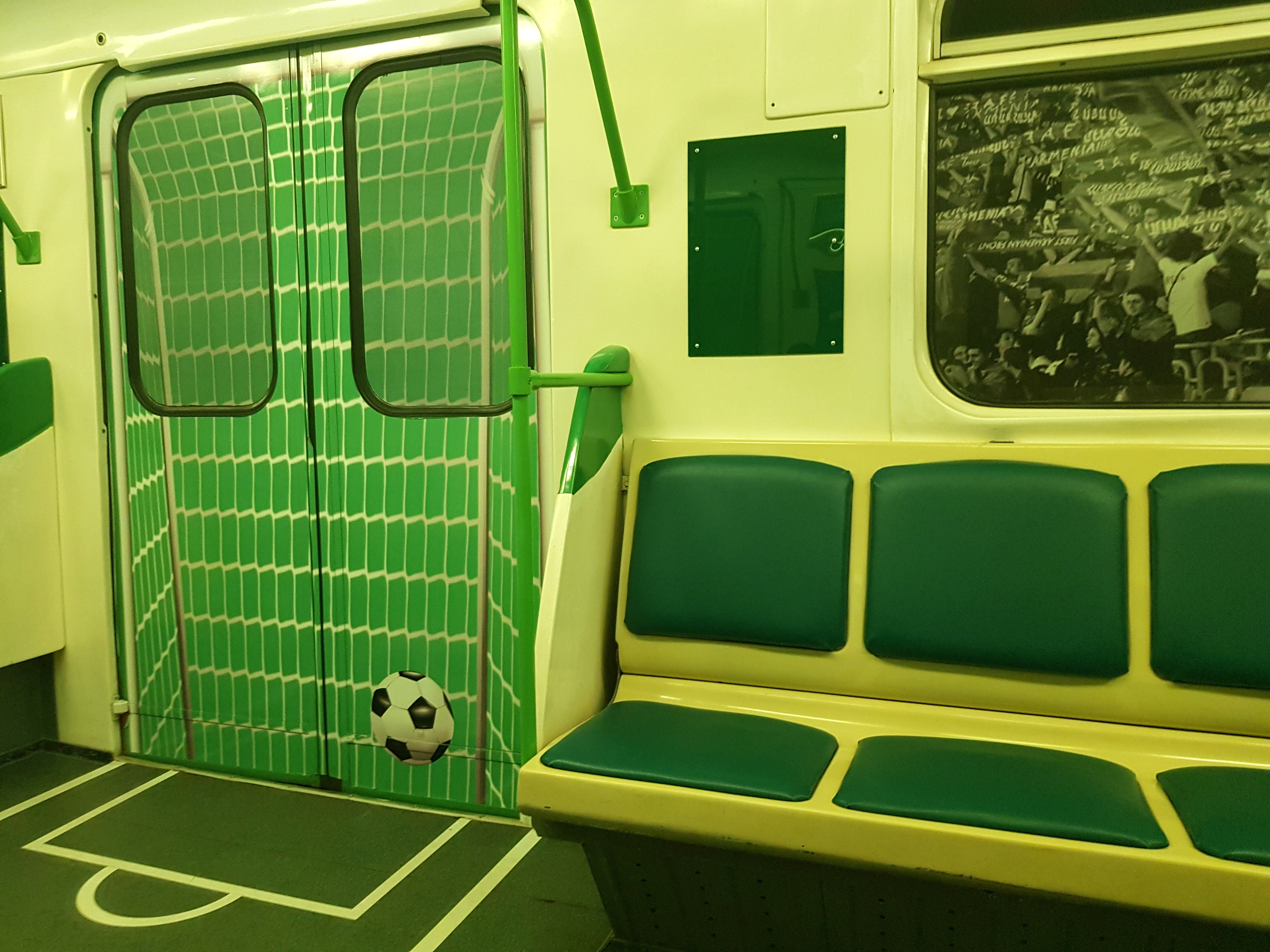
Двери и сиденья в салоне тематического поезда «Футбол»
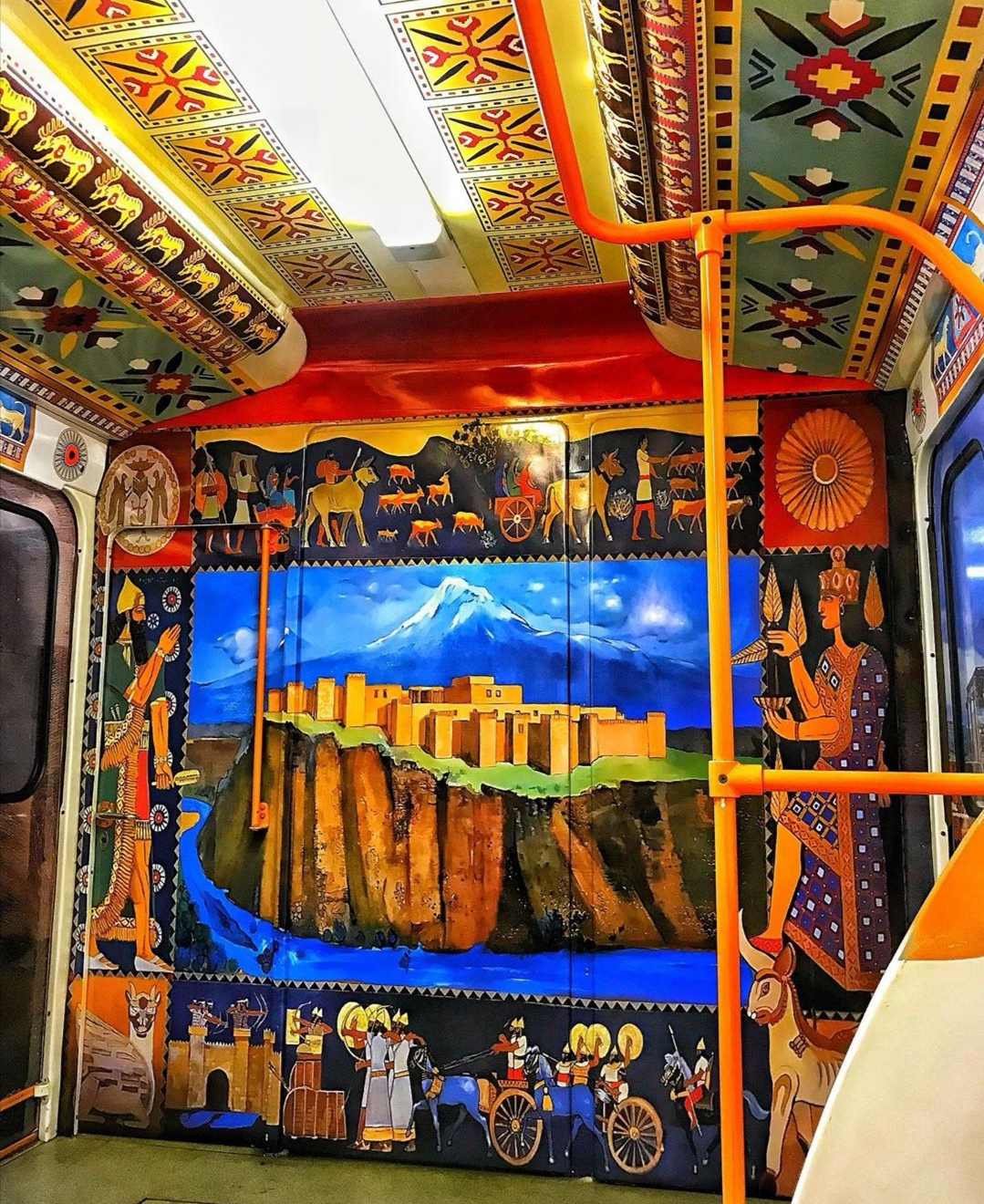
Интерьер передней части головного вагона тематического поезда «2800 лет Еревану»

###### Составы с U-образной кабиной
В 2016 году уже в самом Ереване в электродепо ТЧ-1 Шенгавит под руководством тбилисских специалистов было модернизировано ещё 2 двухвагонных поезда 81-717М с вагонами 8788—8789 и 0343—0344, которые получили новую форму лобовой части кабины машиниста с U-образным обводом и наклонными светодиодными фарами с маленькими светодиодными лампами, и светло-зелёно-чёрно-белую окраску, по схеме схожую с предыдущей, но с использованием светло-зелёного цвета для дверей и углов вместо оранжевого и чёрного для бортов на уровне окон и снизу вместо серого. Также на этих вагонах отсутствуют зеркала заднего вида, а вместо них были установлены полусферические бортовые видеокамеры заднего вида, транслирующие изображение на видеомонитор в кабине машиниста для контроля дверей. В салонах для спинок и сидушек, поручней и дверей также был применён светло-зелёный цвет, однако в отличие от модернизированных в Тбилиси вагонов, дополнительные вертикальные поручни по бокам от сидений не устанавливались, а также были сохранены оригинальные чёрные решётки воздухозаборников под потолком салона, а светильники вместо прямоугольной получили полуцилиндрическую форму.

###### Двухкабинные вагоны
В конце 2017 года в депо Шенгавит ещё два вагона 81-717 № 0112 и № 8783 были модернизированы в одиночные двухкабинные электромотрисы, которые предназначались специально для эксплуатации на челночном ответвлении «Чарбах» — «Шенгавит» и были запущены на нём в эксплуатацию со 2 января 2018 года. Ранее на данном ответвлении эксплуатировались обычные двухвагонные составы, поскольку пассажирские вагоны метро с двухкабинной конфигурацией в СССР и России никогда не выпускались для пассажирской эксплуатации. Однако в связи с крайне низким пассажиропотоком на данном ответвлении было решено использовать одиночные двухкабинные вагоны, появление которых стало возможным благодаря проведению модернизации. Запуск одиночных электромотрис и снижение составности поездов до одного вагона стал беспрецедентным случаем в мировой истории эксплуатации пассажирских вагонов без учёта метротрамваев, эксплуатация одиночных единиц с которыми (одиночные электромотрисы Siemens, также работавшие в спарках с прицепными вагонами)) аналогично осуществлялась ранее на линии M1 в Будапеште с 1896 по 1973 год, впоследствии заменённые трёхсекционными вагонами.

Эти вагоны получили аналогичные кабины с U-образным профилем и зелёно-синюю окраску с белыми полосами над и под окнами. Вместо зеркал у вагонов на боковинах маски также были установлены бортовые видеокамеры, однако впоследствии зеркала были дополнены по левому борту каждой кабины. Пассажирский салон получил диваны со сплошной обивкой чёрно-синего цвета и двери синего, при этом за счёт установки второй кабины число сидячих мест сократилось до 36, как и общая вместимость салона. Как и у двухвагонных ереванских составов, поручни и решётки воздухозаборников в салоне также не претерпели изменений, были установлены светильники полуцилиндрической формы.

###### Состав с новой прямой кабиной
В 2021 году был модернизирован трёхвагонный состав № 8785—8032—8786, который получил новую прямую форму лобовой части, близкую к оригинальной пражской, но с применением утопленных в корпус светодиодных фар с маленькими лампами и затемнённым низом лобового стекла. Этот поезд получил синюю окраску с белыми полосами над окнами по бокам и снизу и сбоку на лобовой части и голубыми треугольниками на дверях снаружи, чёрной крышей и маской, а изнутри — молочно-белый салон с тёмно-синими диванами, синими дверями и оригинальными поручнями и воздухозаборниками, как и у одиночных двухкабинных вагонов, но с использованием новых выпуклых светильников в салоне. В отличие от предыдущих модернизированных составов, на нём осталась старая система управления и пульт от оригинального вагона 81-717 и не устанавливались тиристорные регуляторы, ввиду чего поезд при разгоне и торможении не издаёт характерного звука.

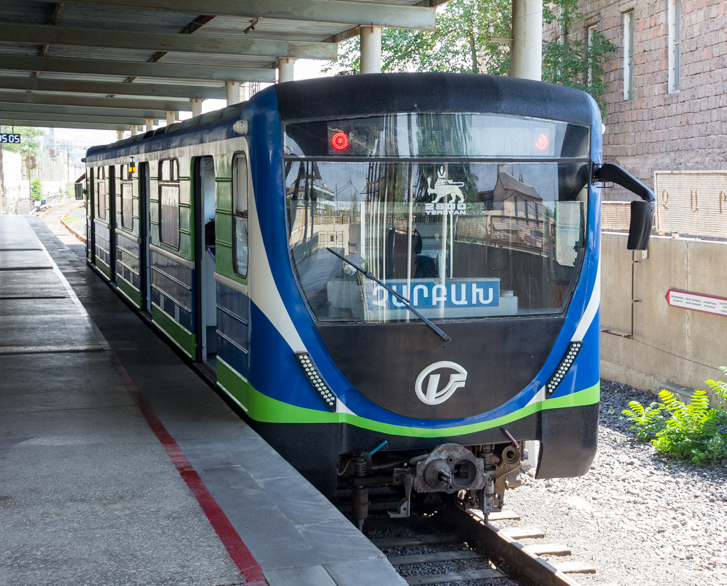
Вагон 81-717М на станции «Чарбах» челночного ответвления в Ереванском метрополитене, являющийся неординарным случаем эксплуатации одиночной двухкабинной электромотрисы в метро с пассажирами
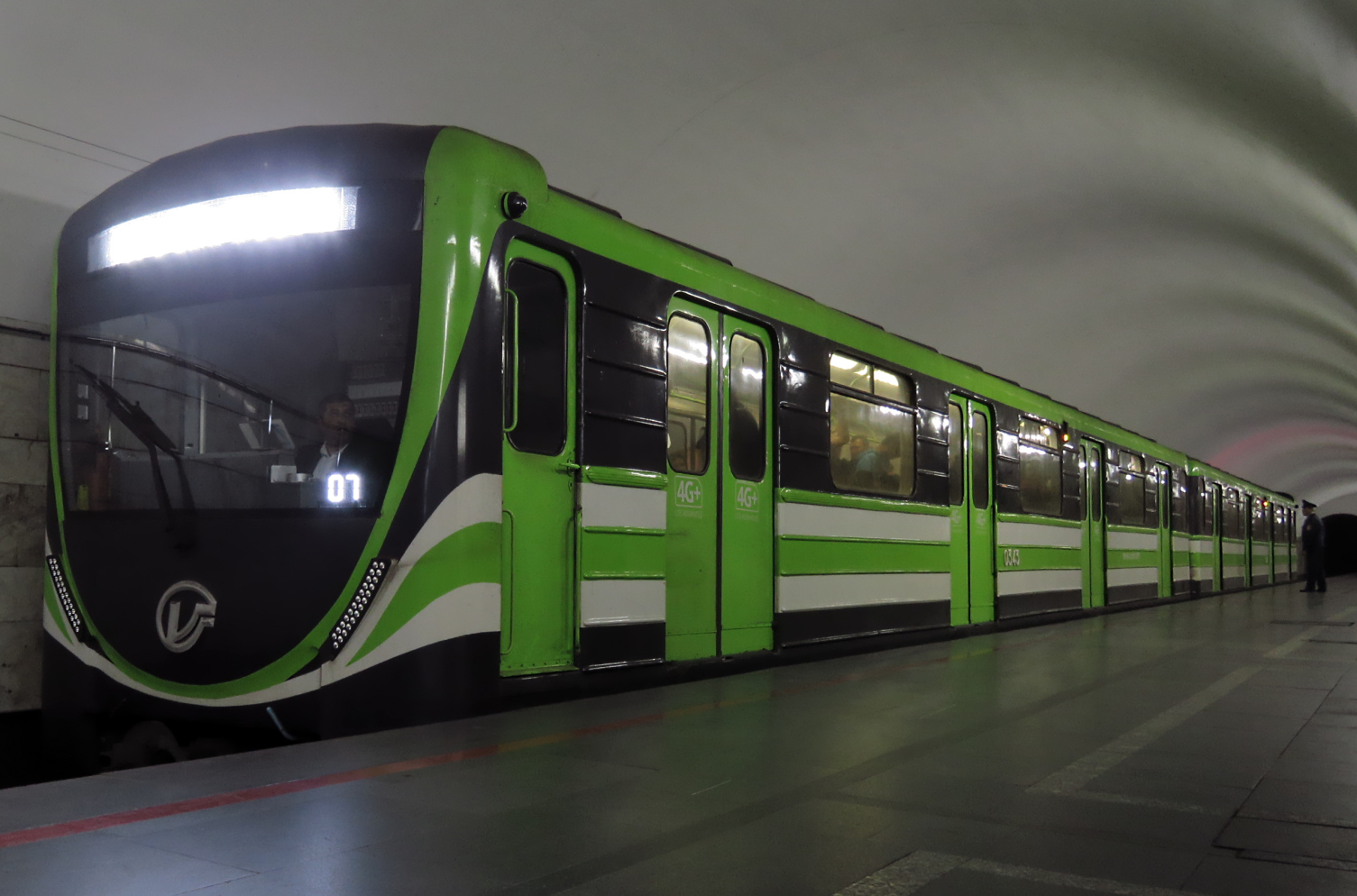
Двухвагонный состав 81-717М с U-образными кабинами в зелёной окраске на станции «Еритасардакан»[101]).
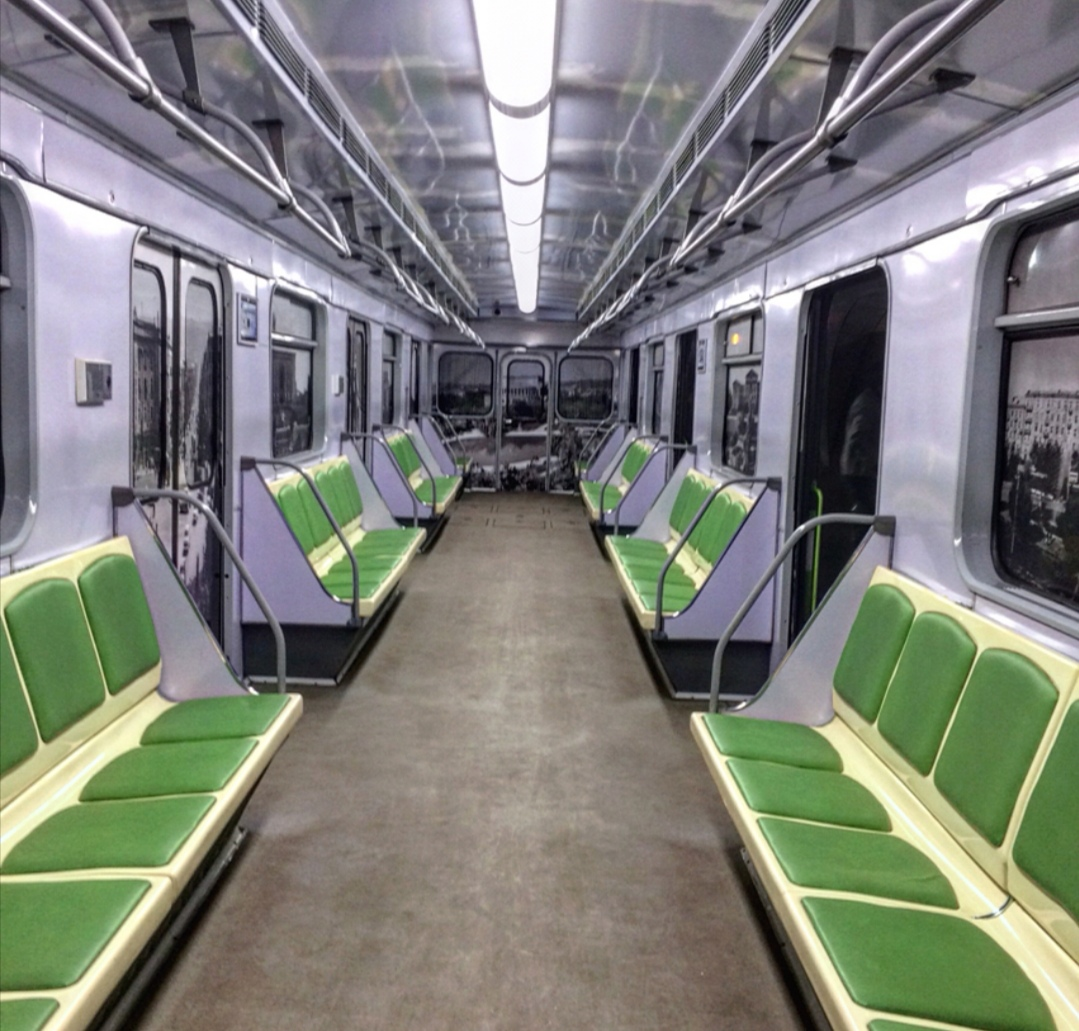
Интерьер вагона модернизированного в Ереване вагона в зелёной окраске. Сиденья имеют раздельные спинки и сидушки, поручни и воздухозаборники не модифицированы, светильники полуцилиндрические
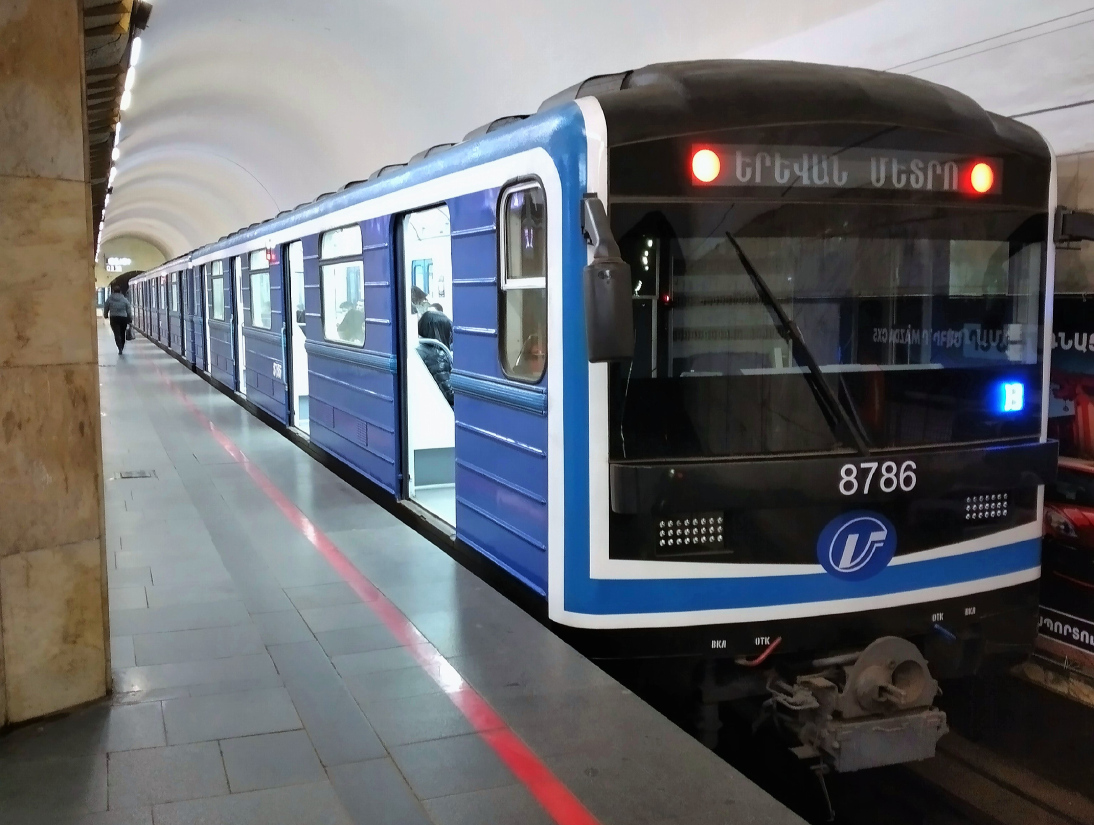
Трёхвагонный состав из вагонов 81-717М/714М с прямыми кабинами нового типа с утопленными фарами в синей окраске на станции «Дружба»

##### Модернизированные вагоны 81-717/714 (.5,.5М,.5Б) Бакинского метрополитена
С конца 2012 года Тбилисский ЗРЭПС начал проводить сходную с 81-717М/714М модернизацию вагонов 81-717/714 и модификаций для Бакинского метрополитена с установкой новой маски по пражскому образцу и обновлением отделки салона. Изначально первый модернизированный поезд был окрашен в голубой цвет, впоследствии все модернизированные поезда окрашивались в серо-фиолетово-белую окраску (тёмно-серая крыша и борта на уровне окон, фиолетовые борты ниже окон и низ лобовой части, белые углы крыши и полоса под окнами по бокам, а также боковые углы, обвод под фарами и подножки на лобовой части), а один поезд был окрашен в серый цвет. Вагоны получили белое оформление салона с синими спинками и сидушками сидений, поручнями и дверями и новыми белыми воздухозаборниками, по отделке они были аналогичны тбилисским и ереванским вагонам, в кабине устанавливался новый пульт управления. Однако, в отличие от тбилисских и ереванских вагонов, на бакинских вагонах не устанавливалось электрооборудование для плавного регулирования напряжения на ТЭД, ввиду чего при разгоне и торможении вагоны не издают характерного звука. Кроме того, после модернизации вагоны сохранили своё первоначальное обозначение типа и официально не были переименованы в 81-717М/714М. C 2013 по 2015 год в Тбилиси для Баку было модернизировано 5 составов.
С 2015 года процесс капитального ремонта, а затем и модернизации поездов начал поэтапно локализовываться в депо имени Наримана Нариманова Бакинского метрополитена и проводиться по упрощённой схеме без разборки вагонов и замены оборудования. Первоначально в 2014 году в депо проводилась только противокоррозионная пескоструйная обработка и покраска вагонов, а с 2015 года стал переоснащаться пассажирский салон. Спустя некоторое время начала проводиться и замена лобовой части кабины машиниста, при этом изначально использовалась маска, аналогичная тбилисским вагонам, а впоследствии на её основе был разработан новый вариант маски с тремя наклонными маленькими круглыми фарами с каждой стороны, расположенными по диагонали, который стал применяться для всех модернизированных в Баку поездов. Для них использовались две схемы окраски: фиолетового-серо-белая и двухтоновая фиолетовая с белой полосой и чёрной маской и крышей. В оформлении салона вместо белого пластика стал применяться слоистый пластик охряно-коричневого цвета, стилизованный под дерево; спинки и сидушки кожаных сидений получили коричневый цвет с логотипом метрополитена; поручни стали металлическими серебристыми без окраски; конструкция воздухозаборников в салоне не изменялась. В кабине машиниста было установлено новое кресло и за счёт новой маски увеличено расстояние между ним и пультом управления на 3 см, однако, в отличие от вагонов Тбилисского ЗРЭПС, оригинальный пульт управления в кабине машиниста и система управления не менялись.
В 2018 году в депо Наримана Нариманова был введён новый цех капитального ремонта вагонов с домкратами и специальным технологическим оборудованием, что позволило начать процесс полноценной модернизации с разукомплектацией вагонов до кузова и заменой оборудования. В процессе модернизации зачастую обновлялось электрическое и пневматическое оборудование, на части поездов устанавливались новые компрессоры Knorr-Bremse, новая система управления и вентиляции. В кабинах машиниста стал устанавливаться новый пульт управления, конструктивно основанный на оригинальным пульте вагонов 81-717/714, но оснащённый электронным дисплеем, микропроцессорной системой управления и новой рукояткой контроллера. Известно, что модернизация продолжалась по меньшей мере до 2023 года включительно, по состоянию на который было модернизировано подавляющее большинство номерных вагонов, включая все вагоны модификации .Б (67 головных и 99 промежуточных) и большую часть вагонов модификаций.5 и .5М. По состоянию на 2024 год, большая их часть продолжает эксплуатироваться, однако некоторые модернизированные вагоны уже были списаны.

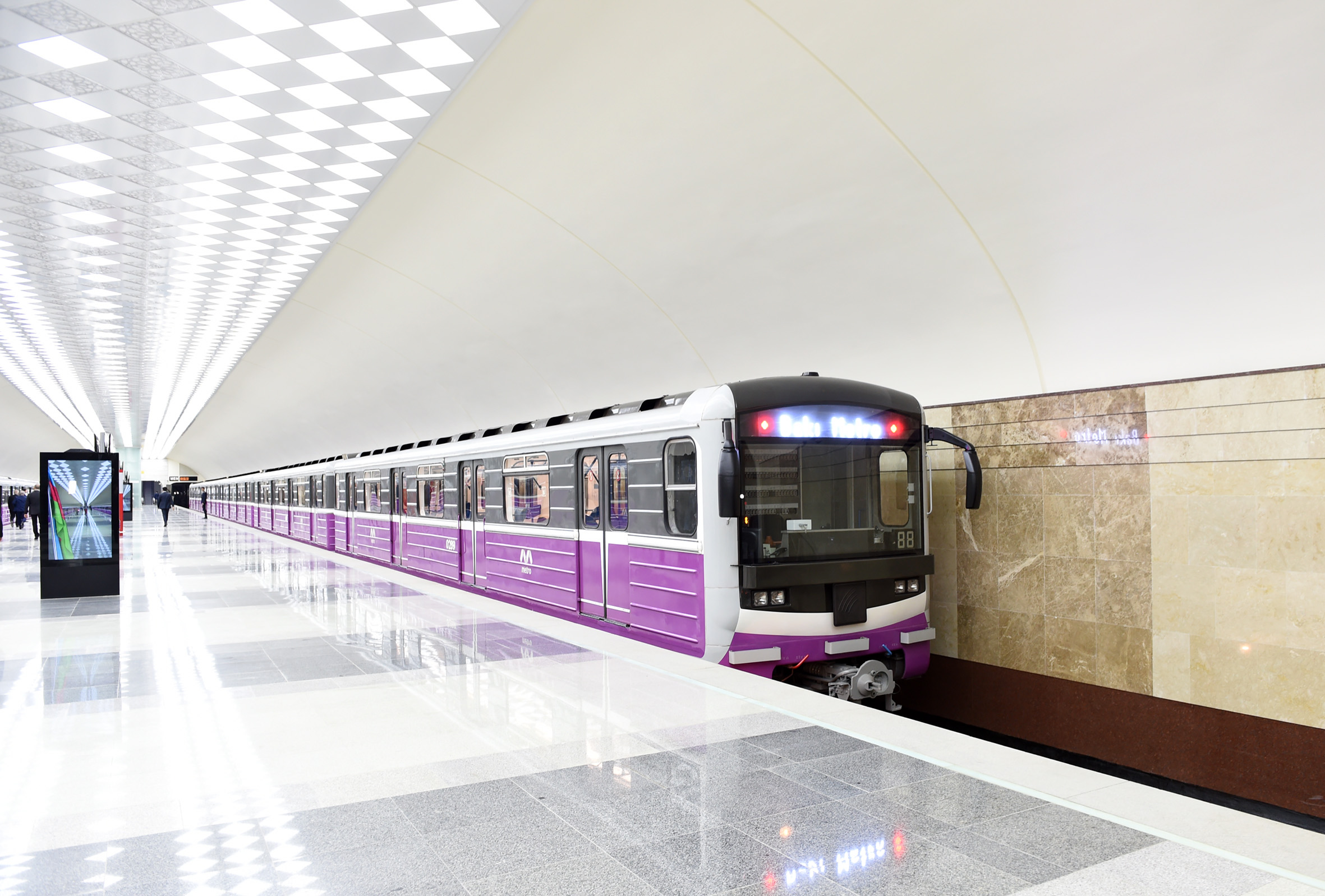
Модернизированный в Тбилиси поезд 81-717.5/714.5 с кабиной оригинального типа на станции «Автовокзал»
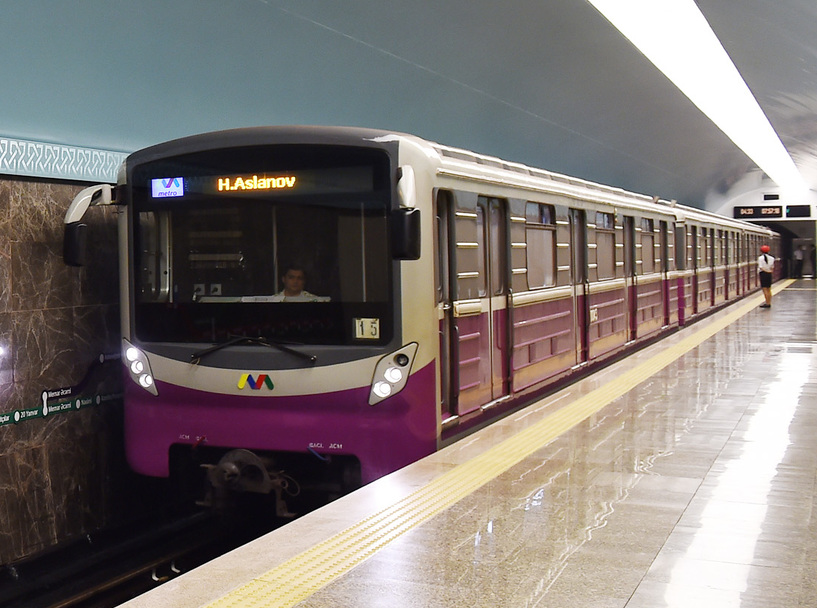
Модернизированный в Баку поезд 81-717.5/714.5 с новой маской в серо-фиолетово-белой окраске на станции «Сахил»
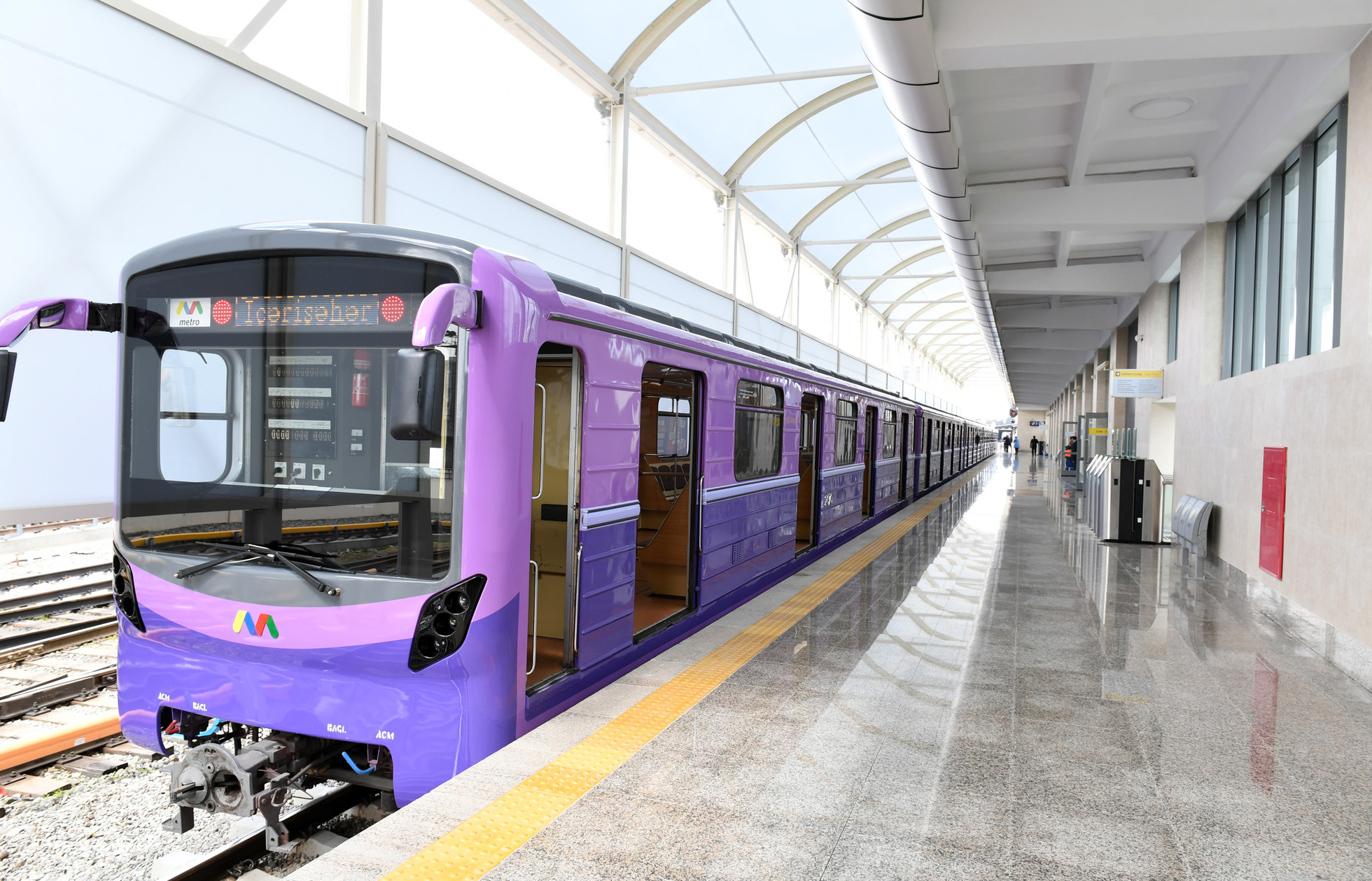
Модернизированный в Баку поезд 81-717.5Б/714.5Б с новой маской в двухцветной фиолетовой окраске на станции «Бакмил»

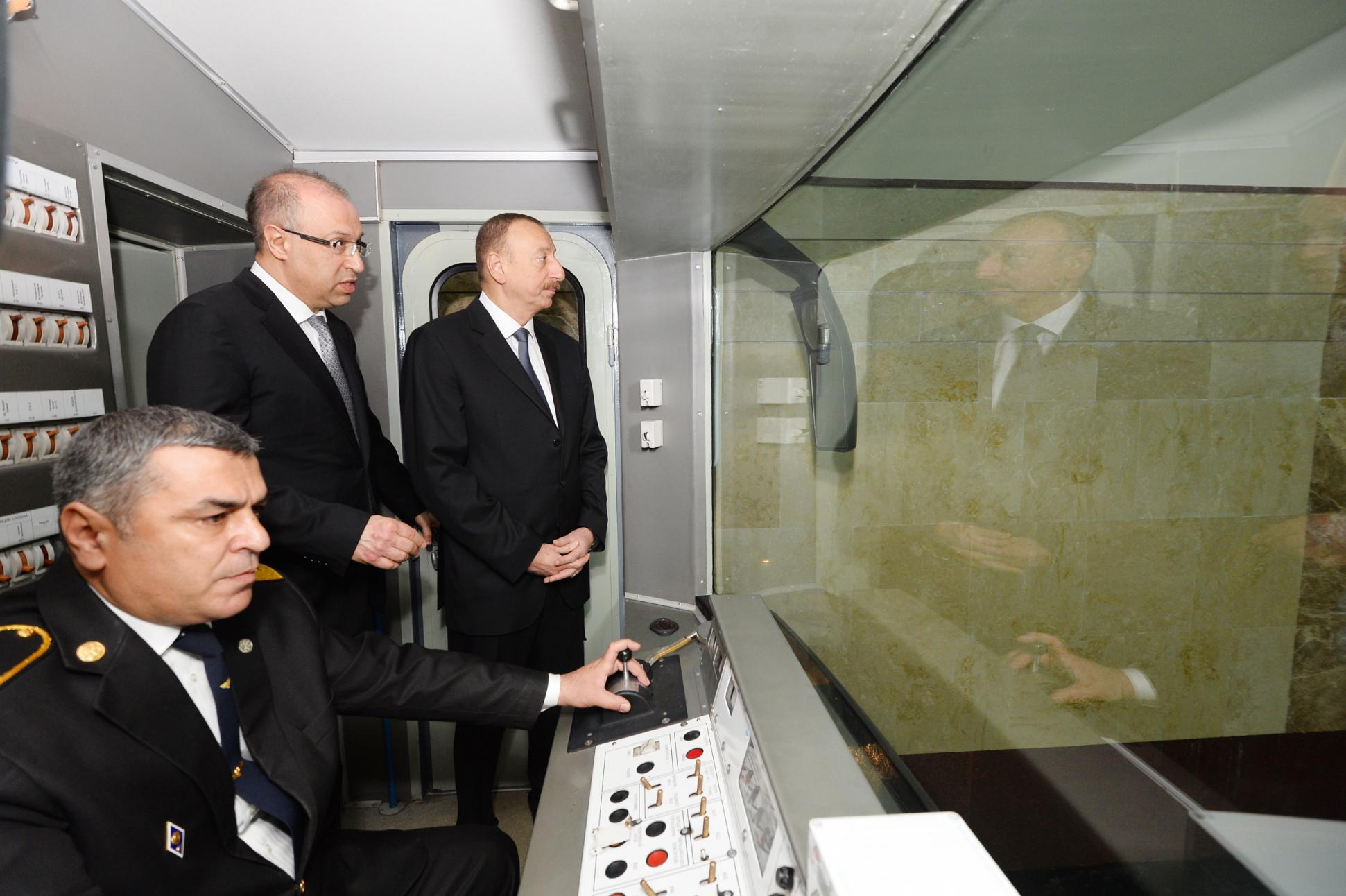
Интерьер кабины машиниста вагона, модернизированного в Тбилиси, с пультом управления ПМ.05
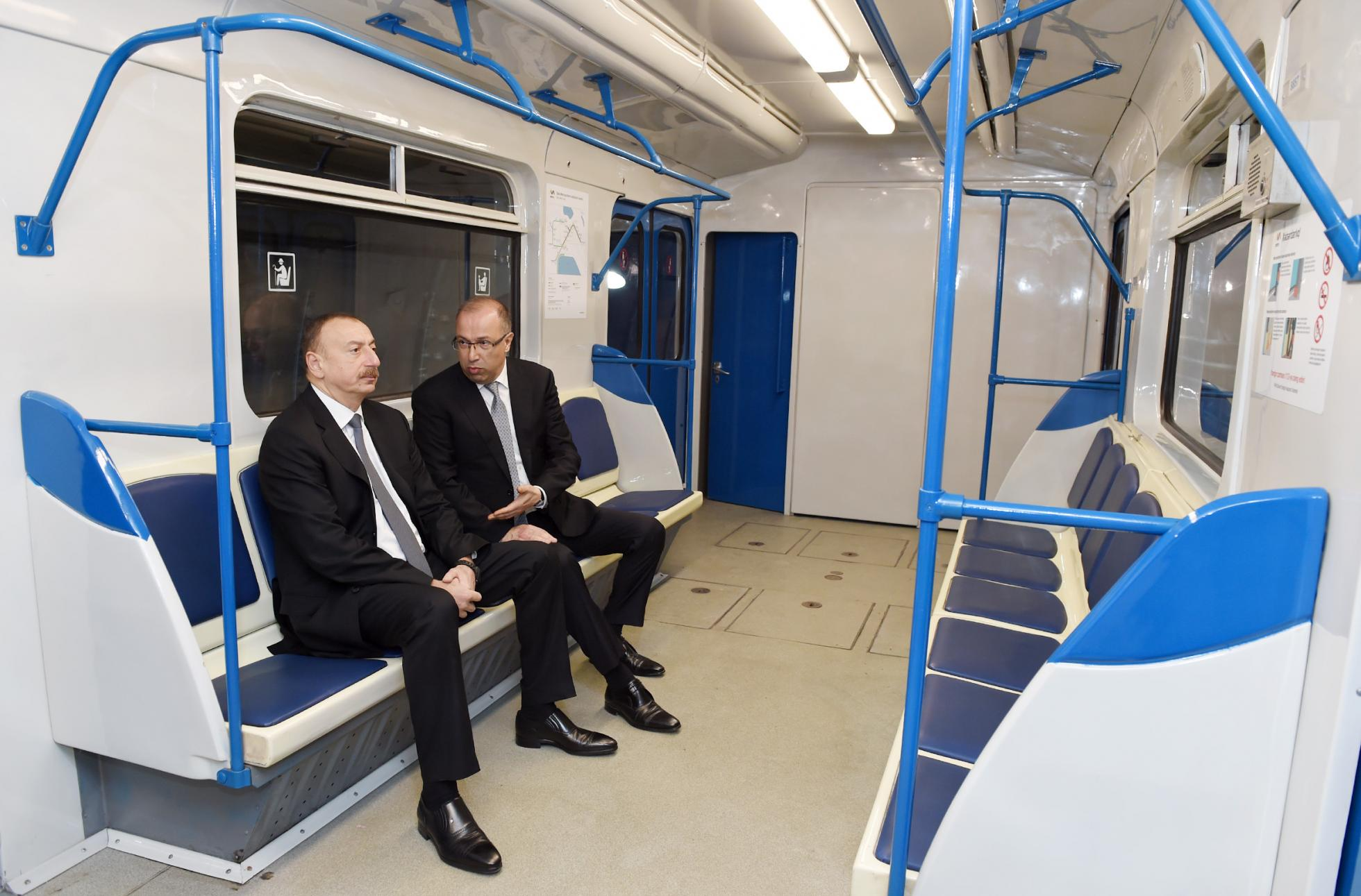
Интерьер салона головного вагона поезда, модернизированного в Тбилиси, с бело-синим оформлением
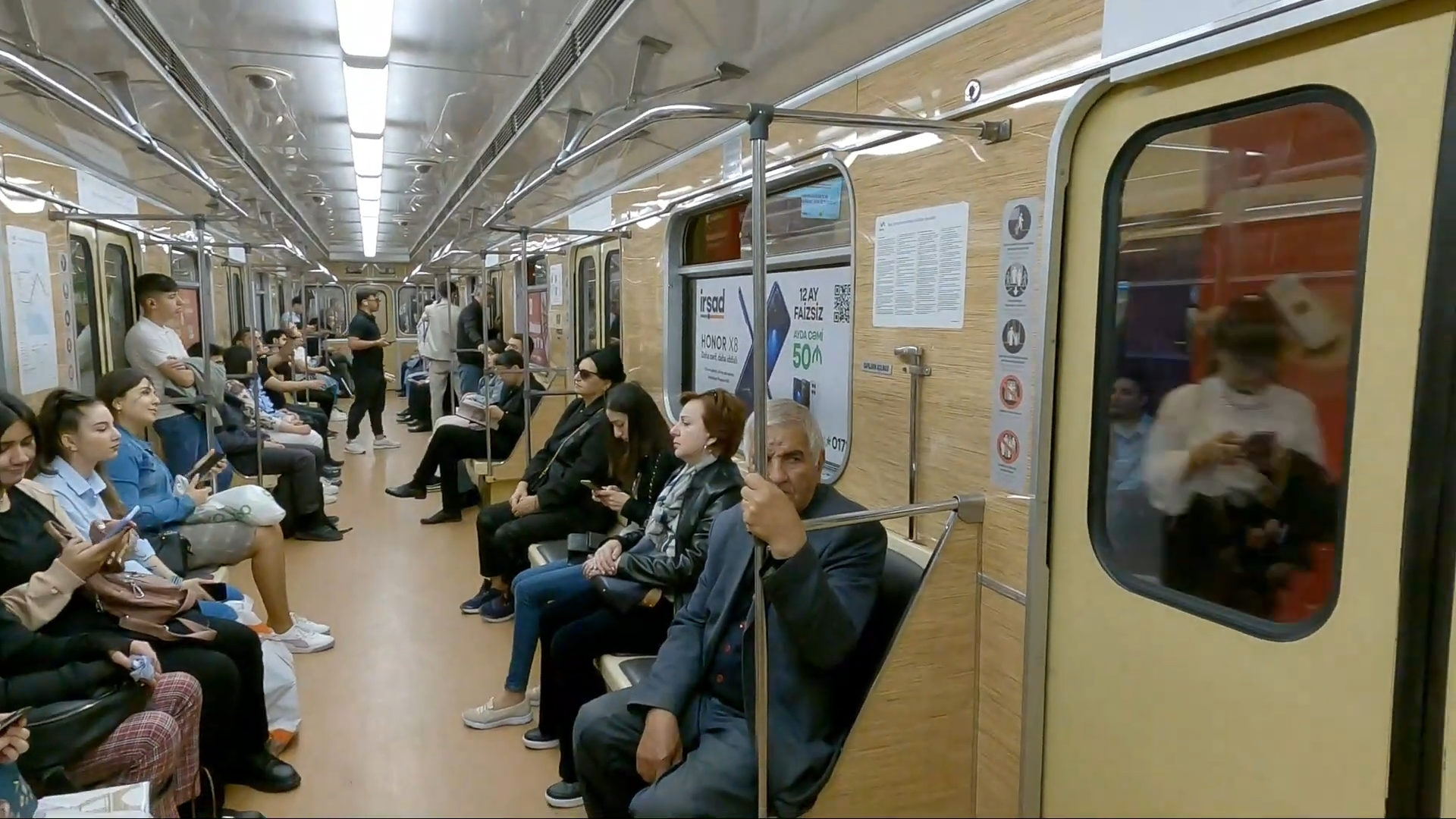
Интерьер салона промежуточного вагона поезда, модернизированного в Баку, с оформлением под дерево

#### Модернизированные вагоны 81-717/714 Ташкентского метрополитена и 81-714Уз

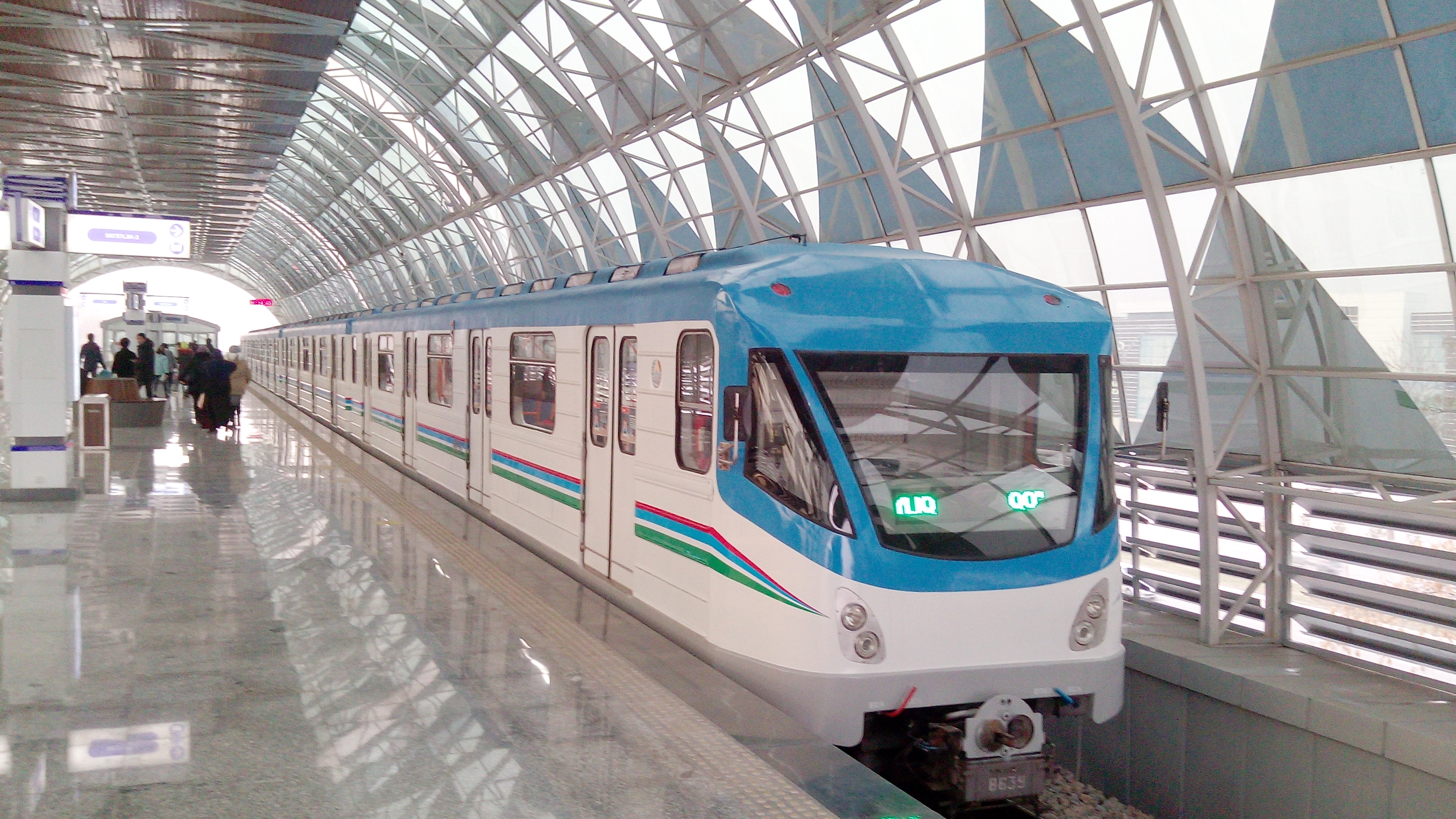
Модернизированный поезд 81-717/714 с головным вагоном 8639 с выпуклой кабиной в нестандартной бело-голубой окраске на станции «Яшнабад»

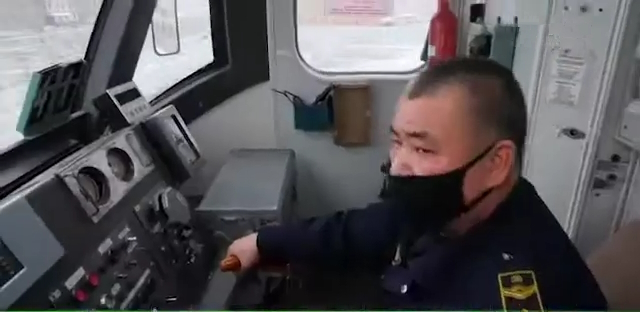
Интерьер кабины машиниста поезда с выпуклой кабиной, вид сбоку

С конца 2014 года в Ташкентском метрополитене была начата собственная программа по капитально-восстановительному ремонту и модернизации вагонов 81-717/714 базовой модели, которая проводится на Ташкентском вагоностроительном и ремонтном заводе (ТВСРЗ). В ходе модернизации производится замена лобовой части головных вагонов на новую удлинённую стеклопластиковую маску с увеличением внутреннего пространства кабины машиниста, но без замены оригинального пульта управления, смена окраски вагонов и полная замена отделки пассажирского салона на новую, а также производится обновление электрооборудования. В результате вагоны получают продление срока службы на 15 лет. Обозначение модели вагонов при этом не изменяется.
Снаружи вагоны получают сине-бело-серую окраску: в синий цвет окрашивается крыша и верхняя часть стен, двери и три полосы в нижней части кабины и стен вагона (две ниже уровня окон и одна в самом низу), в белый — боковые и торцевые стены на уровне окон и большая часть лобовой маски, а в серебристо-серый — боковые и торцевые стены ниже уровня окон и толстой гофрированной полосы посередине и нижняя часть лобовой маски. Стены и потолок салона обрамляются пластиком молочно-белого цвета, устанавливаются объединённые светло-синие диваны с кожаной обивкой и обновлённые поручни оранжевого цвета под потолком и по бокам от сидений, последние имеют дугообразную форму. Также устанавливается световая линия из новых светодиодных светильников и потолочные камеры видеонаблюдения.
Первые два состава с головными вагонами № 9130—9137 и № 9141—9144, модернизированными в начале 2015 года, получили сильно удлинённую обтекаемую маску с большой плоской верхней наклонной лицевой панелью трапециевидной формы, сужающейся книзу, двумя боковыми стенами и выступающим вперёд носом, прикрывающим автосцепку. Фары поездов утоплены в корпус под нижней чёрной частью лобового стекла на уровне пульта управления ниже уровня боковых окон и имеют прямоугольную форму со скруглёнными углами, сверху над обзорной частью лобового стекла располагается цифровая маршрутная панель, а над ней по краям чёрной панели — два маленьких красных хвостовых огня. Боковые окна лобовой маски имеют трапециевидную форму с горизонтальным нижним и верхним, вертикальным задним и наклонным передним краем, близкую к треугольной, над ними крепятся зеркала заднего вида.
Последующие составы получили новую лобовую маску выпуклой обтекаемой формы с дугообразным плавным загибом маски и лобового стекла как в вертикальном, так и в горизонтальном направлении по бокам с плавным переходом в боковые стены. Лобовое стекло стало меньше по высоте без широких чёрных зон, и маршрутная панель стала размещаться в нижней его части на уровне пульта управления. Фары стали располагаться ниже уровня лобового стекла ближе к краям лобовой части в виде двух наклонных блоков по две круглых фары в каждом, содержащих по две расположенные под углом круглые фары, а красные хвостовые огни стали утопленными в передний скат крыши. Окна боковин маски также стали выпуклыми и изогнутыми, а зеркала стали размещаться позади них. Такой вариант маски получило не менее 18 составов. Один из этих поездов с головными вагонами № 8637—8639 получил белую окраску с голубой крышей и верхней половиной кабины и голубыми и зелёными полосами по бокам, как у поездов 81-765.5./766.5/767.5 Ташкентского метрополитена, позднее весной 2023 года он был целиком был перекрашен в голубой цвет.
В 2021 году поезда стали оснащаться новой маской прямой формы с небольшим удлинением и лобовой частью чёрного цвета со скруглёнными углами. В верхней части маски над обзорной частью лобового стекла расположена маршрутная панель и два красных хвостовых огня по бокам от неё, ниже уровня лобового стекла расположена серебристая полоса, а ещё ниже, ближе к краям — фары в виде двух утопленных в корпус круглых ламп с каждой стороны друг над другом с обрамляющими их белыми полосами, сходящимися в одну. Ввиду незначительного удлинения, дополнительные боковые окна у этой кабины отсутствуют. По состоянию на 2024 год известно о не менее 4 модернизированных составах с этим вариантом кабины с головными вагонами № 0117—0122, № 8642-8644, № 8701-8702 и № 8756—8757.
Кроме 24 вышеобозначенных составов, некоторые поезда проходили на ТВСРЗ схожий КВР с переоснащением салона и обновлением окраски кузова, но без замены лобовой части кабины, например, состав с головными вагонами № 8747—8748.
С 2021 года Ташкентский вагоностроительный завод, помимо модернизации, начал производство полностью новых прицепных промежуточных вагонов, получивших обозначение 81-714Уз (Узбекистанские), конструкция которых основана на модели моторных вагонов 81-714. Вагоны строились для возможности наращивания модернизированных четырёхвагонных составов местного метрополитена до пятивагонной составности и имеют одинаковую окраску и отделку салона. Об успешных испытаниях опытного образца такого вагона стало известно в 2021 году. Испытания проводил орган по сертификации ООО «Центр сертификации железнодорожной продукции», с привлечением сотрудников кафедры электромеханического факультета Ташкентского государственного университета транспорта, совместно со специалистами завода. По состоянию на 2024 год завод выпустил не менее 10 вагонов с номерами 2101, 2202—2013, о том, были ли выпущены вагоны с номерами 2205, 2207—2212, точных данных нет.

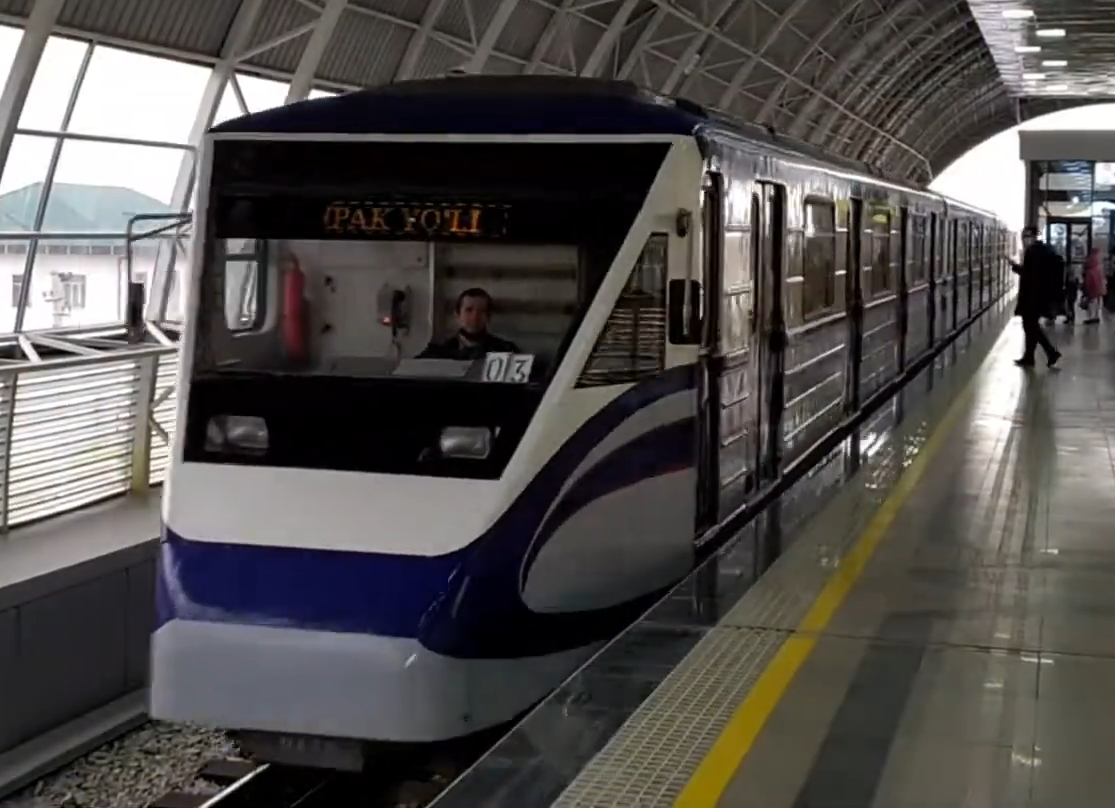
Модернизированный поезд 81-717/714 с головным вагоном 9130 с наклонной кабиной на станции «Янгихаёт»
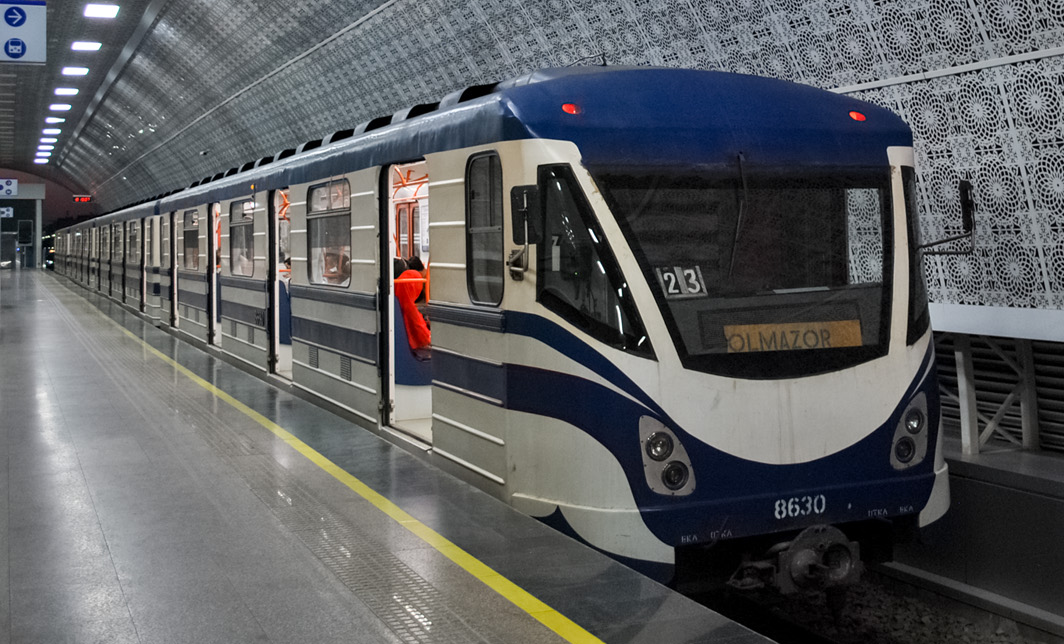
Модернизированный поезд 81-717/714 с головным вагоном 8630 с выпуклой кабиной на станции «Чинор»
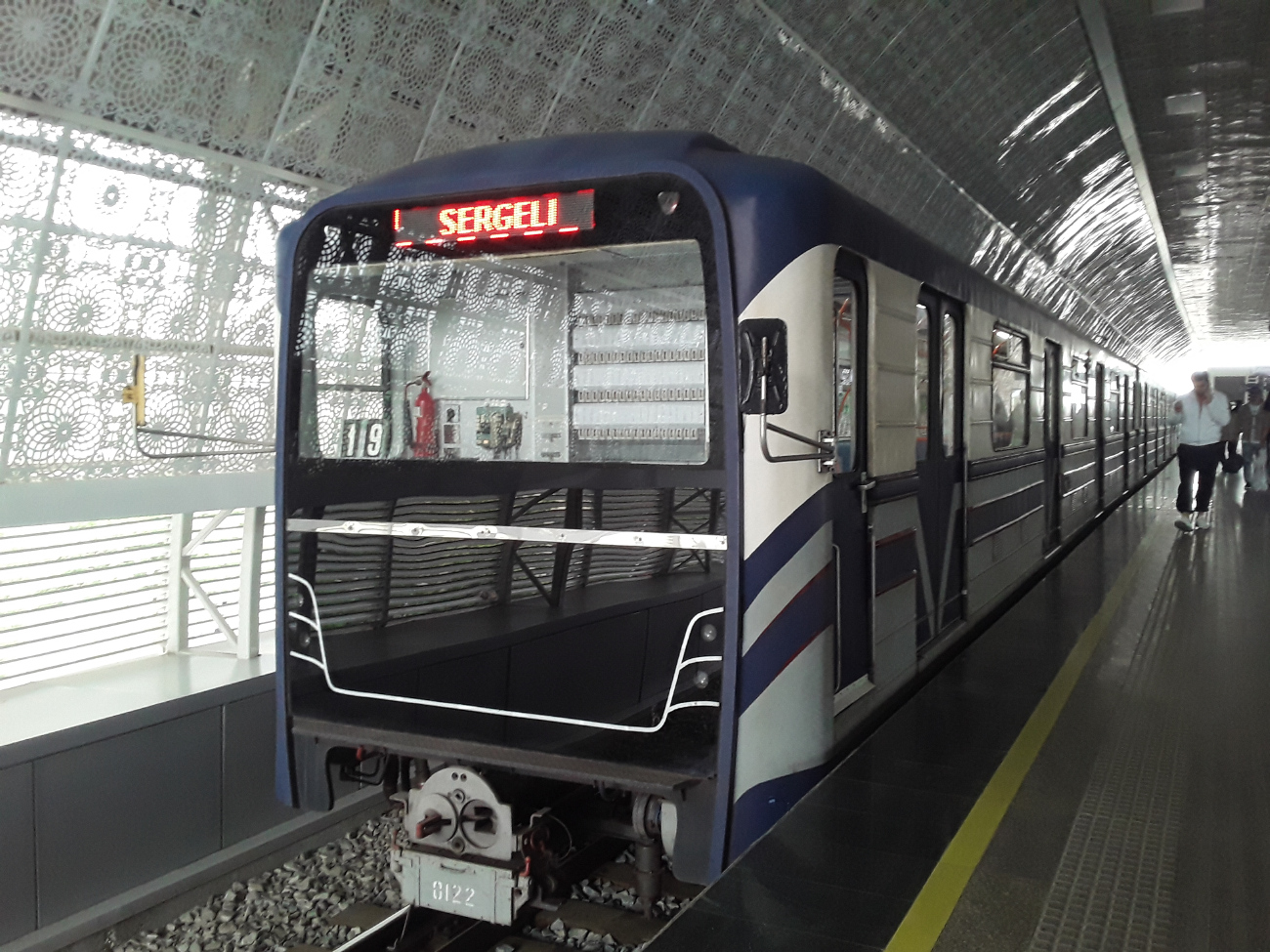
Модернизированный поезд 81-717/714 с головным вагоном 0122 с плоской кабиной на станции «Чинор»

#### Модернизированные вагоны 81-717/714Киевского метрополитена

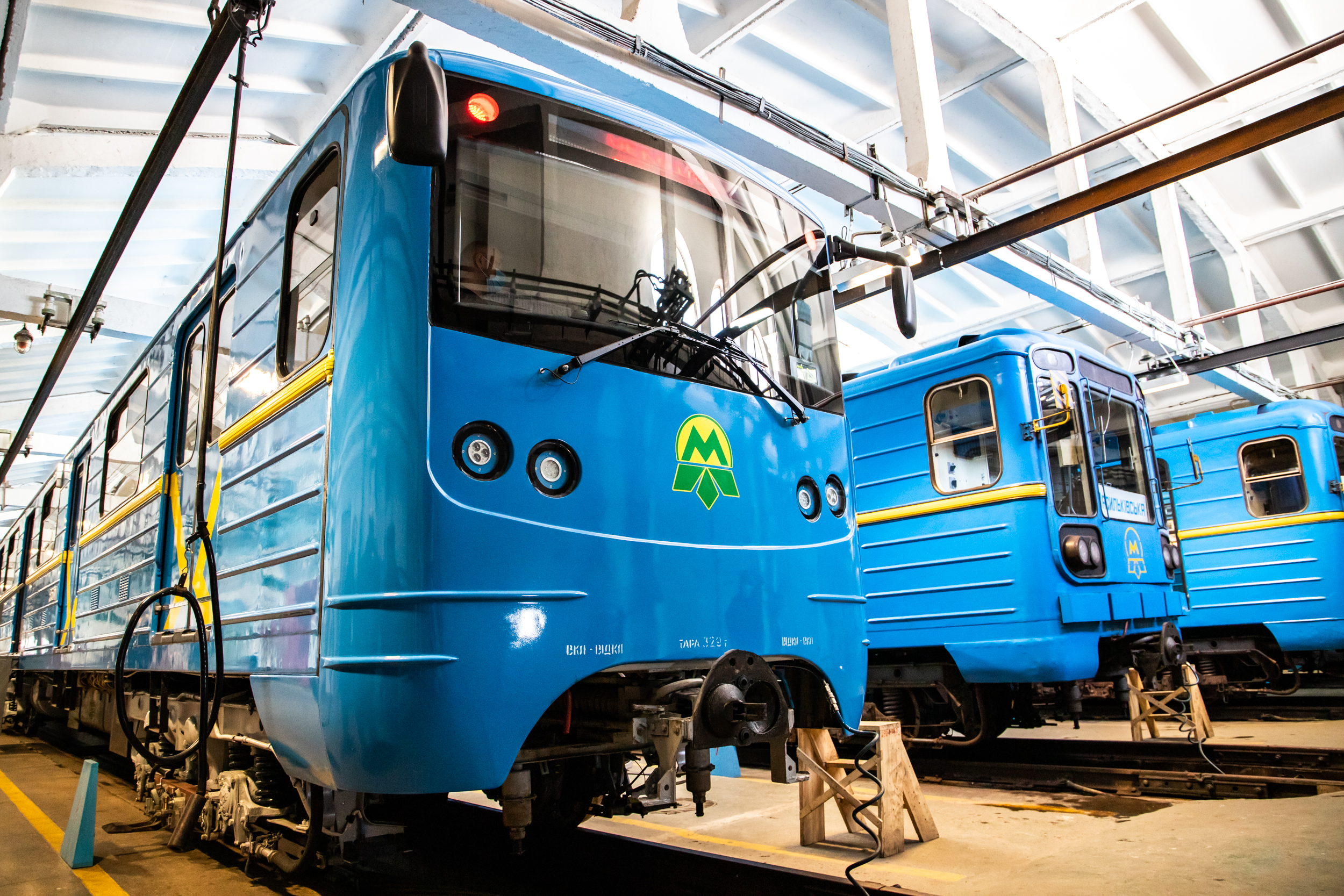
Модернизированный состав из вагонов 81-717/714 с обновлённым дизайном лобовой части (т. н. «маски»)

В конце 2019 и 2020 годах в Киевском метрополитене вагоноремонтный завод при депо ТЧ-1 «Дарница», осуществляющий капитально-восстановительный ремонт вагонов 81-717/714, провёл уникальную модернизацию одного из пятивагонных поездов с вагонами 8600-7715-7714-9546-8601, выпущенных с 1981 по 1984 год, с продлением срока их службы на 22 года. Стоимость модернизации поезда из 5 вагонов составила 35 млн грн.
В процессе модернизации на головных вагонах была установлена новая маска, применявшаяся на модернизированных Крюковским вагоностроительным заводом вагонах Е-КМ и силами электродепо ТЧ-1 «Немышлянское» Харьковского метрополитена 81-710.1, проведено полное переоснащение кабины машиниста с заменой пульта управления и пассажирского салона, обновлено электрооборудование. Новая лобовая часть кабины машиниста изготовлена из стеклопластика и имеет прямую форму со скруглёнными углами, при этом верхняя часть маски под лобовым стеклом немного вдавлена, к боковинам крепятся вынесенные вперёд зеркала заднего вида. В верхней части маски расположено широкое лобовое стекло с обрамлением чёрного цвета, в верхней зоне которого над его обзорной частью расположена маршрутная панель и два красных хвостовых огня по бокам от неё. Ниже лобового стекла расположены утопленные в корпус круглые светодиодные фары по две с каждой стороны, при этом крайние фары расположены чуть выше срединных.
В кабине машиниста установлен новый пульт управления, схожий с пультами вагонов 81-7021/7022 и Е-КМ производства КВСЗ, но имеющий собственную компоновку приборных панелей, а также новое кресло машиниста, кондиционер и лобовое стекло с электроподогревом. Пассажирские салоны и кабина получили отделку стен и потолка из белого пластика. В салоне были установлены антивандальные пластиковые сиденья со спинками и сидушками серого цвета, новое дверное оборудование, окна, потолочные светодиодные лампы в виде центральной световой линии, под потолком размещены информационные видеомониторы, а над дверями впервые в киевском метрополитене установлены светодиодные маршрутные панели для визуального станционного информирования пассажиров в салоне вагонов, которые изготавливается под конкретную линию с расположением светодиодов на линейной схеме и текстовых названий станций над каждым из них.
В июле 2020 года поезд поступил в депо ТЧ-2 «Оболонь» для проведения испытаний и обкатки, а в регулярную эксплуатацию с пассажирами на Оболонско-Теремковской линии он был введён спустя более полугода с 19 февраля 2021 года.

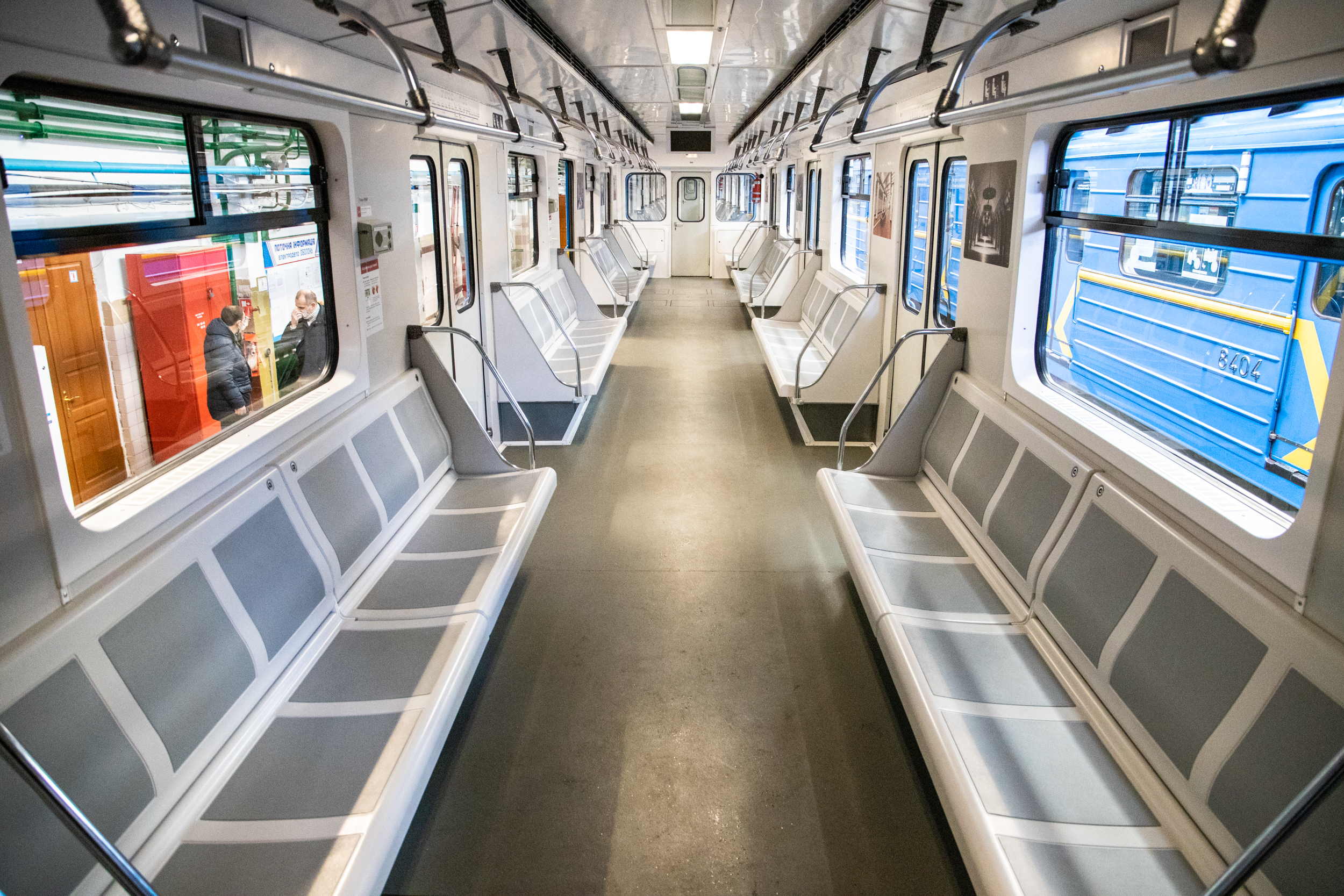
Салон поезда, общий вид
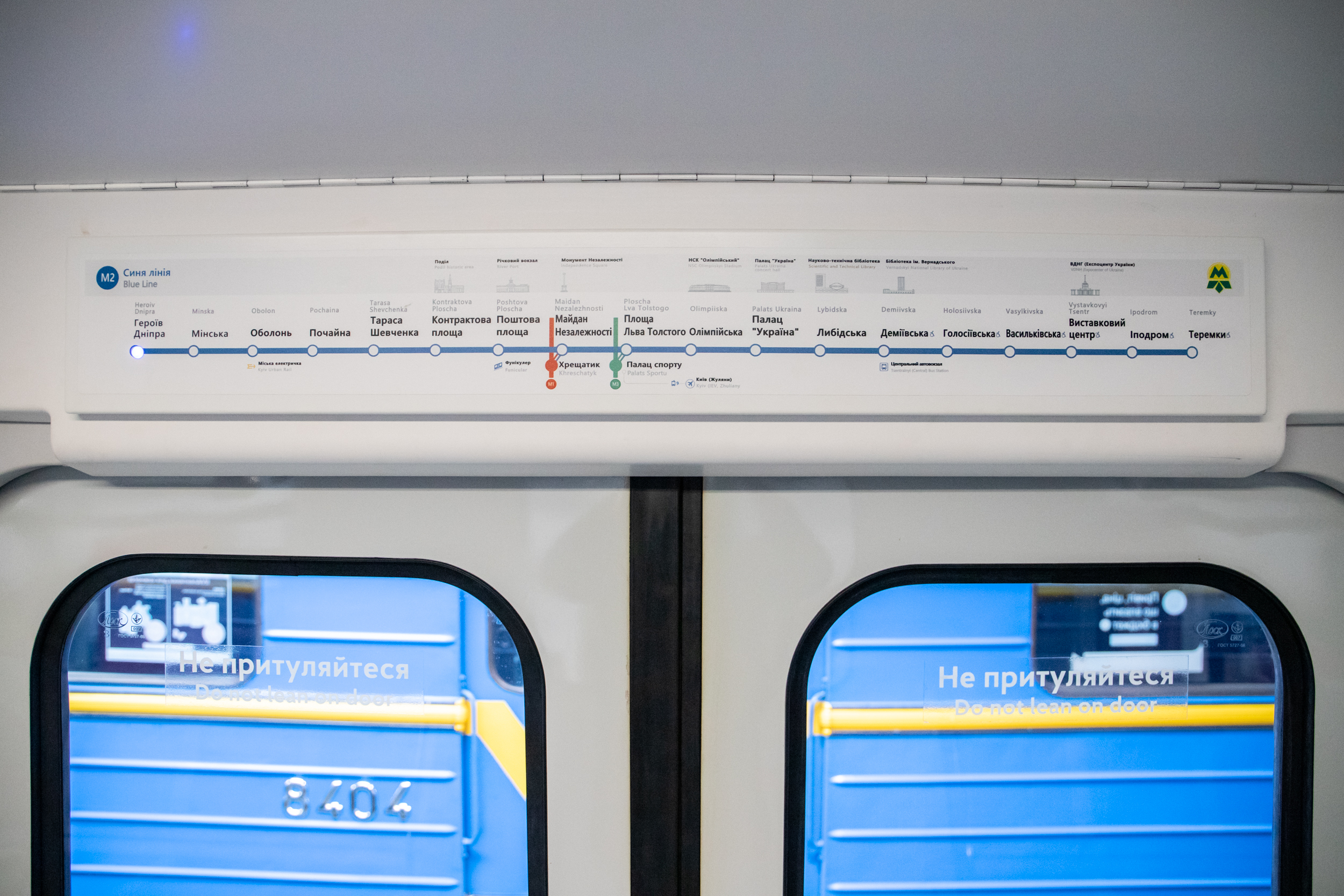
Наддверная схема Оболонско-Теремковской линии
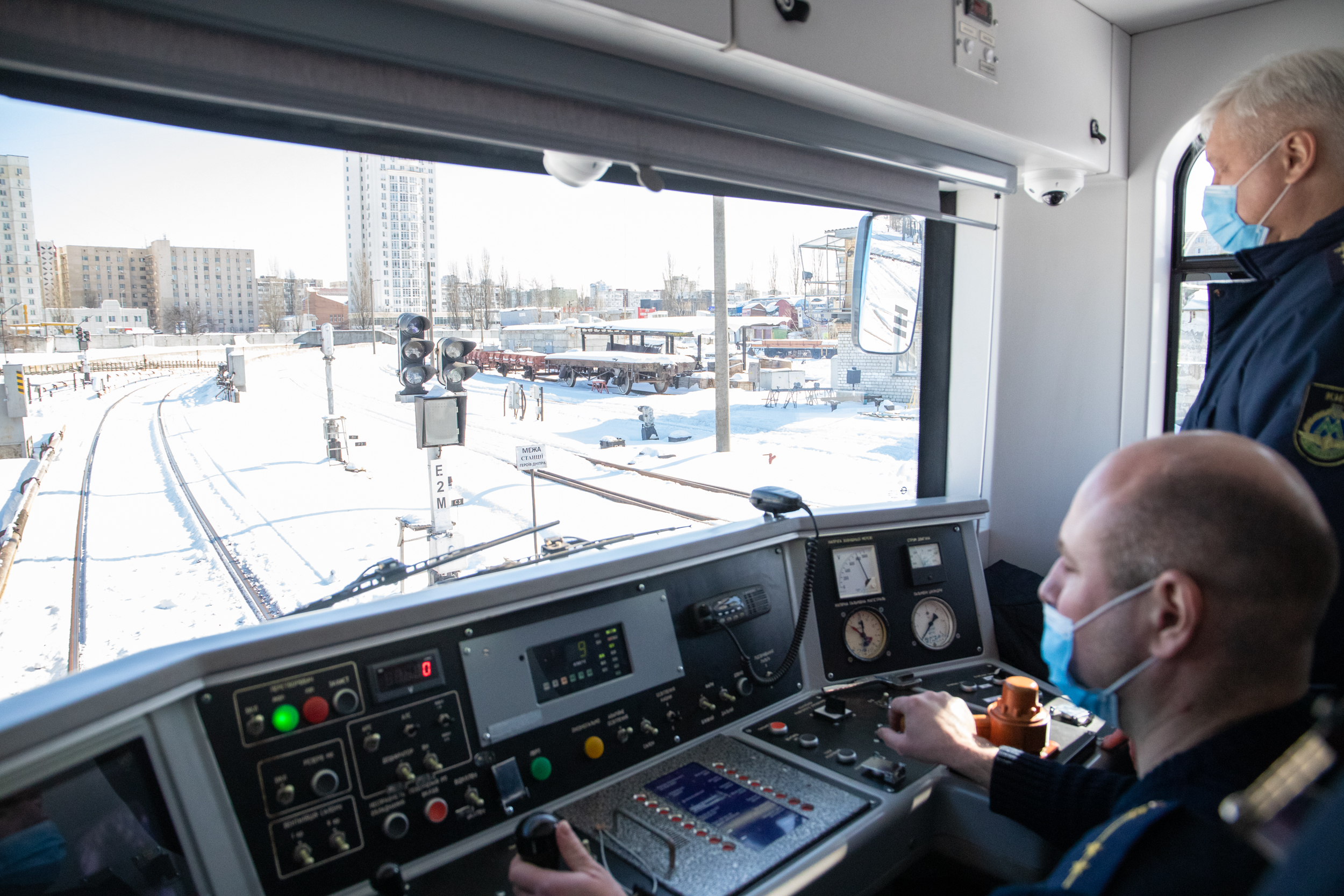
Кабина машиниста, вид на пульт управления

## Конструкция
Вагоны метро моделей 81-717/714, как правило, эксплуатируются в метрополитенах с шириной колеи 1520+4 мм и имеющих нижний токосъём. Модификации, экспортировавшиеся в страны с колеёй 1435 мм, выпускались с тележками на данную колею.
Электрическая схема цепей управления такова, что поезд может формироваться строго из обеих разновидностей, причём по концам должны находиться головные вагоны, а в центре — промежуточные. Минимальное число промежуточных вагонов равно одному, максимальное — шести. Правила технической эксплуатации (ПТЭ) допускают эксплуатацию составов минимум из трёх вагонов, и всего в поезде может быть от трёх до восьми вагонов. Однако есть и исключения — таковым является Ереванский метрополитен, где используются двухвагонные составы (два головных вагона 81-717). Кроме того, при модернизации вагонов в тип 81-717М одним из вариантов исполнения являются одиночные двухкабинные головные вагоны, которые также эксплуатируются в Ереванском метрополитене. Их количество поровну[прояснить] с двумя отдельными головными вагонами 81-717, которые были до модернизации.

Размеры вагонов

### Механическое оборудование

#### Кузов

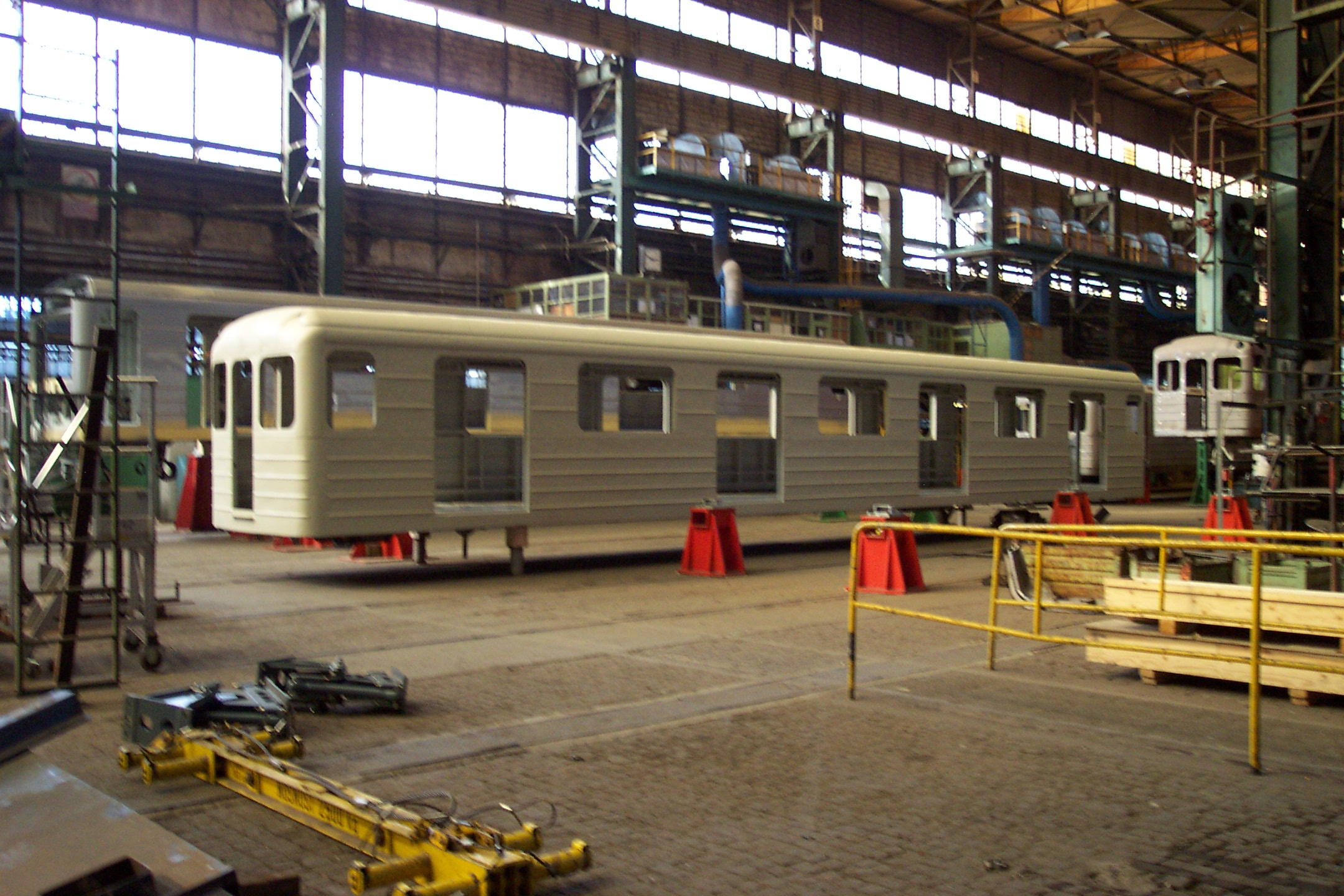
Кузов вагона 81-71 (Пражский метрополитен), подготовленный к модернизации

Вагоны 81-717/714 и их разновидности имеют цельнометаллические несущие кузова, которые по конструкции схожи с кузовами вагонов типа Еж3 и Ем. Основными частями кузова являются рама, боковые стенки, лобовые и концевые части, крыша и металлический пол. Помимо этого, в кузовах вагонов модели 81-717 расположена сплошная металлическая перегородка, отделяющая кабину машиниста от пассажирского салона. Все эти части соединены между собой с помощью электродуговой (в отдельных узлах — контактной) сварки. Материалом кузова являются углеродистые высококачественные стали.
Рама вагона представляет собой замкнутый контур размерами 18 806×2666 мм, состоящий из боковых швеллерообразных (высота 180 мм, ширина 70 мм) балок и концевых частей (служат для размещения автосцепок). По концам расположены укороченные хребтовые балки, служащие для размещения поглощающих аппаратов автосцепок и имеющие гнёзда для размещения элементов крепления самих автосцепок. Помимо этого, в набор рамы входят 2 шкворневые балки (сварены из стальных листов толщиной 10 и 8 мм, через них кузов опирается на тележки) и нескольких поперечных балок (швеллер, 180×70×6 мм). Продольные балки в раме отсутствуют, так как их функции выполняет гофрированный пол. Все элементы рамы с помощью электродуговой сварки соединены между собой в единую монолитную конструкцию.

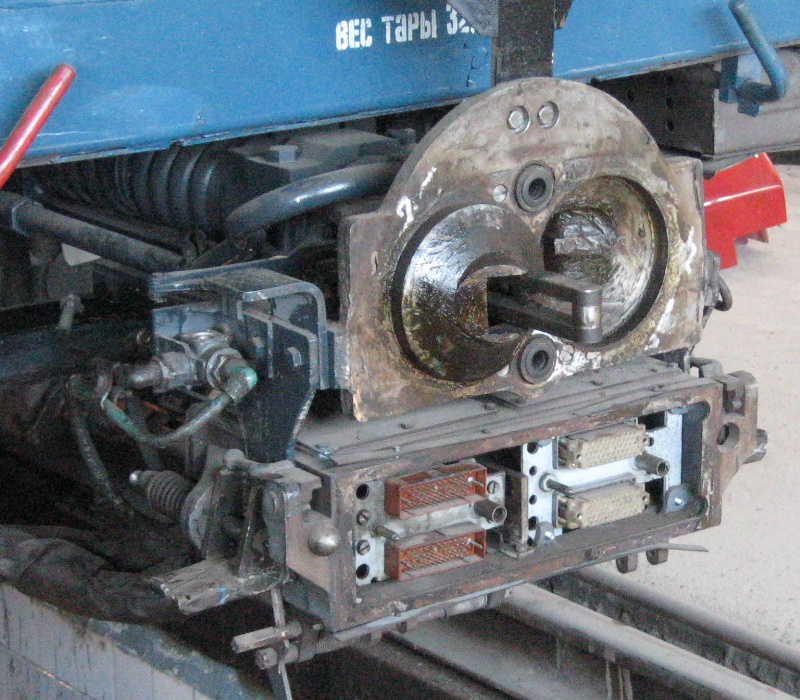
Комбинированная автосцепка с открытой электроконтактной коробкой

Между собой вагоны соединяются посредством жёсткой автосцепки Шарфенберга, которая, помимо механического соединения, одновременно соединяет поездные цепи управления, а также воздушные магистрали (напорную и тормозную, см. фото), что позволяет сократить общее время формирования поезда. Для соединения поездных проводов к головке автосцепки подвешена клеммная коробка, состоящая из четырёх разъёмов: двух штыревых и двух гнездовых. Общее число контактов в коробке — 36×4=144, однако подходящих проводов вдвое меньше. Это связано с тем, что нижние и верхние разъёмы дублируют друг друга, тем самым значительно повышая надёжность соединения цепей управления вагонов.
Боковые стенки и концевая часть кузова собраны из вертикальных стоек, подоконных балок и верхнего листа. В качестве обшивки применён стальной гофрированный лист толщиной 1,4—2 мм. Лобовая часть головных вагонов (модели 81-717) выполнена из стального штампованного листа толщиной 4 мм, дополнительно усиленного с помощью вертикальных рёбер жёсткости, и приварена непосредственно к каркасу кузова. Крыша вагона имеет полуфонарный тип, состоит из поперечных рёбер жёсткости и обшивки — стальной гофрированный лист толщиной 1,4 мм. Сверху на крыше установлены черпаки, внутри вдоль продольной оси имеются элементы для подвески светильников освещения салона. Для защиты от ржавчины, а также для повышения пожарной безопасности, металлические поверхности оклеены асбестом и покрыты огнестойкой эмалью (ПФ-218Г).
Поздние модификации вагонов получили некоторые отличия в конструкции кузова — в модификациях 81-717.6 и 81-717.5П применены стеклопластиковые маски кабины, у вагонов .5П дополнительно расширены торцевые двери вагонов (аналогично вагонам 81-540). Также многие новые вагоны выпускаются без декоративного молдинга под окнами и без водоотливного желоба под крышей.

#### Тележки
Тележки вагонов 81-717/714 моторные двухосные с индивидуальной подвеской колёсных пар, колёсная база — 2100 мм. Основой тележки является рама (1, см. схему) Н-образной конструкции, сваренная из двух поперечных и двух продольных балок. Балки имеют коробчатое сечение, что достигается за счёт профилей корытообразного сечения. Соединение балок друг с другом осуществляется за счёт сварки встык, места соединения при этом усиливаются дополнительными накладками. Материалом балок является качественная углеродистая сталь марки 20. На продольных балках установлены кронштейны для крепления пневматического оборудования, на поперечных балках установлены скользуны (8), на которые опирается кузов вагона, а также кронштейны для крепления элементов тягового привода (ТЭД и редуктор) и центрального рессорного подвешивания. По конструкции тележки вагонов 81-717/714 схожи с тележками вагонов типа Е, отличия же обусловлены более высокими мощностями тяговых двигателей, а также более высоким служебным весом вагонов. Из-за этого масса комплекта тележек возросла с 7050 до 7550 кг, то есть на полтонны. Помимо этого, тележки вагонов 81-717 и 81-714 отличаются между собой, в частности на вагонах 81-717 на передней тележке устанавливаются кронштейны для крепления приёмных катушек АРС, а на буксе передней колёсной пары установлен срывной клапан автостопа. Помимо этого, на второй тележке головного вагона установлен рельсосмазыватель, а на буксах вторых осей обеих тележек расположены датчики скорости.

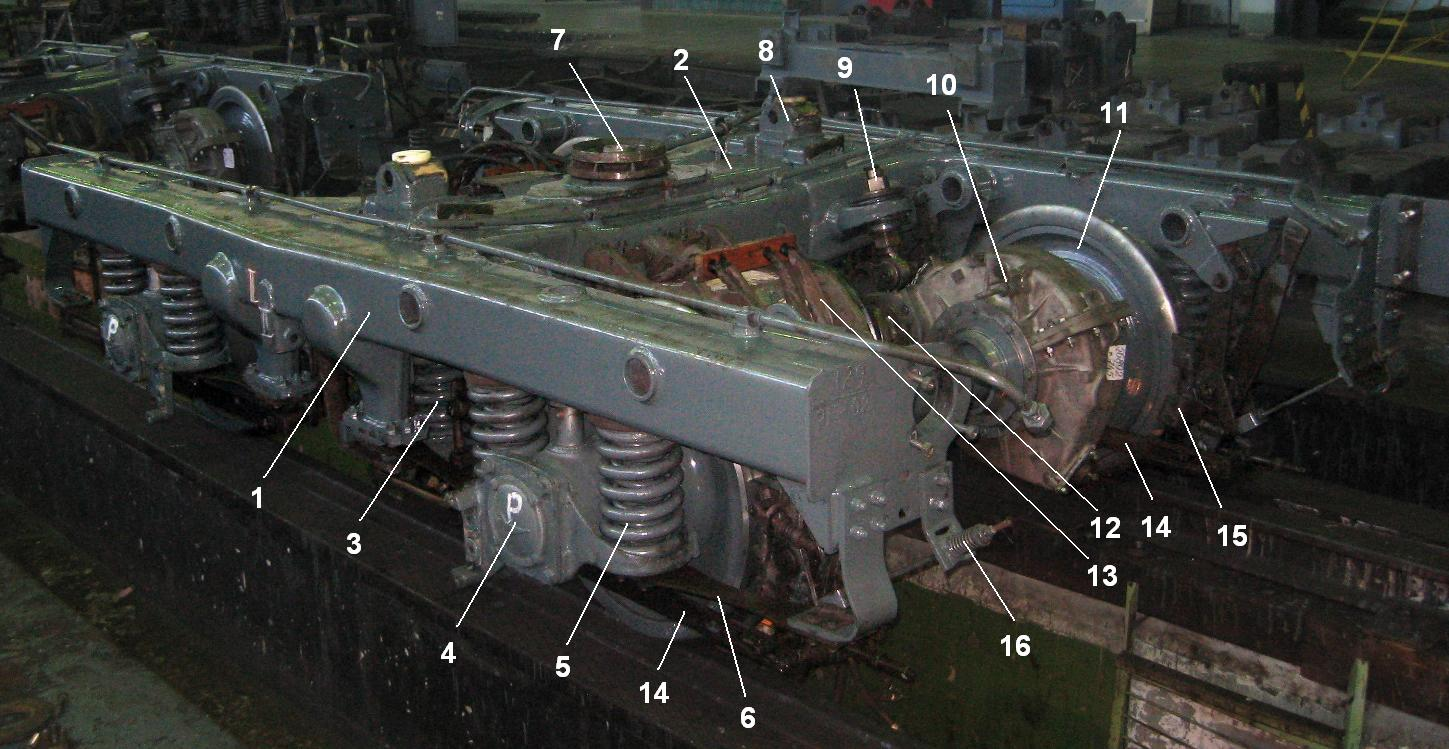
Тележка вагона 81-714 с поводковой связью букс с рамой. Сняты тормозной цилиндр, блок-тормоз и брус для токоприёмника
1 — рама; 2 — центральная балка; 3 — пружины центрального рессорного подвешивания; 4 — букса; 5 — пружины буксового рессорного подвешивания; 6 — тяговый поводок; 7 — пятник; 8 — скользун; 9 — подвеска тягового редуктора; 10 — тяговый редуктор; 11 — колёсная пара; 12 — кулачковая муфта; 13 — тяговый электродвигатель; 14 — тормозные тяги; 15 — тормозная колодка; 16 — оттягивающее устройство

Колёсные пары вагонов (11) цельнокатанные. По сравнению с вагонами типа Е, на вагонах моделей 81-714 и 81-717 диаметр осей колёсных пар увеличен со 155 до 165 мм в подступичной части и со 145 до 150 мм в центральной части. Диаметр поверхности катания колёс остался без изменений — 780 мм. Колёса запрессовываются на ось посредством горячей посадки, также на ось запрессовывается и специальная втулка, на которую уже непосредственно запрессовываются большое зубчатое колесо и опорные подшипники тягового редуктора. Для передачи продольных усилий от рамы тележки на ось колёсной пары и наоборот применены шпинтоны, закреплённые в продольных балках (на вагонах ранних выпусков — поводки (6)). Рама тележки (5) опирается на каждую буксу (4) через две цилиндрические витые пружины (5), которые имеют статический прогиб до 35 мм (под тарой вагона). Колебания буксового подвешивания гасятся во фрикционном гасителе, который представляет собой полимерную втулку, скользящую по стальному шпинтону.
В центре тележки расположена центральная балка (2), которая соединена предохранительным шкворнем с кузовом вагона и на которую непосредственно передаётся вес последнего. Кузов опирается на центральный пятник (7) балки, а для устранения боковой качки, на балке установлены боковые резиновые скользуны (8, выполнены в виде роликов). Вес центральной балки на основную раму тележки передаётся через центральное рессорное подвешивание (3), поддон и сочленённые подвески. Центральное рессорное подвешивание тележки выполнено из 4 (по 2 с каждой стороны) двухрядных витых цилиндрических пружин, со статическим прогибом 40 мм (при пустом вагоне). Гаситель колебаний в центральном подвешивании на сей раз гидравлический, установленный под углом, что позволяет ему гасить как вертикальные, так и поперечные колебания центральной балки относительно рамы тележки. Дополнительно между пружинами и поддоном имеется резиновая прокладка, служащая для поглощения высокочастотных колебаний. Каждая сочленённая подвеска (всего их в тележке 4, по 2 с каждой стороны) состоит из кованой серьги и двух кованых подвесок, шарнирно соединённых друг с другом. С целью исключения падения на путь узлов и деталей при обрыве сочленённых подвесок в центральном подвешивании применены предохранительные скобы, закреплённые в раме тележки и проходящие под выступами поддонов.

### Электрооборудование
Выпускает ООО «Силовые машины — завод Реостат» г. Великие Луки Псковской области.

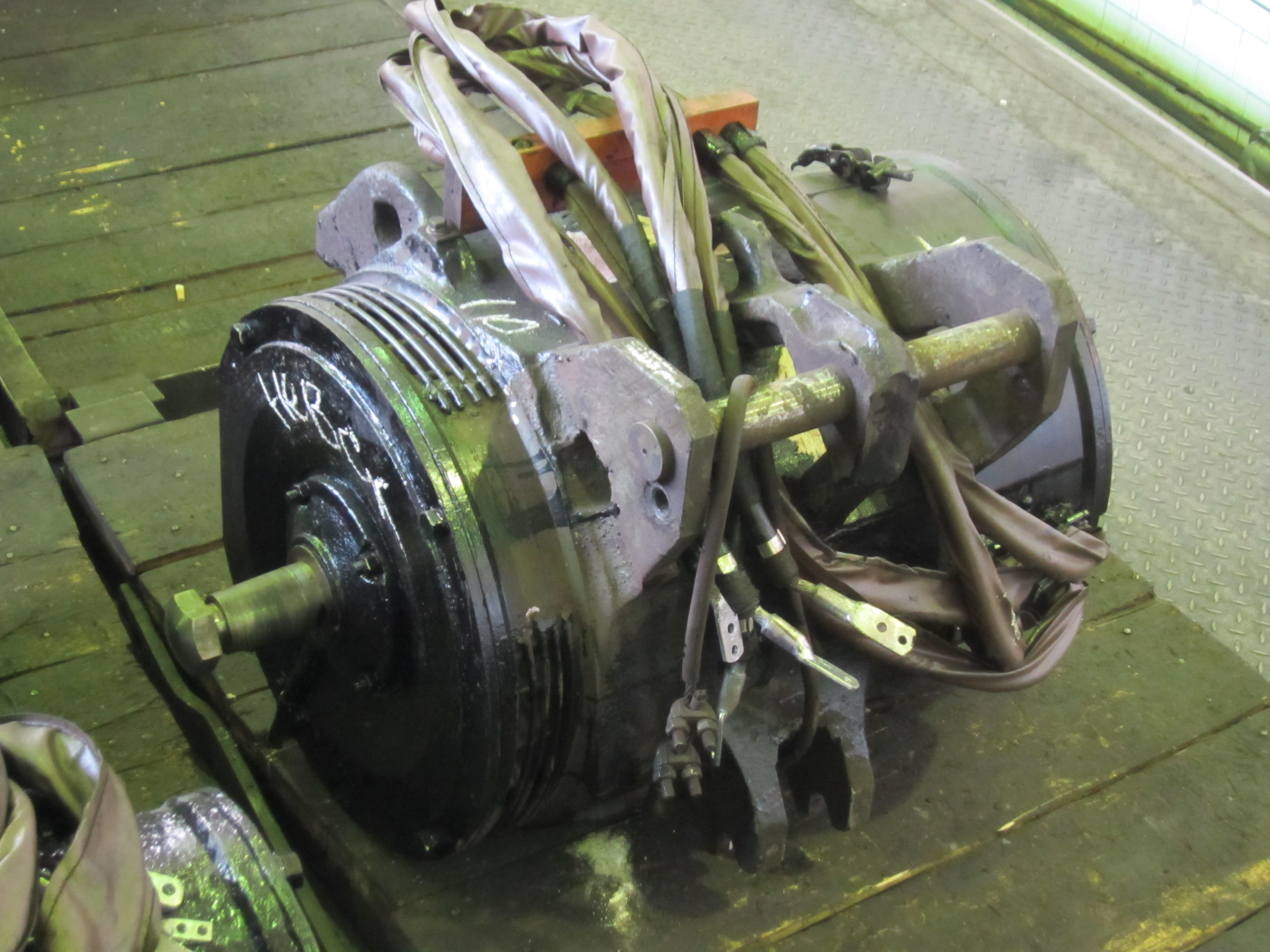
Электродвигатель ДК-117ДМ, снятый с тележки

#### Тяговые электродвигатели
На каждом вагоне установлено четыре тяговых электродвигателя ДК-117Д, ДК-117ДМ или ТДМ-1, по два на каждой тележке, с индивидуальным приводом на каждую колёсную пару. Двигатели ДК-117, ТДМ-1 постоянного тока, коллекторные, обратимые, самовентилируемые, работают в ходовом и тормозном режимах для создания тягового и тормозного усилия. Максимальная мощность каждого двигателя — 110 кВт
(ДК-117ДМ 114кВт).

#### Силовые электронные аппараты

##### Блок питания собственных нужд
Для заряда аккумуляторных батарей, питания цепей управления и вспомогательных цепей, в том числе и освещения, на вагонах установлен электронный блок питания собственных нужд (БПСН), который представляет собой статический полупроводниковый преобразователь (см. схему).

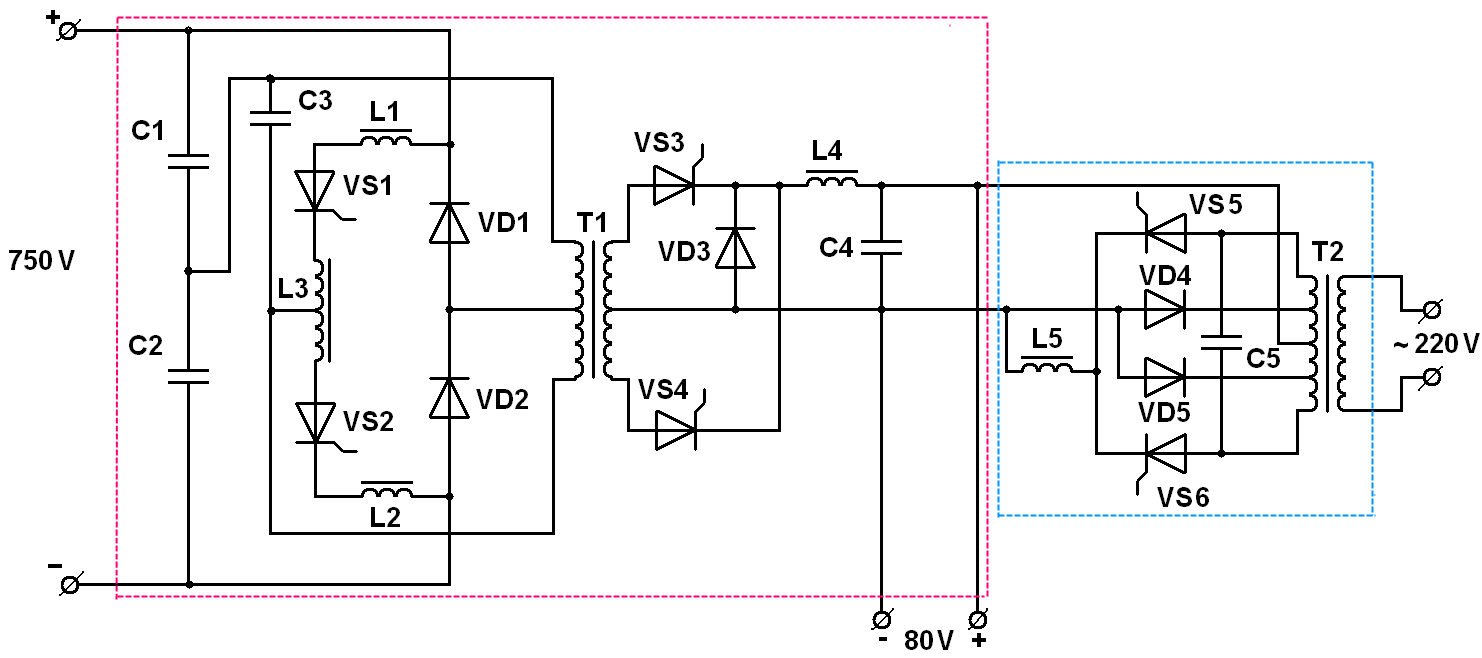
Принципиальная схема БПСН-5У2М

Структурно блок состоит из двух преобразователей: первичного и вторичного. Первичный преобразователь (на схеме выделен красным контуром) преобразует напряжение контактного рельса постоянного тока 750 В в постоянное напряжение 80 В. Конструктивно состоит из автономного инвертора тока (тиристоры VS1-2, преобразует постоянный ток в переменный), понижающего трансформатора (T1) и управляемого выпрямителя (тиристоры VS3-4, преобразует переменный ток в постоянный). Помимо тиристоров и трансформатора, в состав преобразователя входят коммутирующие диоды (VD1-3), дроссели (L1-3), конденсаторы (C1-3) и резисторы (последние на схеме не показаны), а также сглаживающий фильтр (L4 и C4). Вторичный преобразователь (на схеме выделен синим контуром) служит для преобразования постоянного напряжения 80 В в переменное 220 В, которое поступает для питания цепей освещения. Конструктивно состоит из автономного инвертора напряжения (тиристоры VS5-6) и повышающего трансформатора (T2). И инверторы, и выпрямитель выполнены по схеме с нулевой точкой, что позволяет сократить количество полупроводниковых приборов.
Прототипом БПСН являются преобразователи СПМ № 1 (первичный) и СПМ № 2 (вторичный), которые были применены в 1973 году на первых вагонах типа И. Для облегчения ремонта было решено эти два преобразователя объединить в единый модуль. Выполненный по такой схеме блок питания получил обозначение БПСН-4. Его мощность составляла 4 кВт, установлен он был на вагонах типа 81-717 и 81-714 опытной партии (6 вагонов). Начиная же с вагонов установочной партии, начал устанавливаться блок питания собственных нужд типа БПСН-5У2 (в некоторых источниках можно встретить написание БПСН-5У-2), который отличается низким шумом (источником характерного высокочастотного гула, что можно услышать на остановках, является именно БПСН, а если точнее, то дроссель L3). Его же в процессе производства сменила модернизированная версия — БПСН-5У2М, которая отличалась большей ремонтопригодностью. В частности, тиристоры и диоды в первичном и вторичном преобразователях были идентичны.
С конца 2000-х годов, в ходе крупных ремонтов (средний, капитальный), а также на новых вагонах, БПСН часто заменяется более компактными и практически бесшумными преобразователями. Так на вагонах метрополитенов России устанавливают преобразователь напряжения БПН-115 производства Санкт-Петербургского завода «Чергос» весом не более 37 кг (против 280 кг у БПСН-5У2М).

#### Аккумуляторная батарея

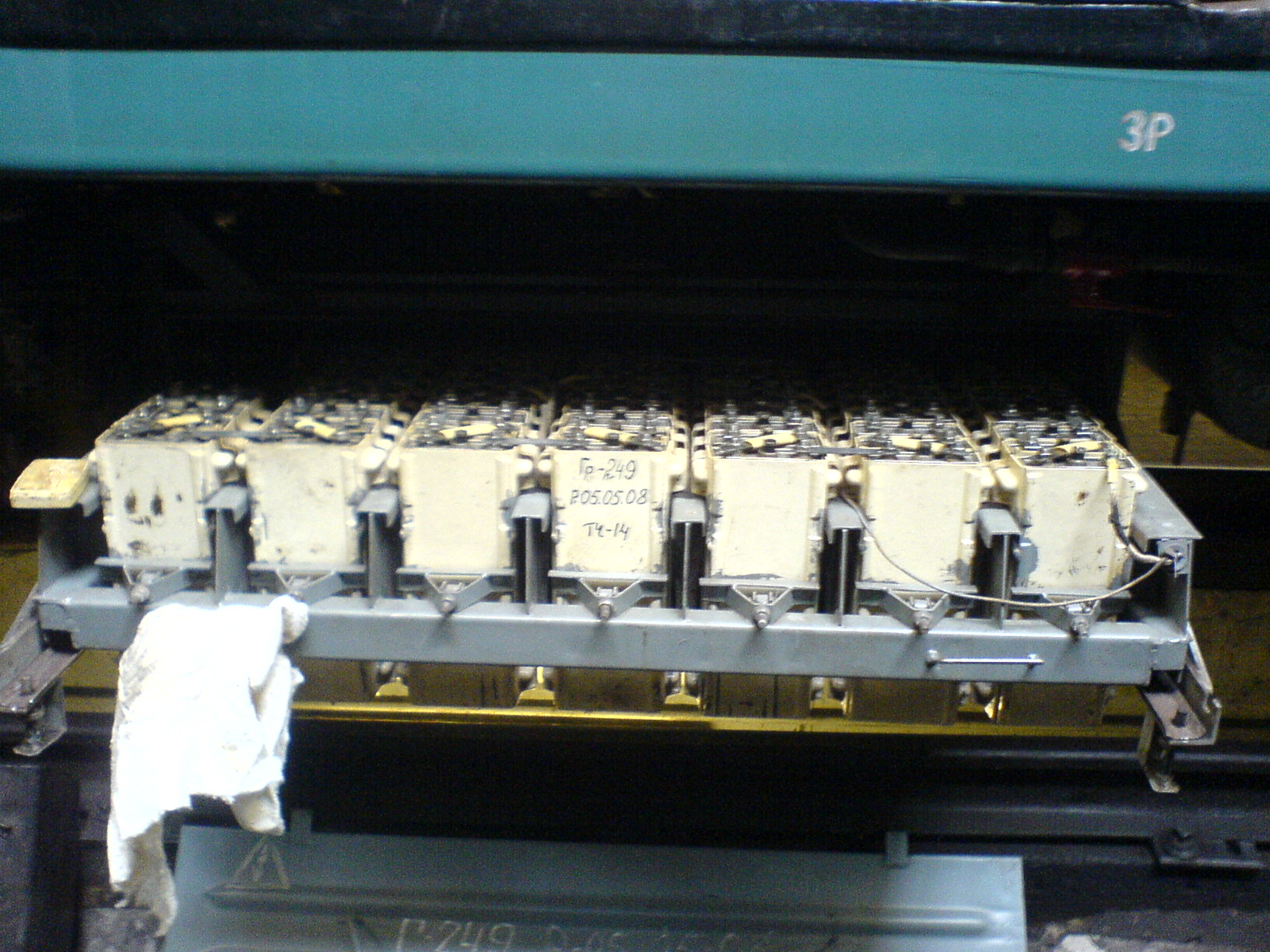
Аккумуляторная батарея 52-НК-80

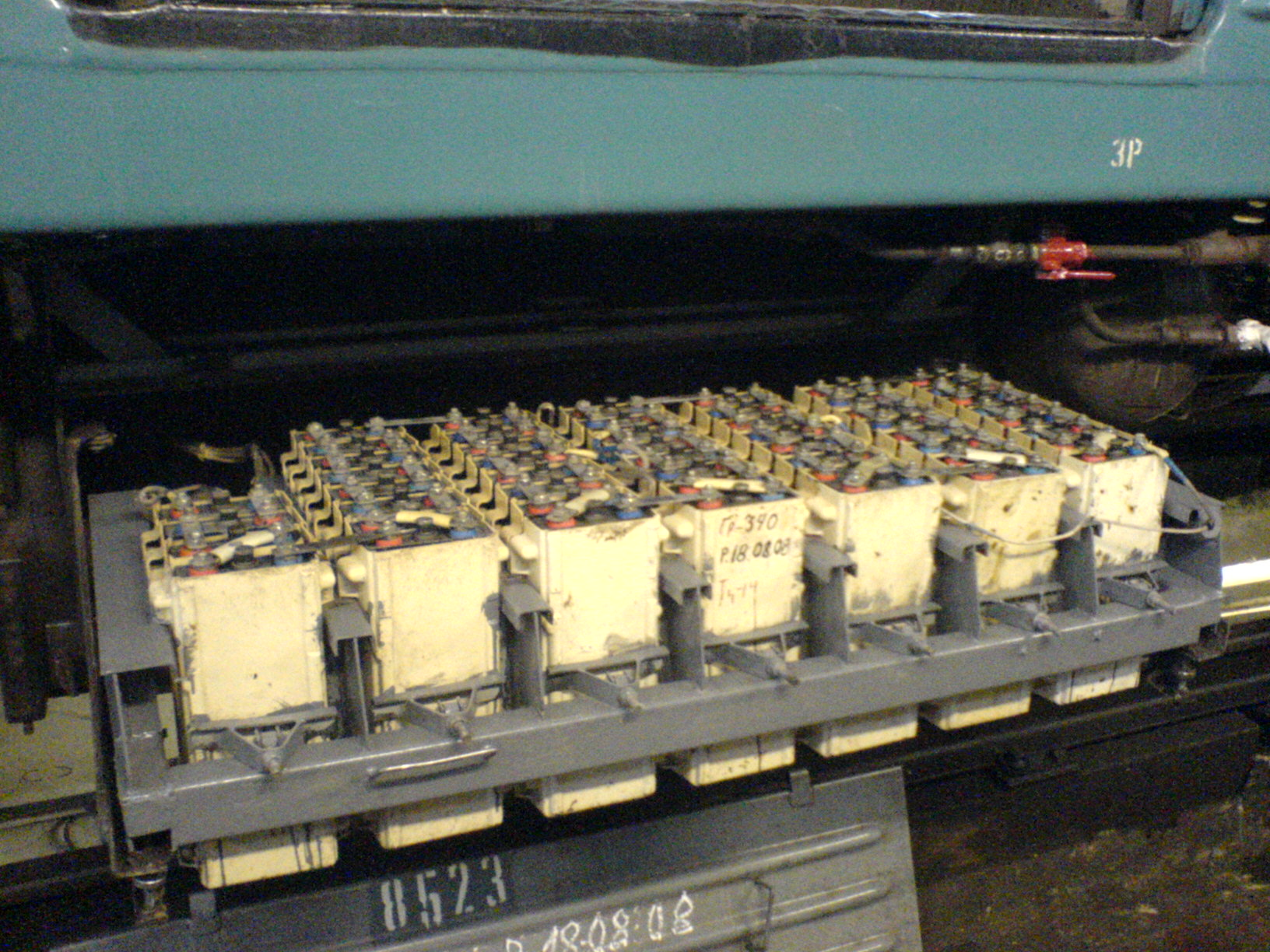
Аккумуляторная батарея 52-KPL-55

Аккумуляторная батарея предназначена для питания цепей управления и вспомогательных цепей вагона, проверки оборудования без подачи высокого напряжения в электродепо. Может также кратковременно осуществлять питание БПСН при проезде не перекрытых контактным рельсом токоразделов, длительно обеспечивать аварийное освещение и принудительную аварийную вентиляцию салона. На каждый вагон (как головной, так и промежуточный) установлено по одной батарее.
На вагоны метрополитена 81-714/717 и их модификации установлены обслуживаемые щелочные никель-кадмиевые аккумуляторные батареи. В эксплуатации находятся батареи, составленные из 52 (у вагонов Е и их модификации 56) соединённых последовательно элементов («банок») НК-80 или KPL-55. Номинальная ёмкость составляет 80 и 55 ампер-часов соответственно. Номинальное напряжение под нагрузкой не менее 62,4 В. Когда на вагон подано высокое напряжение, батарея подзаряжается от источника 80 В БПСН. Изначально элементы размещались по четыре в деревянные ящики на стальной раме, сейчас используются изоляционные футляры из стеклопластика на стальной раме. Для удобства обслуживания батарея имеет ролики, на которых выкатывается из ящика на раздвинутые поворотные кронштейны. Может вручную перекатываться с кронштейнов на специальную тележку с переменной высотой платформы для доставки в аккумуляторное отделение.
Имеет 5 выводов: «−», «+26 В», «+33 В», «+50 В», «+». Вывод «+26 В» используется только для питания лампочки, освещающей аккумуляторный ящик при поднятой для осмотра верхней крышке.
Аккумуляторная батарея проходит ревизию со сменой электролита один раз в год, ревизию один раз в шесть месяцев, усиленный заряд один раз в три месяца.

#### Тиристорный регулятор

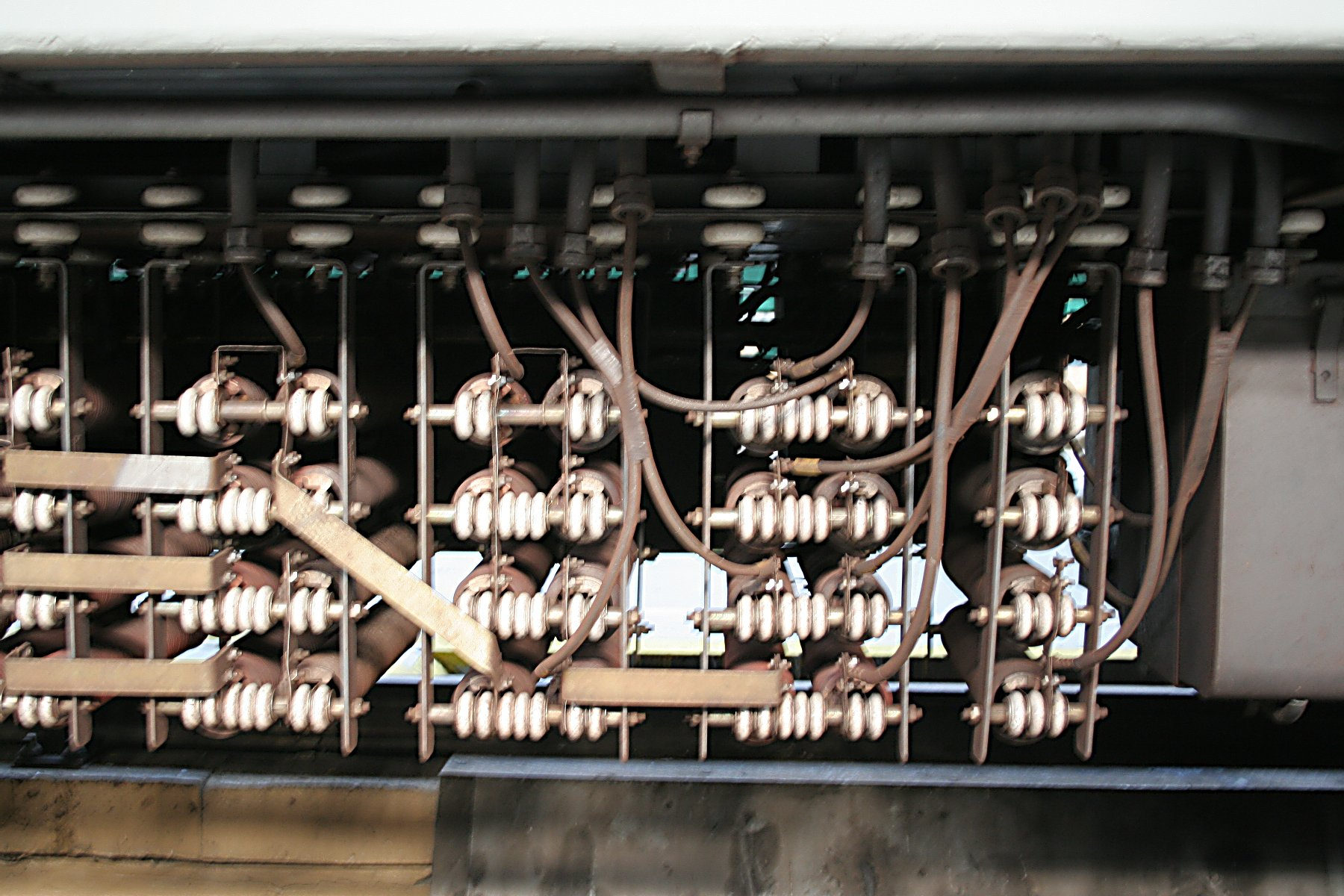
Реостаты под вагоном

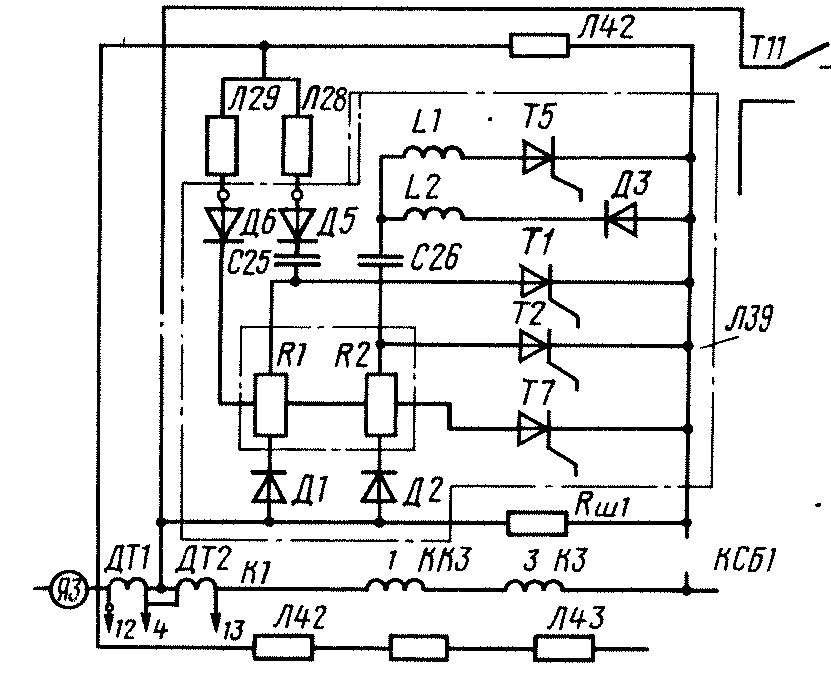
Схема тиристорного ключа

Если регулирование тока возбуждения (а, следовательно, и магнитного поля) двигателей при разгоне осуществляется ступенчато за счёт реостатов, то в режиме реостатного торможения регулирование уже плавное, что позволяет поддерживать максимально возможную тормозную силу до 55—60 км/ч. Это достигается за счёт применения тиристорного регулятора РТ-300/300А (применяется при скоростях не менее 55 км/ч). Этот регулятор состоит из силового блока, блока управления и датчика тока двигателей. Силовой блок состоит из двух идентичных тиристорных ключей-фаз, каждая из которых обслуживает отдельную группу тяговых двигателей. Тиристорные ключи, помимо самих тиристоров, состоят из коммутирующих диодов, дросселей, конденсаторов и резисторов. Оба тиристорных ключа размещены в одном модуле, что располагается под вагоном. В этом же модуле размещён блок защиты, который в аварийных ситуациях отключает тиристорный регулятор, при этом на данном вагоне электрическое (реостатное) торможение замещается пневматическим. РТ300/300 состоит из датчика тока, БУ-13 (блок управления), силовых блоков. ДТ-1 (датчик тока) служит для непрерывной передачи информации о силе тока в цепи якорей 2-й группы генераторов. БУ-13 сравнивает информацию от ДТ-1 с уставками, записанными в память БУ, результатом сравнения которых может быть ослабление или усиление магнитного поля силовых блоков.
Работа тиристорного ключа:
После окончания процесса самовозбуждения ТЭД начинает работать тиристорный ключ. В первоначальный момент основные тиристоры Т1, Т2 закрыты, а на вспомогательный тиристор Т5 подаются управляющие импульсы. В этот момент заряжаются конденсаторы C25, C26. Как только ток ТЭД, которые работают в режиме генераторов достигнет значения 130—150 Ампер, основные тиристоры Т1, Т2 откроются, а вспомогательный тиристор Т5 закроется, ток силовой цепи по большей части будет проходить через основные тиристоры, в то же время ток, проходящий через обмотку возбуждения, будет незначительно падать ввиду большой её индуктивности. В этот момент произойдет перезаряд конденсаторов до обратной полярности. Через определённый период времени, задаваемый блоком управления, тиристор Т5 снова откроется и коммутирует разрядный ток конденсаторов С25, С26 навстречу току в основных тиристорах Т1, Т2, вследствие чего последние закроются (ток конденсаторов вытеснит основной ток, который проходит через тиристоры). Индуктивности L1, L2 предназначены для ограничения скорости нарастания токов через основные тиристоры при их включении. Далее процесс повторяется. Тиристорный ключ прекращает свою работу в тот момент, когда коэффициент возбуждения станет равным 1.
1 уставка — 160 А (Т1)
2 уставка — 250 А (Т1А и Т2), может увеличиваться в зависимости от загрузки вагона

### Интерьер

#### Кабина машиниста

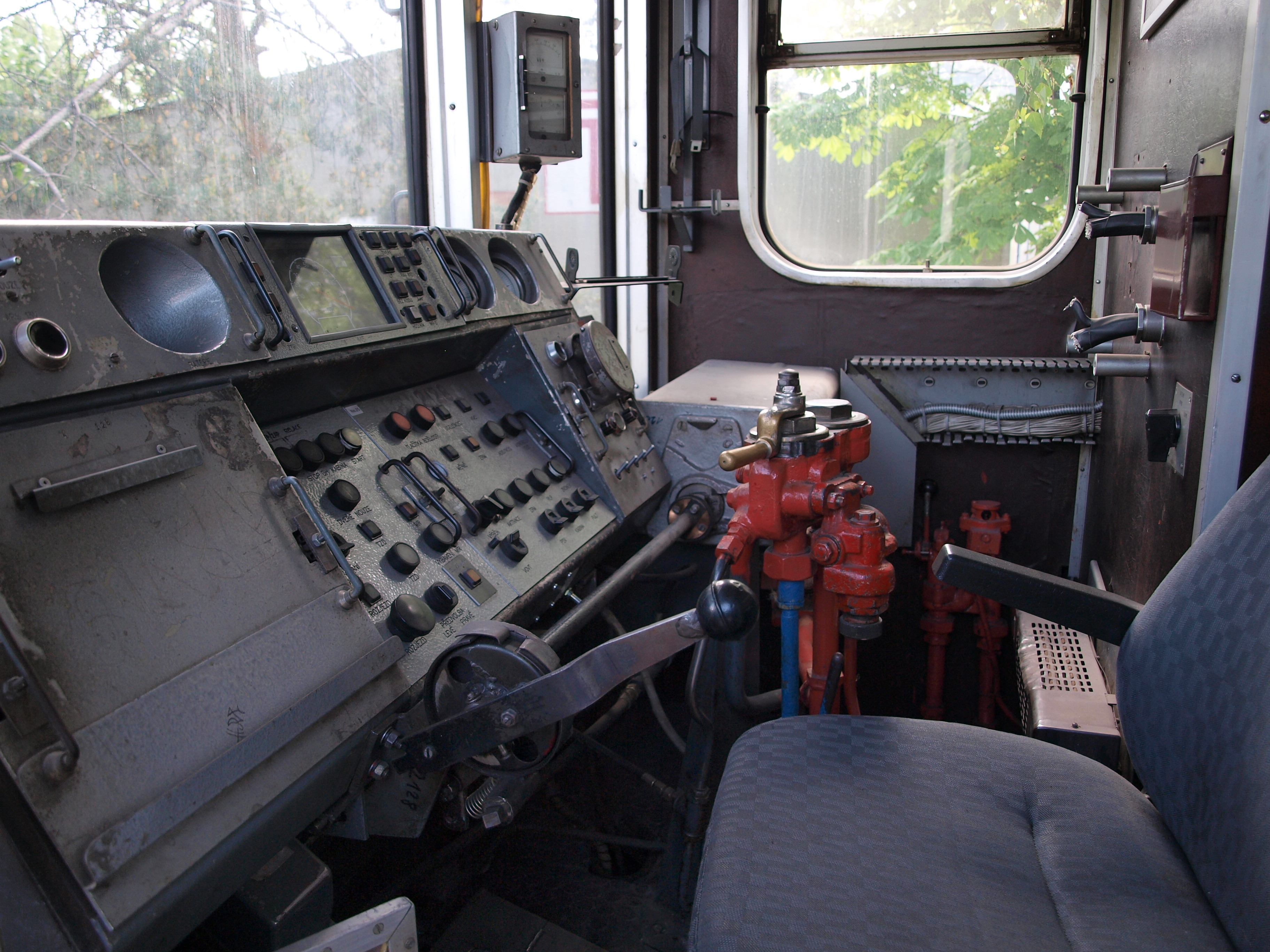
Общий вид кабины 81-717.1
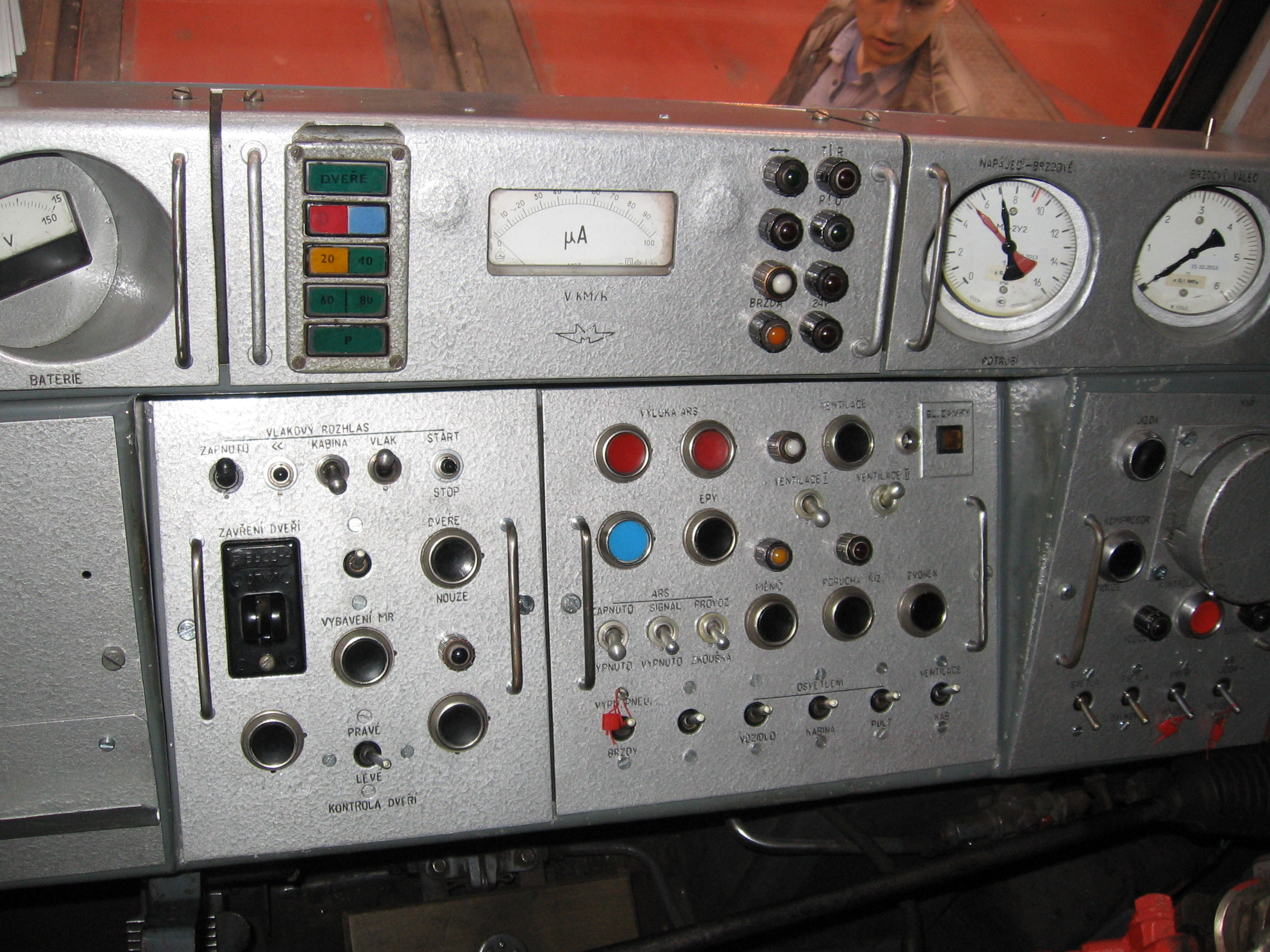
Пульт машиниста
- Машинист управляет диагностическим поездом «Синерги́я» 81-717/714

#### Пассажирский салон
Пассажирские сиденья в вагонах 81-717/714 расположены продольно спинками к стенам вагона по бокам от центрального прохода. В базовом исполнении сиденья имеют сплошную кожаную обшивку, перегородки между сидячими местами отсутствуют. При прохождении поездом капитального ремонта основание сидений зачастую меняется на пластиковое с установкой отдельных для каждого пассажира подкладок из кожзама, в некоторых случаях между сиденьями могут устанавливаться металлические перегородки. Сиденья в пространстве между дверями вмещают 6 человек, в торцевой части вагонов — 3 (при установке перегородок число мест в торцах может быть сокращено до 2). Всего головные вагоны 81-717 имеют 42 сидячих места, а промежуточные 81-714 — 48 (в некоторых вариантах — 40 и 44 соответственно).
| 81-714.5                               | 81-714. Лампы в 2 ряда                          | 81-717 (головной)                       |
| 81-714.5 с отделкой салона под «Ясень» | 81-717/714 с короткими плафонами ламп освещения | 81-717.3/714.3. Варшавский метрополитен |
| 81-717.6/714.6                         | 81-717.5П/714.5П                                | Полосатый экспресс                      |

### Изменения в конструкции
В процессе выпуска вагонов 81-717/714 в их конструкцию постоянно вносились изменения. Основные изменения приведены в таблице:
| Конструктивные изменения вагонов моделей 81-717 и 81-714 в процессе выпуска                                                                                        | Конструктивные изменения вагонов моделей 81-717 и 81-714 в процессе выпуска | Конструктивные изменения вагонов моделей 81-717 и 81-714 в процессе выпуска | Конструктивные изменения вагонов моделей 81-717 и 81-714 в процессе выпуска | Конструктивные изменения вагонов моделей 81-717 и 81-714 в процессе выпуска | Конструктивные изменения вагонов моделей 81-717 и 81-714 в процессе выпуска | Конструктивные изменения вагонов моделей 81-717 и 81-714 в процессе выпуска |
| Изменение | Номера вагонов, в которые внесены изменения                                 | Номера вагонов, в которые внесены изменения                                 | Номера вагонов, в которые внесены изменения                                 | Номера вагонов, в которые внесены изменения                                 | Номера вагонов, в которые внесены изменения                                 | Номера вагонов, в которые внесены изменения                                 |
| Изменение | Мытищинский машиностроительный завод                                        | Мытищинский машиностроительный завод                                        | Мытищинский машиностроительный завод                                        | Ленинградский вагоностроительный завод имени И. Е. Егорова                  | Ленинградский вагоностроительный завод имени И. Е. Егорова                  | Ленинградский вагоностроительный завод имени И. Е. Егорова                  |
| Изменение | Дата внедрения                                                              | Вагон модели                                                                | Вагон модели                                                                | Дата внедрения                                                              | Вагон модели                                                                | Вагон модели                                                                |
| Изменение | Дата внедрения                                                              | 81-717                                                                      | 81-714                                                                      | Дата внедрения                                                              | 81-717                                                                      | 81-714                                                                      |
| --- | --------------------------------------------------------------------------- | --------------------------------------------------------------------------- | --------------------------------------------------------------------------- | --------------------------------------------------------------------------- | --------------------------------------------------------------------------- | --------------------------------------------------------------------------- |
| Применена принудительная вентиляция пассажирского салона | 1981                                                                        | 9207                                                                        | 9565                                                                        | март 1982                                                                   | 8473                                                                        | 7440                                                                        |
| Деревянный ящик аккумуляторных батарей заменён на металлический | январь 1983                                                                 | 9274                                                                        | 9684                                                                        | январь 1980                                                                 | 8400                                                                        | 7202                                                                        |
| Для отделки применён трудногорючий пластик ТУ 400-1-18-79 «Дуб-59», двери изнутри и каркас диванов стали окрашивать эмалью ПФ-115 бежевого цвета                   | январь 1980                                                                 | 9233                                                                        | 9589, 9593, 9594, 9596                                                      | —                                                                           | —                                                                           | —                                                                           |
| Для отделки применён трудногорючий пластик ТУ 6-05-1305-77, двери изнутри и каркас диванов стали окрашивать эмалью ПФ-115 «Белая ночь» с расцветкой «Редкий холст» | —                                                                           | —                                                                           | —                                                                           | январь 1980                                                                 | 8400                                                                        | 7202                                                                        |
| Штампованный профиль бокового пояса рамы заменён на прокатный | 1978                                                                        | 9052                                                                        | 9356                                                                        | январь 1980                                                                 | 8400                                                                        | 7202                                                                        |
| На боковых окнах кабины машиниста стали устанавливать стеклоочистители                                                                                             | февраль 1979                                                                | 9085                                                                        | —                                                                           | август 1980                                                                 | 8400                                                                        | —                                                                           |
| Заменена радиостанция (с типа ЖР3-М на 42РТМ-42-М) | март 1979                                                                   | 9086                                                                        | —                                                                           | январь 1979                                                                 | 8400                                                                        | —                                                                           |
| Изменена электрическая схема управления поездом (с учётом применения пятизначной аппаратуры системы АРС)                                                           | апрель 1979                                                                 | 9088                                                                        | —                                                                           | август 1980                                                                 | 8400                                                                        | —                                                                           |
| Изменено положение клапана блокировки ЭПК | апрель 1979                                                                 | 9088                                                                        | —                                                                           | август 1980                                                                 | 8400                                                                        | —                                                                           |
| Внедрён фиксатор положений на пакетных выключателях аккумуляторных батарей и системы АРС                                                                           | май 1979                                                                    | 9090                                                                        | 9438                                                                        | август 1980                                                                 | 8400                                                                        | 7202                                                                        |
| Усилены каркасы диванов в пассажирском салоне | май 1979                                                                    | 9090                                                                        | 9438                                                                        | январь 1980                                                                 | 8400                                                                        | 7202                                                                        |
| На пульте со стороны помощника машиниста установлен дополнительный выключатель открытия левых дверей                                                               | июнь 1979                                                                   | 9092                                                                        | —                                                                           | август 1980                                                                 | 8400                                                                        | —                                                                           |
| Применена электрическая схема, обеспечивающая подключение аппаратуры автоведения типа САММ (вместо КСАУПМ)                                                         | с июня 1979 до августа 1980                                                 | 9092 — 9163, 9169                                                           | —                                                                           | —                                                                           | —                                                                           | —                                                                           |
| На тягах тормозной передачи применены усиливающие накладки и предохранительные тросики                                                                             | с июля 1979 до июля 1980                                                    | 9095                                                                        | 9450                                                                        | —                                                                           | —                                                                           | —                                                                           |
| Введена схема, по которой якоря тяговых двигателей стали располагаться относительно обмоток возбуждения симметрично в обеих группах                                | октябрь 1979                                                                | 9107                                                                        | 9468                                                                        | январь 1980                                                                 | 8400                                                                        | 7202                                                                        |
| Введена электрическая схема, позволяющая исключить клапан блокировки ЭПК                                                                                           | октябрь 1979                                                                | 9107                                                                        | —                                                                           | август 1980                                                                 | 8400                                                                        | —                                                                           |
| Вместо выключателя батареи ВБ13-А стали устанавливать ВБ13-Б | октябрь 1979                                                                | 9107                                                                        | 9468                                                                        | январь 1980                                                                 | 8400                                                                        | 7202                                                                        |
| Валики крепления вертикальных рычагов тормозной передачи были заменены на болты с резиновыми амортизаторами                                                        | октябрь 1979                                                                | 9107                                                                        | 9468                                                                        | январь 1980                                                                 | 8400                                                                        | 7202                                                                        |
| Изменена конструкция ящика с главными предохранителями, в связи с чем тот сменил обозначение с ЯП-57А на ЯП-57Б                                                    | ноябрь 1979                                                                 | 9111                                                                        | 9472                                                                        | январь 1980                                                                 | 8400                                                                        | 7202                                                                        |
| Изменено положение выключателя управления | ноябрь 1979                                                                 | 9111                                                                        | —                                                                           | август 1980                                                                 | 8400                                                                        | —                                                                           |
| Изготовлены вагоны с электроконтактными коробками междувагонного соединения на базе штепсельных разъёмов 7Р-52                                                     | 1980, 1982, январь 1985                                                     | 9126, 9127, 9129, 9239—9250, 9597, 0015                                     | 9488, 9492, 9493, 9506, 9603—9629, 9845                                     | май 1980                                                                    | 8647                                                                        | 7806                                                                        |
| Улучшено расположение ламп освещения кабины машиниста | февраль 1980                                                                | 9126—9128, 9130                                                             | —                                                                           | август 1980                                                                 | 8400                                                                        | —                                                                           |
| Применено удлинённое водило автосцепки с двумя упорными гайками ударно-тягового аппарата                                                                           | апрель 1981                                                                 | 9205                                                                        | 9558                                                                        | октябрь 1980                                                                | 8404, 8408                                                                  | 7291, 7293                                                                  |
| Снята защёлка стояночного тормоза | декабрь 1980                                                                | 9182                                                                        | 9535                                                                        | ноябрь 1980                                                                 | 8407                                                                        | 7323                                                                        |
| На кузове вагона стала размещаться бортовая сигнализация работы стояночного тормоза                                                                                | декабрь 1980                                                                | 9182                                                                        | 9535                                                                        | декабрь 1980                                                                | 8408                                                                        | 7310                                                                        |
| В кабине машиниста изменено расположение крана включения стояночного тормоза                                                                                       | декабрь 1980                                                                | 9182                                                                        | —                                                                           | ноябрь 1982                                                                 | 8499                                                                        | —                                                                           |
| Изменено положение на пульте машиниста выключателей открытия левых и правых дверей                                                                                 | июль 1981                                                                   | 9219                                                                        | —                                                                           | май 1982                                                                    | 8479                                                                        | —                                                                           |
| На рычажной тормозной передаче применено стабилизирующее (антивибрационное) устройство                                                                             | с сентября 1981 до мая 1982                                                 | 9225—9253                                                                   | 9573—9638                                                                   | с сентября 1981 до июня 1982                                                | 8445—8481                                                                   | 7392, 7405—7459                                                             |
| Стали применять цельнокатанные колёсные пары с уменьшенной (до 65 мм) толщиной гребня катания                                                                      | с 1980                                                                      | 9229                                                                        | 9579                                                                        | с 1984                                                                      | 8565                                                                        | 7600                                                                        |
| Улучшена конструкция стабилизирующего устройства | май 1982                                                                    | 9252                                                                        | 9634                                                                        | июнь 1982                                                                   | 8482                                                                        | 7463                                                                        |
| В кабине машиниста снята блокировка клапана ЭПК | ноябрь 1981                                                                 | 9227                                                                        | —                                                                           | апрель 1981                                                                 | 8422                                                                        | —                                                                           |
| Начало устанавливаться переговорное устройство «Пассажир-машинист»                                                                                                 | март 1982                                                                   | 9301                                                                        | 9581                                                                        | февраль 1984                                                                | 8573                                                                        | 7667                                                                        |
| В пассажирском вагоне демонтированы стоп-краны | март 1982                                                                   | 9244                                                                        | 9606                                                                        | март 1982                                                                   | 8467                                                                        | 7427, 7436                                                                  |
| В кабине машиниста со стороны помощника стали устанавливать кнопочные выключатели открытия и закрытия дверей                                                       | апрель 1982                                                                 | 9249                                                                        | —                                                                           | январь 1983                                                                 | 8511                                                                        | —                                                                           |
| Применена быстродействующая защита силовой электрической схемы (опытные вагоны)                                                                                    | 1982                                                                        | 9266, 9268                                                                  | 9634, 9640, 9648—9650                                                       | —                                                                           | —                                                                           | —                                                                           |
| В надбуксовом рессорном подвешивании стали применять поводки переменного сечения                                                                                   | июнь — август 1982                                                          | 9258                                                                        | 9640                                                                        | август 1982 — ноябрь 1983                                                   | 8491                                                                        | 7496                                                                        |
| Изменено крепление поводков в надбуксовом рессорном подвешивании                                                                                                   | октябрь 1983                                                                | 9271                                                                        | 9658                                                                        | ноябрь 1982                                                                 | 8504                                                                        | 7497                                                                        |
| Изменена конструкция штепсельных разъёмов подключения пультов для манёвров                                                                                         | октябрь 1982                                                                | —                                                                           | 9658                                                                        | август 1983                                                                 | —                                                                           | 7591                                                                        |
| Пуско-тормозные резисторы стали располагаться на 50 мм ниже | декабрь 1982                                                                | 9273                                                                        | 9675                                                                        | декабрь 1982                                                                | 8509                                                                        | 7516                                                                        |
| Улучшена раздача воздуха от системы принудительной вентиляции в кабине машиниста                                                                                   | январь 1983                                                                 | 9274                                                                        | —                                                                           | октябрь 1984                                                                | 8618                                                                        | —                                                                           |
| Шесть громкоговорителей типа 1ГД40 заменены на три типа 2ГД40 | январь 1983                                                                 | 9274                                                                        | 9676                                                                        | январь 1984                                                                 | 8566                                                                        | 7656                                                                        |
| Поводковая связь буксы колёсной пары с рамой тележки заменена на шпинтонную (опытные вагоны)                                                                       | 1983                                                                        | —                                                                           | 9677, 9744, 9823                                                            | —                                                                           | —                                                                           | 7679                                                                        |
| Стали устанавливать блоки питания собственных нужд типа БПСН-5У2М                                                                                                  | сентябрь 1981                                                               | 0001                                                                        | 9823                                                                        | октябрь 1984                                                                | 8617                                                                        | 7753                                                                        |
| Белые сигнальные фары ФГ16 заменены на ФГ146, при этом изменена конструкция их установки на вагоне                                                                 | март 1983                                                                   | 9283                                                                        | —                                                                           | октябрь 1984                                                                | 8618                                                                        | —                                                                           |
| В рычажной тормозной передаче увеличена толщина наружных параллельных затяжек                                                                                      | март 1983                                                                   | 9283                                                                        | 9699                                                                        | март 1983                                                                   | 8531                                                                        | 7547                                                                        |
| Введён скос на задней перегородке кабины машиниста | март—апрель 1983                                                            | 9286                                                                        | —                                                                           | октябрь 1982                                                                | 8499                                                                        | —                                                                           |
| Введён дополнительный блок-контакт контактора ЛК-2. Ящик с линейными контакторами ЛК-7568 заменён на ЛК-761                                                        | июль 1983                                                                   | 9270                                                                        | 9713                                                                        | июль 1983                                                                   | 8534                                                                        | 7580                                                                        |
| Аккумуляторная батарея цепей питания АРС заменена стабилизатором напряжения                                                                                        | июнь 1983                                                                   | 9290                                                                        | —                                                                           | январь 1983                                                                 | 8511                                                                        | —                                                                           |
| Установлен дополнительный кран отключения воздухораспределителя из салона вагона                                                                                   | июль 1983                                                                   | 9292                                                                        | 9718                                                                        | —                                                                           | —                                                                           | —                                                                           |
| В цепи мостового перехода силовой электрической схемы применены полупроводниковые диоды. Ящик ПКГ-761А-1 заменён на ПКГ-761А-2                                     | октябрь 1983                                                                | 9301                                                                        | 9736                                                                        | август — ноябрь 1983                                                        | 8544                                                                        | 7605                                                                        |
| Внедрена тепловая защита мотор-компрессора. Ящик ЯК-36Б заменён на ЯК-36В                                                                                          | февраль 1982                                                                | 9321                                                                        | 9766                                                                        | апрель 1984                                                                 | 8585                                                                        | 7673                                                                        |
| Применён трудногорючий пластик с расцветкой под «Ясень» | апрель 1984                                                                 | 9327                                                                        | 9771                                                                        | —                                                                           | —                                                                           | —                                                                           |
| Изменена быстродействующая и дифференциальная защита силовой электрической схемы, применён дистанционный привод токоприёмников (опытные вагоны)                    | май 1985                                                                    | 9336—9339                                                                   | 9775, 9778, 9782, 9783, 9789, 9790, 9792—9794, 9788                         | май 1985                                                                    | 8586, 8587, 8596, 8597                                                      | 7693, 7695—7698, 7702—7706                                                  |
| Налажен серийный выпуск вагонов с быстродействующей и дифференциальной защитой                                                                                     | июнь 1984                                                                   | 9349                                                                        | 9799                                                                        | июнь 1984                                                                   | 8587                                                                        | 7693                                                                        |
| То же с полностью укомплектованными электроаппаратами | январь 1985                                                                 | 0015                                                                        | 9845                                                                        | —                                                                           | —                                                                           | —                                                                           |
| Изменён привод рукоятки контроллера машиниста | июль 1984                                                                   | 9349                                                                        | —                                                                           | март 1985                                                                   | 8635                                                                        | —                                                                           |
| Изменена электрическая схема подключения системы АРС с установкой аппаратуры «МАРС» и со схемой резервирования                                                     | январь 1985                                                                 | 0015                                                                        | —                                                                           | февраль 1985                                                                | 8629                                                                        | —                                                                           |
| В зоне раздвижных дверей установлены дополнительные вертикальные поручни                                                                                           | 1984, май 1986                                                              | 0069                                                                        | 9820, 9941                                                                  | июль 1987                                                                   | 8820, 8821, 8822, 8825                                                      | 8094                                                                        |
| На пульте управления в качестве выключателя дверей применены кнопки с подсветкой                                                                                   | январь 1985                                                                 | 0015                                                                        | —                                                                           | февраль 1985                                                                | 8629                                                                        | —                                                                           |
| Панель с реле ПР-124Б заменена на ПР-138 | январь 1985                                                                 | 0015                                                                        | —                                                                           | февраль 1985                                                                | 8626                                                                        | —                                                                           |
| На боковых стенках кузова выше подоконного пояса вместо двух гофров стало три                                                                                      | декабрь 1985                                                                | 0044                                                                        | 9885                                                                        | 1980                                                                        | 8400                                                                        | 7202                                                                        |
| Профиль поперечных балок рамы кузова заменён со штампованного на прокатный                                                                                         | январь 1986                                                                 | 0057                                                                        | 9917                                                                        | 1980                                                                        | 8400                                                                        | 7202                                                                        |
| Сигнальные лампы в количестве трёх штук на боковых стенках кузова стали располагаться вертикально, а не горизонтально                                              | май 1986                                                                    | 0069                                                                        | 9941                                                                        | 1987                                                                        | 8773                                                                        | 8013                                                                        |
| Применён ящик ЯРД-2 с усовершенствованной дифференциальной защитой                                                                                                 | сентябрь 1987                                                               | —                                                                           | —                                                                           | сентябрь 1987                                                               | 8817                                                                        | 8087                                                                        |
| Применена шпинтонная связь буксы колёсной пары и рамы тележки, в узле скольжения применены полимерные материалы                                                    | ноябрь 1987                                                                 | 0129                                                                        | 0460                                                                        | январь 1988                                                                 | 8834                                                                        | 8119                                                                        |
| Начал использоваться трудногорючий линолеум пола | январь 1988                                                                 | 0129, 0140                                                                  | 0485                                                                        | декабрь 1987                                                                | 8833                                                                        | 8118                                                                        |
| Использована огнезащитная фанера | май 1988                                                                    | 0129, 0154                                                                  | 0502                                                                        | июнь 1988                                                                   | 8866                                                                        | 8185                                                                        |
| Высоковольтные предохранители перенесены из кабины под вагон | февраль 1988                                                                | —                                                                           | —                                                                           | май 1988                                                                    | 8845                                                                        | 8139                                                                        |

## В культуре

### Видеоигры
- Модель воссоздана в дополнении (моде) «Metrostroi Subway Simulator» к игре «Garry's Mod» в Steam[130], функционирует в виде аддонов в Steam Workshop. Дополнение отличается от прочих компьютерных симуляторов поезда высокой реалистичностью и широкой кастомизацией каких-либо действий[131].
- В продолжении дополнения «Metrostroi Subway Simulator» — игре на смартфоны «Subtransit Drive» воссоздан состав из вагонов 81-717/714 с различными версиями оборудования[132].

### Кинематограф
- В фильмах «Кодекс вора» (2009) и «Ниндзя» (2009) Софийский метрополитен, в котором эксплуатируется советско-российская серия вагонов 81-717/714, выдаётся за Нью-Йоркский, тогда как в нём эксплуатируются вагоны с литерой «R» перед цифровым обозначением.
- Вагоны 81-717/714 запечатлены в короткометражном фильме «Лист Мёбиуса».
- Вагоны 81-717/714 запечатлены в экранизации романа Дмитрия Сафонова «Метро».

### Маркетинг
Вагоны 81-717/714 запечатлены в рекламе iPhone 16 Pro Max.

### Комментарии
1. ↑  Номинальное напряжение на подстанции — 825 В
2. 1 2 3  В числителе для вагона модели 81-717, в знаменателе для вагона модели 81-714
3. ↑  Модель 81-717М на челночном ответвлении в Ереванском метрополитене
4. ↑  ПА-КСД, ПУАВ и ПА-М — системы автоведения в Петербургском метрополитене. Расшифр.: поездная аппаратура комплексной системы «Движение», поездное устройство автоведения и поездная аппаратура модернизированная на Московско-Петроградской, Лахтинско-Правобережной и Фрунзенско-Приморской линиях[1][2][3]
5. ↑  Хотя конструктивно они являются полностью новыми — с установкой асинхронного тягового электродвигателя и изготовлением кузова, он является идентичным оригинальной серии вагонов 81-717/714[16][17][18]
6. ↑  В Алма-Атинском метрополитене эксплуатируется модель южнокорейской компании «Hyundai Rotem»
7. ↑  Модель 81-7021/7022; эксплуатируется, в частности, на Сырецко-Печерской линии
8. ↑  Модель 81-7036/7037; эксплуатируется, в частности, на Салтовской линии
9. ↑  В числителе для вагона модели 81-717.2, в знаменателе для вагона модели 81-714.2

### Официальные сайты
- Вагоны 81-717.5М/714.5М. Архивная продукция — Вагоны метро. Официальный сайт. ОАО «Метровагонмаш». Дата обращения: 9 апреля 2018. Архивировано 9 апреля 2018 года.
- Вагоны 81-717.6/714.6. Архивная продукция — Вагоны метро. Официальный сайт. ОАО «Метровагонмаш». Дата обращения: 9 апреля 2018. Архивировано 9 апреля 2018 года.
- Вагоны 81-717.5А/714.5А (Ретро). Спецпроекты — Вагоны метро. Официальный сайт. ОАО «Метровагонмаш». Дата обращения: 9 апреля 2018. Архивировано 9 апреля 2018 года.
- Вагоны 81-717.2К/714.2К. Продукция — Вагоны метро. Официальный сайт. ОАО «Метровагонмаш». Дата обращения: 9 апреля 2018. Архивировано 9 апреля 2018 года.

### Статьи и тематические сайты
- Электровагоны типов 81-717/714 и 81-717.5/714.5. «Метровагоны». Дата обращения: 9 апреля 2018.
- Электровагоны типов 81-717.6К/714.6К. «Метровагоны». Дата обращения: 9 апреля 2018.
- Экспортные модификации метровагонов, выпущенные в СССР и в России. «Метровагоны». Дата обращения: 9 апреля 2018.
- Электровагоны типа 81-71М. «Метровагоны». Дата обращения: 9 апреля 2018.
- Статьи о номерном. Проект «Номерной». Дата обращения: 9 апреля 2018.
- Вагон метрополитена 81/717. Каталог. deutschefotothek.de. Дата обращения: 9 апреля 2018.

### Фотогалереи и базы приписки
- Список подвижного состава 81-717./714. производства ММЗ (фотографии и данные приписки). TransPhoto. Дата обращения: 10 апреля 2018.
- Список подвижного состава 81-717./714. производства ЛВЗ (фотографии и данные приписки). TransPhoto. Дата обращения: 10 апреля 2018.
- Список подвижного состава 81-717.1./714.1. (фотографии и данные приписки). TransPhoto. Дата обращения: 10 апреля 2018.
- Список подвижного состава 81-71M: 2Mt./3Mt./4Mt. (фотографии и данные приписки). TransPhoto. Дата обращения: 10 апреля 2018.
- Список подвижного состава 81-717.2./714.2. и 717.2М./714.2М. (фотографии и данные приписки). TransPhoto. Дата обращения: 10 апреля 2018.
- Список подвижного состава 81-717.2К./714.2К. (фотографии и данные приписки). TransPhoto. Дата обращения: 10 апреля 2018.
- Список подвижного состава 81-717.3./714.3. и 714.3М. (фотографии и данные приписки). TransPhoto. Дата обращения: 10 апреля 2018.
- Список подвижного состава 81-717.4./714.4. (фотографии и данные приписки). TransPhoto. Дата обращения: 10 апреля 2018.
- Список подвижного состава 81-717.5./714.5. производства ММЗ (фотографии и данные приписки). TransPhoto. Дата обращения: 10 апреля 2018.
- Список подвижного состава 81-717.5./714.5. и 714.5М. производства ЛВЗ (фотографии и данные приписки). TransPhoto. Дата обращения: 10 апреля 2018.
- Список подвижного состава 81-717.5М./714.5М., 717.5Б./714.5Б., 717.5К./714.5К., 717.5Н. и 717.5П./714.5П. производства ММЗ (фотографии и данные приписки). TransPhoto. Дата обращения: 10 апреля 2018.
- Список подвижного состава 81-717.5М./714.5М., 717.5К., 714.5Н. и 717.5П./714.5П. производства ОЭВРЗ (фотографии и данные приписки). TransPhoto. Дата обращения: 10 апреля 2018.
- Список подвижного состава 81-717.5Л. и 714.6Д. производства ОЭВРЗ (фотографии и данные приписки). TransPhoto. Дата обращения: 10 апреля 2018.
- Список подвижного состава 81-717.5А./714.5А. (фотографии и данные приписки). TransPhoto. Дата обращения: 10 апреля 2018.
- Список подвижного состава 81-717.6./714.6. и 714.6К./714.6К. (фотографии и данные приписки). TransPhoto. Дата обращения: 10 апреля 2018.
- Список подвижного состава 81-717M./714M. (фотографии и данные приписки). TransPhoto. Дата обращения: 10 апреля 2018.
- Обкатки вагонов 81-717.6К/714.6К на Замоскворецкой линии. Фотографии. Метромост. Дата обращения: 9 апреля 2018.